# Mosaïque byzantine

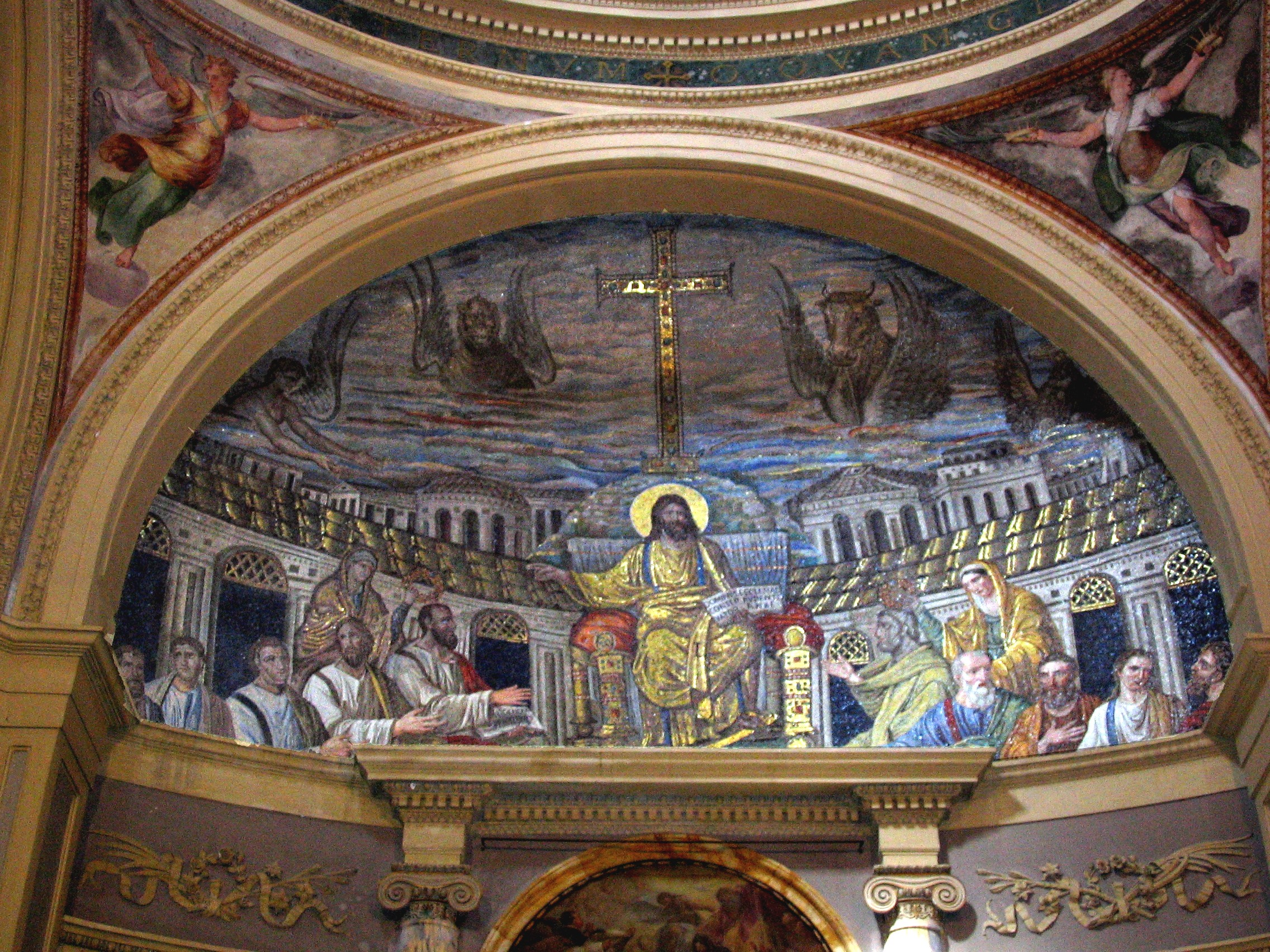
Christ trônant au milieu des disciples, mosaïque paléochrétienne, abside de la basilique Santa Pudenziana (Rome), vers 420.

La mosaïque byzantine est un art sacré qui utilise la mosaïque dans des lieux de culte, dont l’apogée se situe entre les VIe et XVe siècles dans l'Empire byzantin, et qui plonge ses racines dans une longue tradition venue de la Grèce antique et de Rome.
Dès les débuts de l'architecture paléochrétienne à Rome et dans tout l'Empire romain à partir du IVe siècle, les artistes chrétiens adoptèrent et adaptèrent la tradition artistique romaine pour dépeindre les scènes de la vie religieuse et de la Bible, ornant notamment les murs et les voûtes des églises. Après la scission de l'Empire romain, l'Empire romain d'Orient n'était au début que l'héritier de cette tradition romaine. Mais alors que cette art perdit de sa vigueur en Occident après la chute de l'Empire romain d'Occident en 476, les artistes byzantins continuèrent de développer cet art et devinrent renommés pour leur technique et leur inspiration. On retrouve ensuite leur influence au XIIe siècle en royaume normand de Sicile, à Venise, à Rome et d’autres villes de l’ancienne Italie byzantine, et plus tard en Russie, en Ukraine et d’autres pays du monde orthodoxe. L’art de la mosaïque s’estompa au cours de la Renaissance, quoique divers artistes comme Raphaël continuèrent à pratiquer les anciennes techniques. Hors de l’Empire byzantin, ces techniques furent adoptées à la fois par des artistes juifs pour la décoration des synagogues et par des artistes musulmans pour celle des mosquées et des palais. Elle eut une influence considérable sur les débuts de l’art musulman et on peut la retrouver dans nombre d’édifices prestigieux comme le dôme du Rocher à Jérusalem et la grande mosquée des Omeyyades à Damas. Elle tomba toutefois en désuétude dans le monde musulman après le VIIIe siècle.

## Origines de la mosaïque byzantine

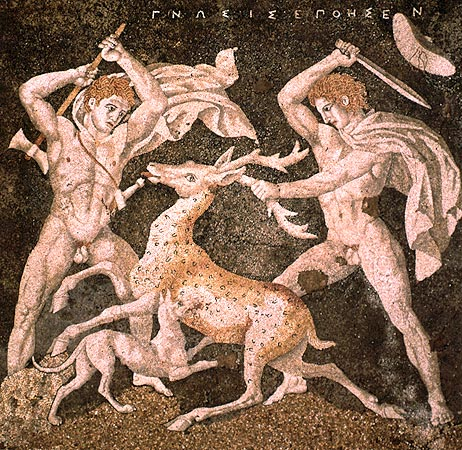
Scène de chasse provenant de la « Maison de l’enlèvement d’Hélène » à Pella, ancienne Macédoine, fin du

Les premiers exemples de mosaïques réalisées avec des pierres de couleur, des coquillages et de l’ivoire proviennent d’un temple situé à Abra en Mésopotamie et auraient été exécutés dans la deuxième moitié du troisième millénaire av. J.-C. Les premières mosaïques montrant des traces de carreaux émaillés, découvertes à Suze et à Chogha Zanbil remonteraient à environ 1500 av. J.-C.. Toutefois, ce n’est que dans la Grèce antique, et notamment durant l'époque hellénistique, que l’on voit apparaitre les premières mosaïques de haute facture reproduisant des motifs formant une image complète. Elles se répandront ensuite dans l’Empire romain mais aussi au Moyen-Orient durant les périodes séleucide puis sassanide.
Le style figuratif grec adopta une forme définitive vers le troisième siècle av. J.-C. : les sujets mythologiques, les scènes de chasse ou autres poursuites étaient devenus les motifs centraux de grandes mosaïques ornés de larges bordures à motifs géométriques.
Ces mosaïques figuratives devinrent populaires notamment chez les Romains et bientôt l’on vit d’imposants pavements en mosaïque orner les villas hellénistiques et romaines de la Grande-Bretagne à Dura-Europos en passant par Carthage. La plupart des artistes ayant « signé » leurs œuvres chez les Romains portent des noms grecs, ce qui porte à croire que les artisans grecs jouissaient d’une réputation particulière d’habileté à travers l’empire.

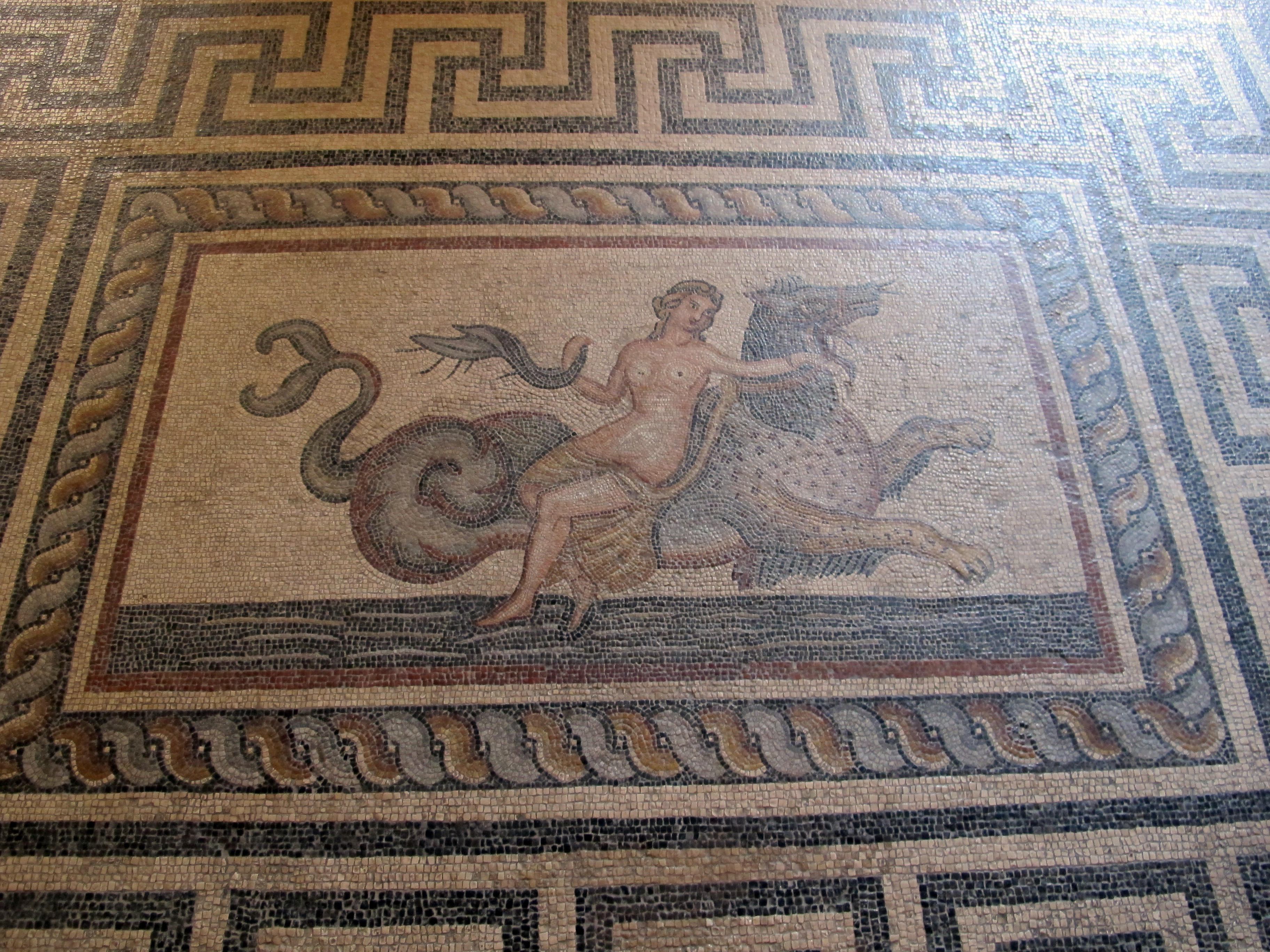
Mosaïque grecque hellénistique représentant une nymphe chevauchant une créature marine. Palais des grands maitres des chevaliers de Rhodes, Grèce, av. J.-C.

À Rome, Néron fit couvrir certains murs et plafonds de la Domus aurea* , construite en 64 ap. J.-C., de peintures et de mosaïques que l’on peut également retrouver à Pompéi et dans les sites environnants. Mais ce n’est que lorsqu’elles furent adoptées pour la décoration des églises chrétiennes que les mosaïques devinrent une forme privilégiée d’expression artistique. Ainsi l’église de Santa Costanza, construite au IVe siècle, pour servir de mausolée à un ou plusieurs membres de la famille impériale comporte des mosaïques religieuses aussi bien que laïques le long de sa rotonde, suivant ce qui devait être le style de la décoration palatiale de l’époque.

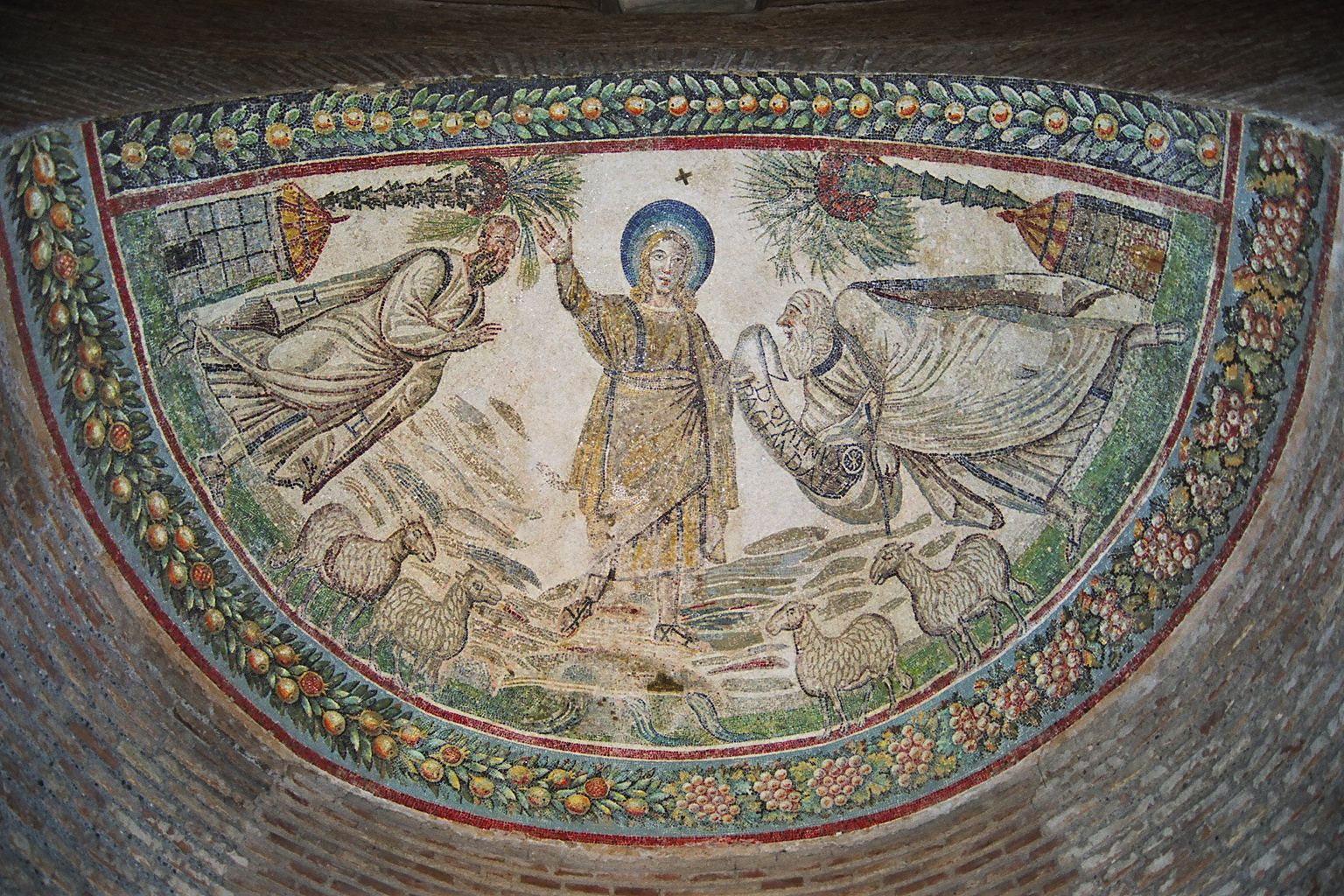
Mosaïque de la Traditio Legis dans l’église-mausolée de Santa Costanza

Avec la construction des premières basiliques chrétiennes au IVe siècle, on adapta le style des mosaïques à leur vocation religieuse. Les premières basiliques n’ont guère survécu, mais tant à Santa Costanza qu’à Santa Pudenziana, toutes deux du IVe siècle, on peut voir un festin de Bacchus dans la plus pure tradition classique. Mais ici ce festin symbolise la transformation ou le changement, scène appropriée pour un mausolée ,. Une autre grande basilique constantinienne, l’église de la Nativité de Jérusalem conserve son pavement original avec motifs géométriques romains traditionnels. Le « Tombeau des Juliens » sous la basilique Saint-Pierre de Rome, datant de la fin du IIIe siècle ou du début du IVe siècle conserve un plafond vouté où l’on voit une mosaïque reproduisant le dieu romain Sol invictus christianisé puisque portant une auréole, conduisant un chariot dans un rinceau de feuilles de vigne que l’on interprète comme se rapportant à l’image de la vigne (Jean, XV, 1) .

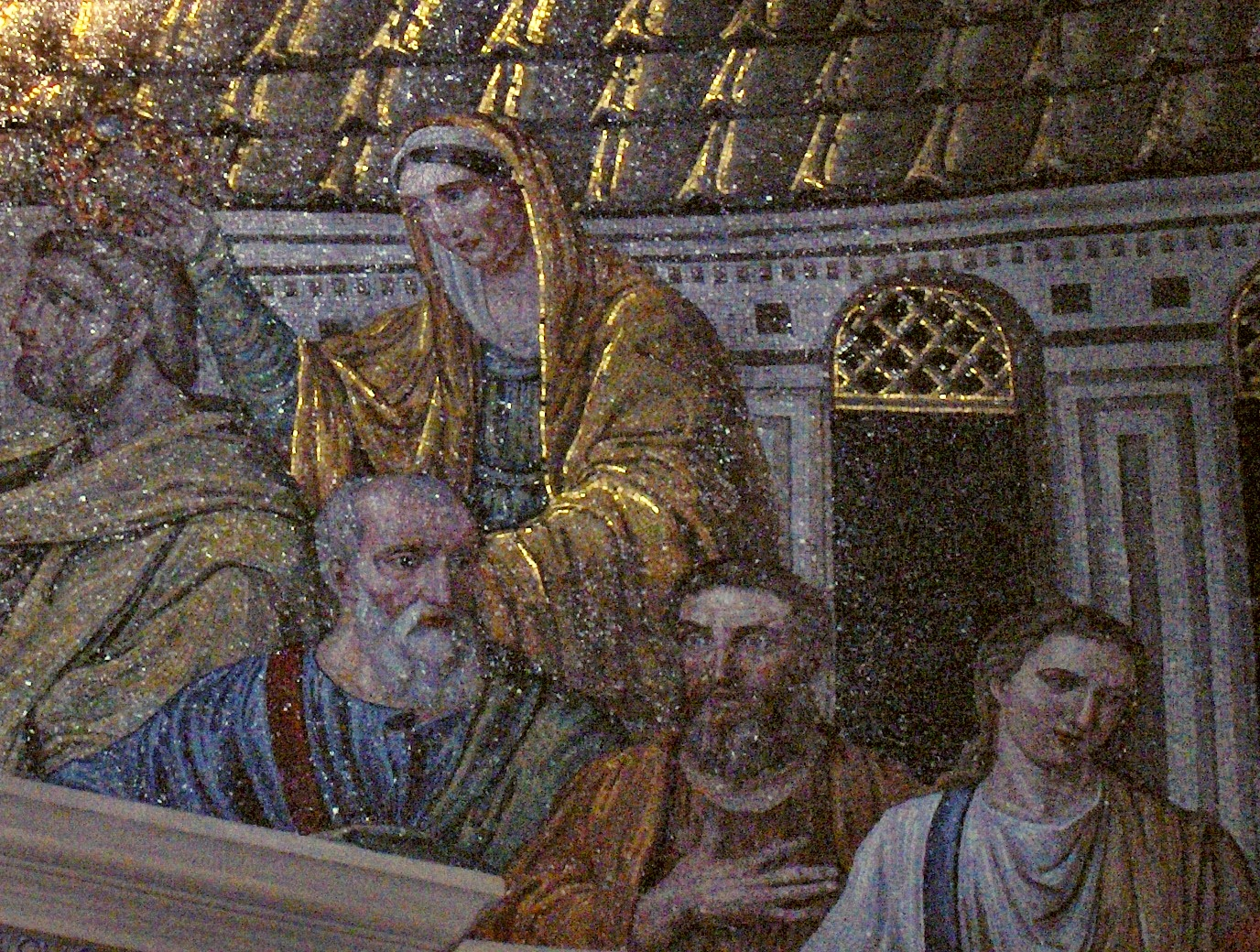
Détail de la mosaïque de l’église Santa Pudenziana, reproduite ci-dessus.

## Mosaïque byzantine dans l'empire byzantin

### Butrint
Parmi les plus anciennes mosaïques de ce qui devint l’empire byzantin, se trouvent celles de Butrint (en grec ancien Βουθρωτόν, ancienne colonie romaine reconstruite sous l’empereur Athanase au Ve siècle), située en Épire (aujourd’hui en Albanie). Les pavements en mosaïque de la basilique Vrina Plain semblent avoir été construits au moins une génération avant celles du baptistère vers la fin du Ve siècle ou le début du VIe siècle. Elle présente toute une série de motifs allant d’animaux marins à des oiseaux en passant par  des animaux, des arbres, des fruits et des fleurs, désirant donner une idée de ce qu’avait été le Paradis terrestre au lendemain de la Création. Au-dessus de ces tableaux, on peut voir deux tablettes (tabulae ansatae) avec inscriptions. Un éventail de poissons, un crabe, un homard, des crevettes, des champignons, des fleurs, un cerf et deux dessins en forme de croix entourent la plus petite des deux inscriptions qui se lit : « En accomplissement d’un vœu fait par ceux dont Dieu seul connait le nom », témoignant de l’humilité du généreux donateur.
Si la nature, richement représentée, célèbre la variété de la création divine, certains éléments ont une connotation plus spécifique. Ainsi le canthare* et le vin font référence à l’eucharistie et au sacrifice du Christ. Les paons sont le symbole du paradis et de la résurrection. Leur représentation en train de boire au canthare représente la route vers la vie éternelle. Les cerfs ou chevreuils sont des images traditionnellement utilisées pour représenter les fidèles tournés vers le Christ. Les oiseaux d’eau, les poissons et autres créatures marines peuvent représenter le baptême ou les membres de l’Église qui ont été baptisés.

### Constantinople

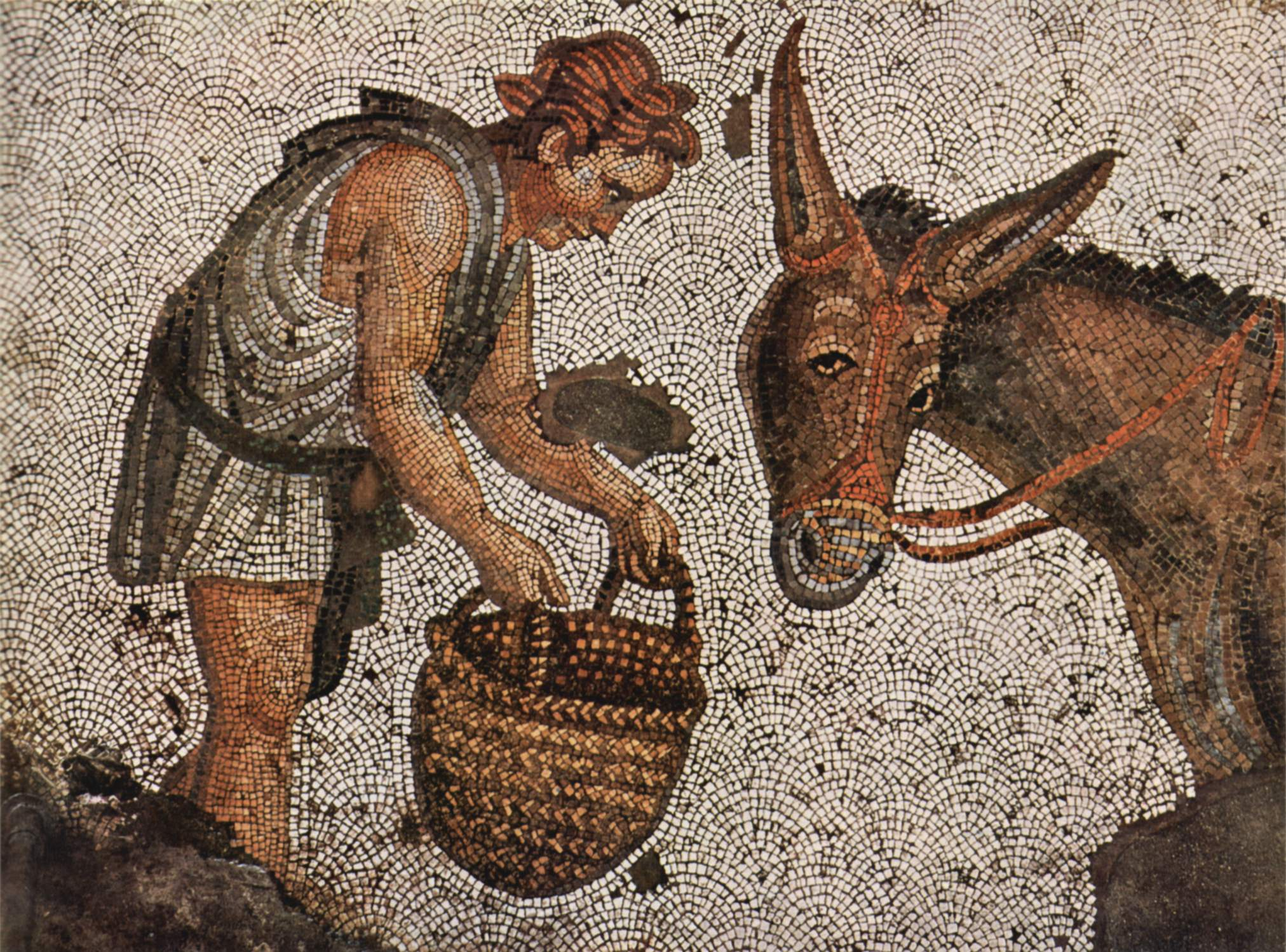
Mosaïque de pavement – Enfant et âne, au Musée de la mosaïque du Grand Palais à Istanbul

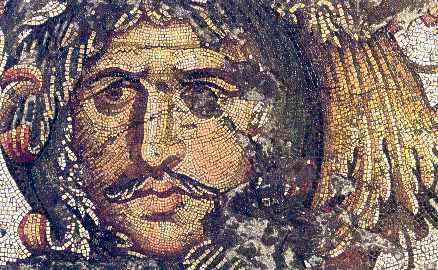
Le « Chef goth », Péristyle du Grand Palais de Constantinople.

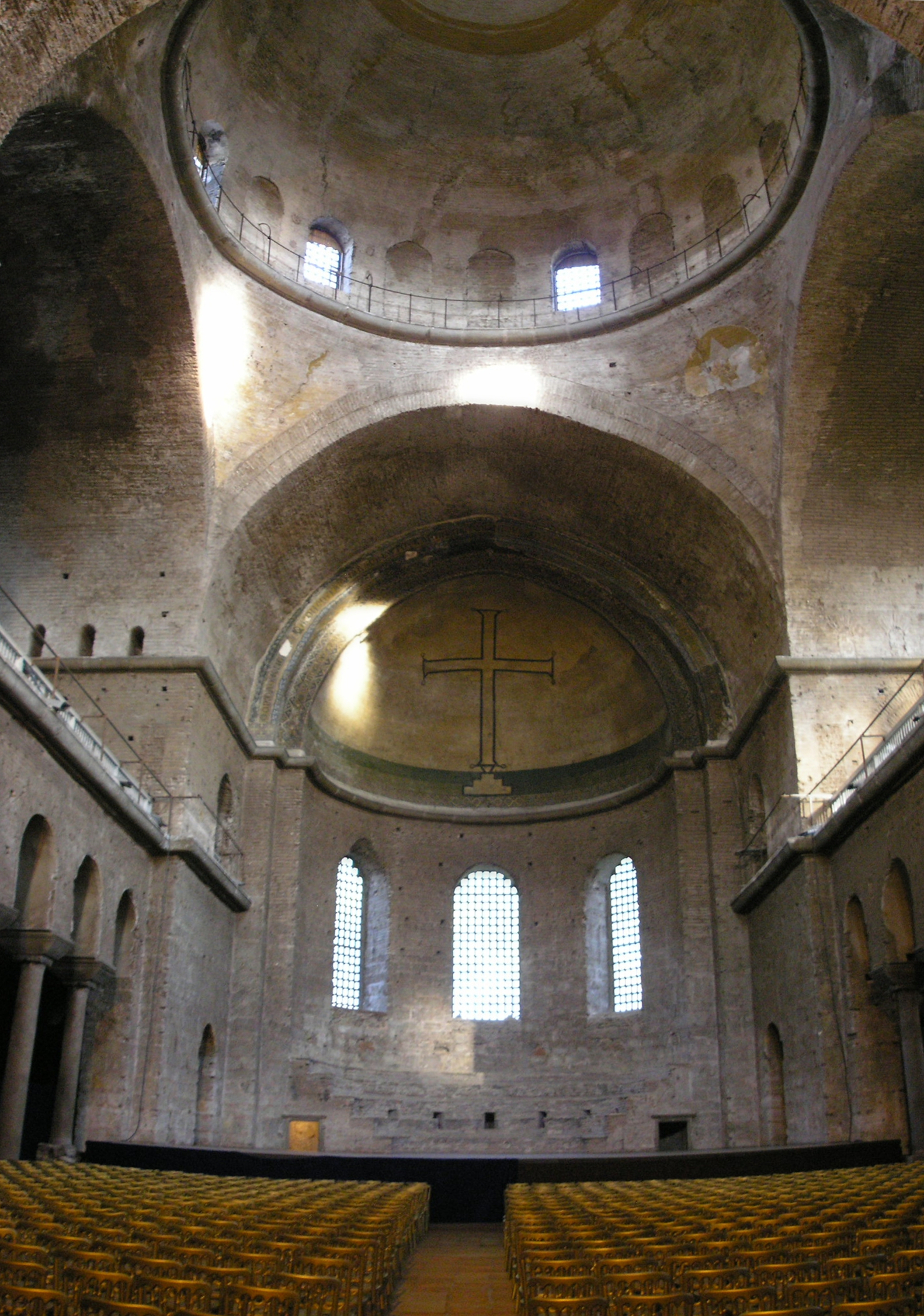
La grande croix d’or dans l’abside de l’église Sainte-Irène de Constantinople.

Mais c’est à Constantinople même où elle fleurit du VIe siècle au XVe siècle que la mosaïque atteint son apogée comme expression de la foi religieuse dans les nombreuses églises dont elles couvraient littéralement l'intérieur. Malheureusement, guerres et conquêtes ont fait disparaitre la majeure partie de celles-ci, même si les récentes fouilles archéologiques ont permis d'en retrouver quelques-unes.
Les premières versions des grandes basiliques constantiniennes comme Hagia Sophia à Constantinople, l’église Sainte-Marie-la Neuve de Jérusalem ou l’église de la Nativité étaient certainement ornées de mosaïques, mais ces versions ont disparu avec les siècles.
On conserve toutefois des fragments importants du pavement en mosaïque du Grand Palais de Constantinople érigé sous Justinien Ier. De facture très classique, personnages, animaux et plantes apparaissent sur un fond uni. Le portrait d’un homme portant une moustache, probablement un chef goth, est considéré comme la pièce la plus importante de cette période encore en existence. Des fouilles menées en 1935-1938, puis en 1951-1954 sous la direction de David Talbot Rice, ont mis au jour une salle absidiale ainsi qu'une cour à péristyle (66 × 55 m) décorée d'un pavement de mosaïques de très belle facture. Datées des environs du VIe siècle, elles constituaient sans doute une partie du décor de l’un des nombreux péristyles. Les thèmes majeurs représentés sont la chasse, la vie quotidienne, des scènes mythologiques ainsi que des scènes bucoliques et champêtres. On trouve aussi les restes de décoration florale dans l’église de l'Acheiropoiètos de Thessalonique (Ve siècle et VIe siècle).
Peu de mosaïques byzantines ont cependant survécu aux grandes destructions qui marquèrent la période iconoclaste du VIIIe siècle. Parmi les rares exemples toujours en existence, mentionnons le « Christ en majesté » aussi nommé « Vision d’Ézéchiel) dans l’abside* du monastère de Latomou de Thessalonique qui fut protégée par une épaisse couche de plâtre durant cette période tragique. Neuf panneaux de mosaïque survivent encore, érigés entre 634 et 730, dans l’église Saint-Dimitri représentant le saint protecteur de la ville, souvent accompagné de fidèles .
Au cours de la période iconoclaste, les images représentatives de personnages saints étaient vues comme de l’idolâtrie. Les mosaïques érigées pendant cette période représentent généralement une croix en or, comme celle qui orne l’abside de l’église Sainte-Irène de Constantinople (après 740).

### Macédoine et Grèce
On retrouve des croix similaires dans l’église Sainte-Sophie de Thessalonique et de la Dormition à Nicée. Après la victoire des iconodoules*, ces croix furent remplacées dans ces deux dernières églises par des images de la Theotokos* (787-797 pour la première, VIIIe siècle-IXe siècle pour la deuxième ; malheureusement, l’église de la Dormition fut complètement détruite en 1922).
Une image similaire de la Theotokos, flanquée de deux archanges fut faite pour la cathédrale Sainte-Sophie de Constantinople en 867. La dédicace porte : « Les images que les imposteurs avaient détruites ont été restaurées ici par les pieux empereurs ». Dans les années 870, le grand Sekreton du Grand Palais de Constantinople fut décoré des reproductions des quatre grands patriarches iconodoules* de l’époque.
La période post-iconoclasme vit l’âge d’or de la mosaïque byzantine alors que furent exécutées les plus belles mosaïques de la Renaissance macédonienne (867-1056), harmonieux mélange de tradition et d’innovation. Les mosaïques de Constantinople suivent les thèmes de décoration utilisés sous l’empereur Basile Ier le Macédonien  pour la Nea Ekklesia de Constantinople (en grec: Νέα Ἐκκλησία soit "nouvelle église", aussi appelée église de la Théotokos). Malheureusement le prototype fut totalement détruit par la suite, et les autres si fortement endommagées qu’il faut pratiquement reconstituer la séquence en réunissant les vestiges qui restent.
Un intéressant exemple des mosaïques de l’époque macédonienne nous est fourni par la décoration du monastère d'Osios Lukas en Béotie. On peut y voir dans le narthex*  la Crucifixion, le Christ Pantocrator* et l’Anastasis* au-dessus des portes, ainsi que dans l’église elle-même la Theotokos (abside), la Pentecôte, des scènes de la vie du Christ et de l’ermite saint Luc, toutes exécutées avant 1048. Les scènes sont traitées avec un minimum de détails et les panneaux s’effacent devant leur encadrement d’or.

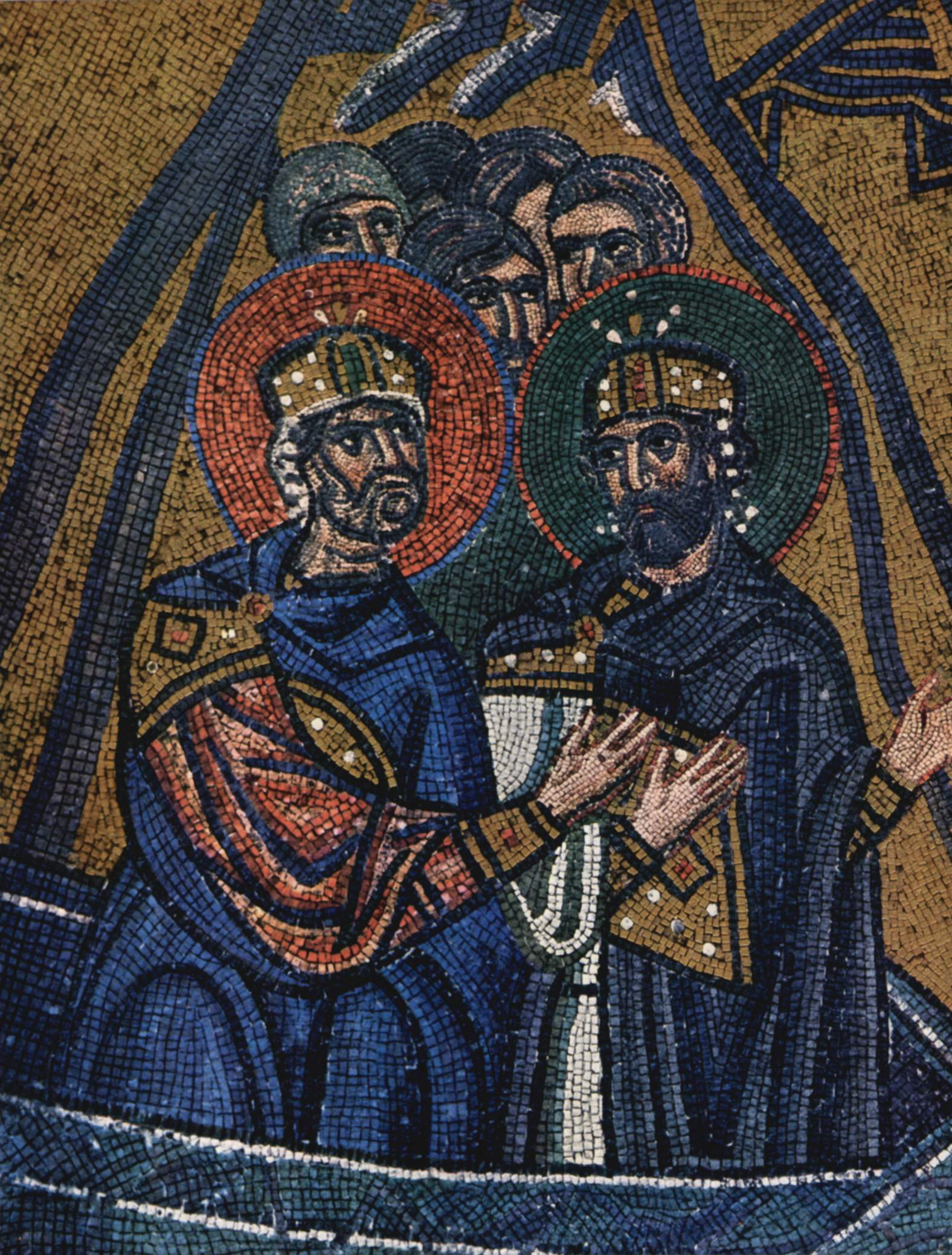
Détail d’une mosaïque du monastère Nea Moni.

Le monastère Nea Moni de Chios fut érigé sous Constantin Monachos (1043-1056). Les mosaïques tout à fait exceptionnelles qui ornaient le dôme et qui représentaient probablement les neuf ordres des anges furent détruites en 1822, mais d’autres panneaux ont survécu. C’est le cas de la Theotokos* aux mains levées, des quatre évangélistes avec séraphins, de scènes de la vie du Christ et d’une anastasis* dans laquelle le roi Salomon ressemble étrangement à Constantin Monachos lui-même. On trouve dans ces mosaïques davantage de personnages, de détails, de paysages et autres situations que dans celles d’Osios Loukas.
Autre grand projet de rénovation de Constantin Monachos : la restauration de l’église du Saint-Sépulcre de Jérusalem  entreprise entre 1042 et 1048. Rien n’a survécu des mosaïques qui couvraient les murs et le dôme de l’édifice mais l’abbé Daniel de Russie qui visita Jérusalem en 1106-1107 en laissa la description suivante : « Sous la voute, au-dessus de la tribune se trouvent des mosaïques vivantes des saints prophètes. L’autel est surmonté d’une représentation du Christ en mosaïque. Et dans le maitre-autel on peut voir la mosaïque représentant l’Exaltation d’Adam. Dans l’abside, l’ascension du Christ. L’Annonciation occupe les deux piliers à côté de l’autel.".
Le monastère de Daphní conserve l’ensemble le mieux préservé de mosaïques datant du début de l’ère comnénienne (vers 1100) alors que les attitudes austères et hiératiques typiques de l’époque macédonienne encore représentée par l’image du Christ Pantocrator* dans le dôme se transforment pour laisser place à un style plus intime et plus délicat dont « L’Ange devant saint Joachim » avec son décor pastoral, ses gestes harmonieux et son lyrisme mystique constitue un excellent exemple.
Les mosaïques de Sainte-Sophie de Constantinople (Hagia Sophia), datant des IXe siècle et Xe siècle, sont de véritables exemples de l’art byzantin classique. Les tympans nord et sud situés sous le dôme sont décorés de représentations de prophètes, de saints et de patriarches. Au-dessus de l’entrée principale du narthex on peut voir un « Empereur devant le Christ » datant de la fin du IXe siècle ou du début du Xe siècle. Au-dessus de celle du vestibule sud-ouest du narthex* se trouve une autre mosaïque, « La Theotokos* avec Justinien et Constantin ». Justinien Ier y offre un modèle de l’église à Marie pendant que Constantin tient un modèle de la cité dans ses mains. Les deux empereurs ne portent pas la barbe, exemple d’archaïsme voulu puisque les souverains de cette époque étaient au contraire barbus. Un autre panneau dans la galerie montre « Le Christ avec Constantin Monachos et l’impératrice Zoé » (1042-1055). L’empereur y est représenté offrant un sac d’argent au Christ pour le maintien de l’église.

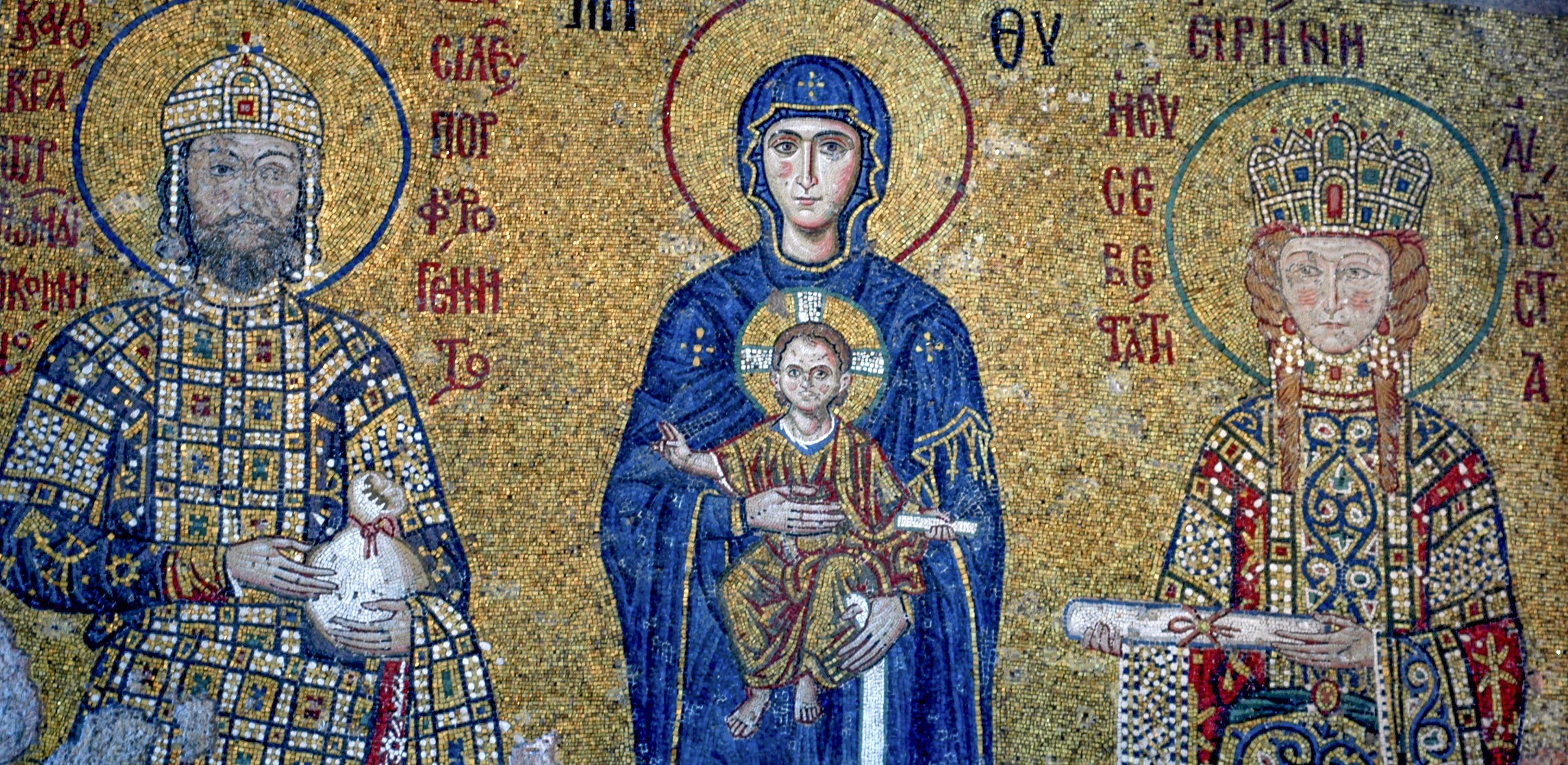
Une mosaïque de Sainte Sophie représentant Marie et Jésus ainsi que Jean II Comnène (à gauche) et l’impératrice Irène de Hongrie (à droite), vers 1118.

Le dôme de l’église Sainte-Sophie de Thessalonique est décoré d’une mosaïque représentant l’Ascension datant d’environ 885. La composition y est semblable à celle des grands baptistères de Ravenne avec les apôtres entre des feuilles de palmiers entourant le Christ. Cette représentation est toutefois inhabituelle en ceci qu’après la période iconoclaste, les dômes ne comportaient que l’image du Pantocrator.

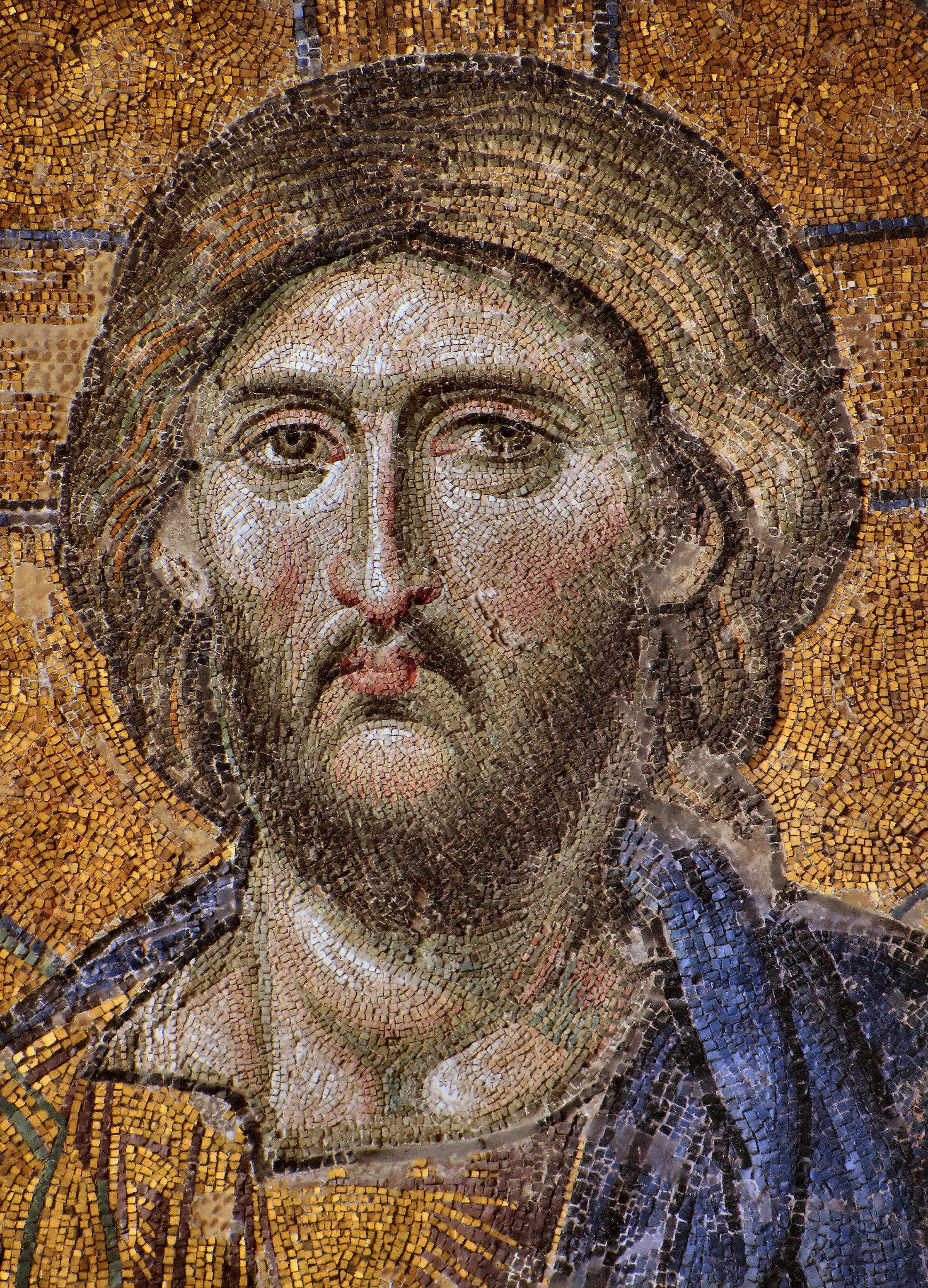
Mosaïque du Christ Pantocrator de la Deisis de Sainte-Sophie

Peu de mosaïques de l’époque comnène ont survécu ; ce qui ne signifie nullement toutefois que la production de cette époque ne fut pas abondante. La seule mosaïque conservée du XIIe siècle à Constantinople se trouve à Hagia Sophia où un panneau représente l’empereur Jean II et l’impératrice Irène avec la Theotokos*. La représentation de l’impératrice est particulièrement frappante en raison de son réalisme et les cheveux roux de l’impératrice font allusion à son surnom hongrois de Piroska. À côté, le portrait de l’empereur Alexis Ier Comnène sur un pilier exprime le même réalisme. Le mausolée impérial (heroon) de la dynastie des Comnène au monastère du Pantocrator* devait également être décoré de mosaïques qui ont disparu par la suite. Hors de la capitale, le seul panneau encore en existence est la « Communion des apôtres » dans l’abside* de la cathédrale de Serres.
L’une des remarquables innovations techniques de la période comnène fut la production de précieuses icônes portatives en mosaïque. Sur ces icônes, de minuscules tesselles* d’un millimètre ou moins sont serties dans de la cire ou de la résine sur un panneau de bois. Ces œuvres d’art d’une extraordinaire habileté artisanale étaient destinées à la dévotion personnelle de riches personnes. Ainsi la « Transfiguration » maintenant au musée du Louvre est un remarquable exemple de la fin du XIIe siècle. La mosaïque miniature du Christ maintenant au Museo Nazionale de Florence constitue une bonne illustration de la conception plus douce et humaine du Christ qui apparait avec le XIIe siècle.

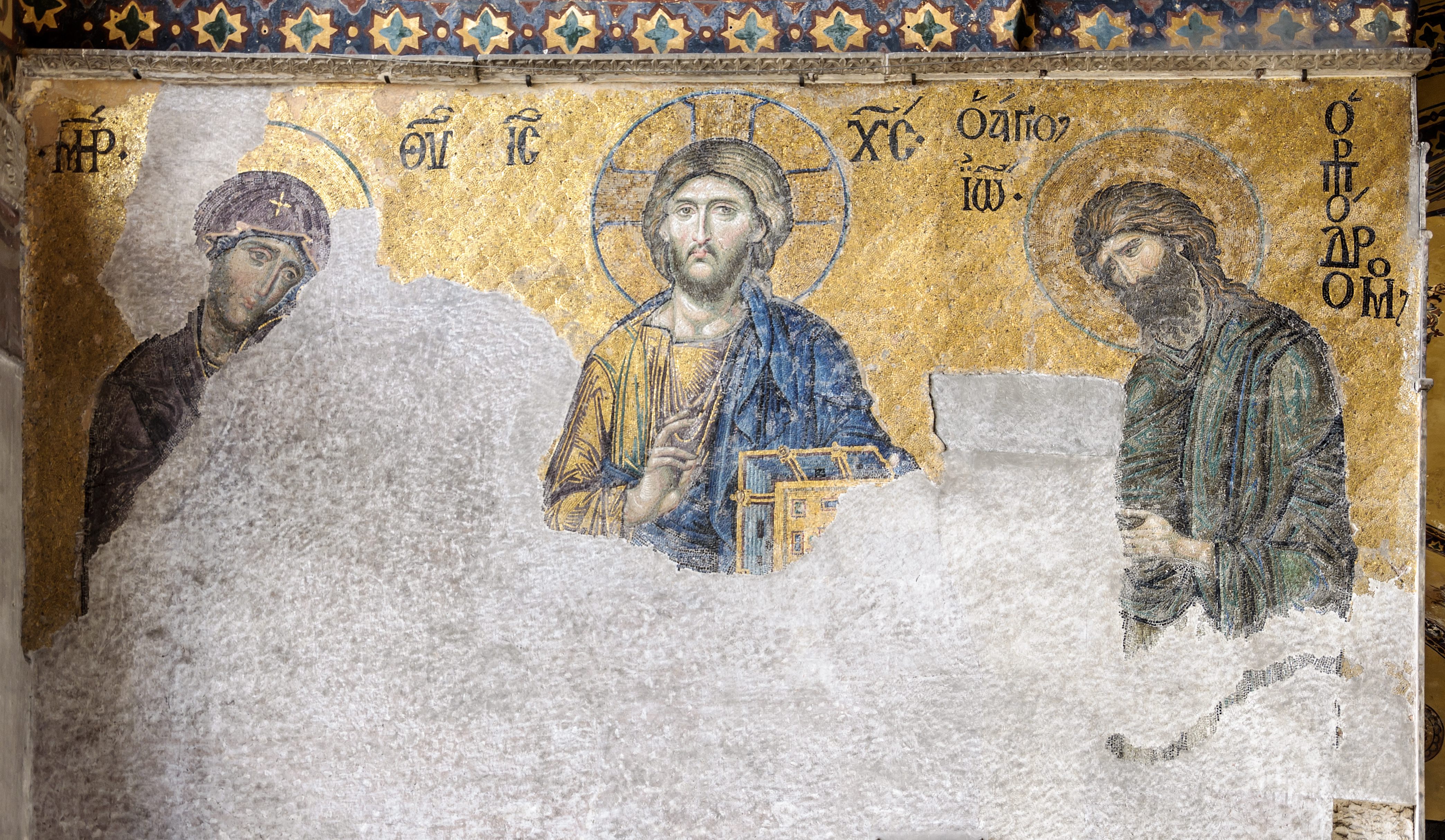
Mosaïque de la Deesis (XIIIe siècle) à Sainte-Sophie.

Le sac de Constantinople par les croisés en 1204 conduisit au déclin de l’art de la mosaïque pendant un demi-siècle. Après sa reconquête par Michel VIII Paléologue en 1261, la cathédrale Hagia Sophia fut restaurée et une nouvelle Deesis*  (ci-ciontre) fut produite pour orner la galerie sud. Cet énorme panneau, probablement la plus célèbre des mosaïques de Constantinople, frappe en raison à la fois de sa taille (les personnages y ont deux fois et demie la taille réelle) et de la dextérité des artistes.

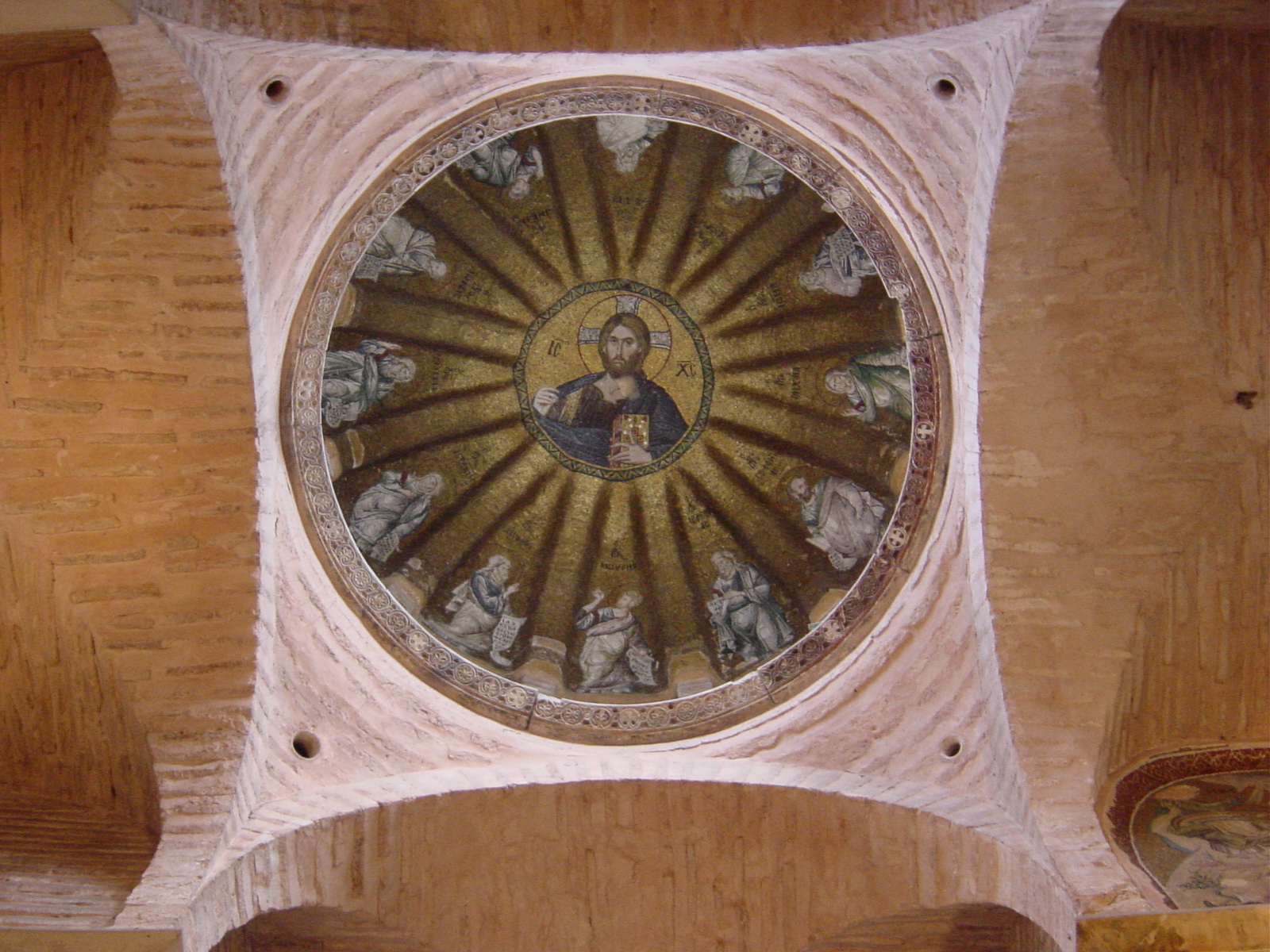
Dome du parekklesion de l’église de Pammakaristos représentant le Christ pantocrator.

Le monastère de Pammakaristos fut restauré par Michel Glabas, un haut fonctionnaire impérial du XIIIe siècle. Seule la décoration en mosaïque de la petite chapelle latérale (parekklesion* – voir ci-contre) de Glabas a survécu. Cette chapelle avec dôme fut érigée par sa veuve, Marthe, vers 1304-1308. Dans ce dôme miniature on peut voir le traditionnel Pantocrator* surplombant les douze apôtres. De façon inhabituelle, l’abside* est ornée d’une Deesis* qui s’explique probablement par le caractère funéraire de la chapelle .
L’église des Saints-Apôtres de Thessalonique fut construite vers 1310-1314. Bien que des vandales aient arraché les tesselles d’or de la toile de fond, on peut encore reconnaitre les schémas traditionnels byzantins dans la représentation du Christ et des apôtres. La similarité avec les mosaïques du monastère de Pammakaristos permet de croire que ce fut probablement la même équipe de mosaïstes qui travailla dans l’un et l’autre édifice . On trouve également une décoration de facture semblable dans l’église de la Theotokos Paregoritissa d’Arta. Cette église fut érigée par le despote d’Épire vers 1294-1296. On y retrouve dans le dôme l’image austère du Pantocrator avec, sous lui, prophètes et chérubins.

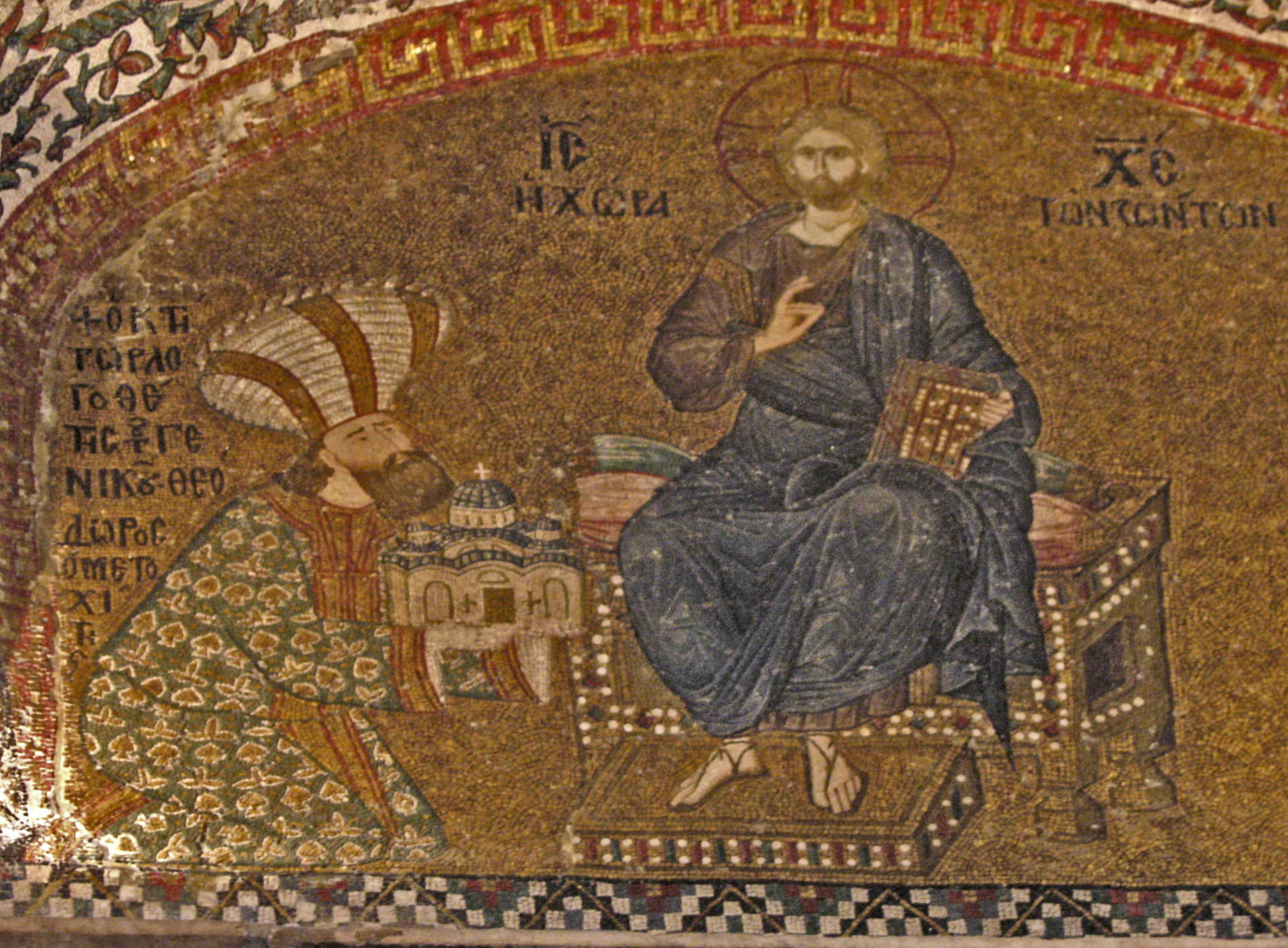
Mosaïque représentant Théodore Métochitès offrant l’église de la Chora au Christ

La mosaïque la plus représentative de la renaissance Paléologue se trouve à l’église du Saint-Sauveur-in-Chora de Constantinople. Bien que seules trois mosaïques du naos* soient parvenues jusqu’à nous, la décoration de l’exonarthex* et de l’ésonarthex* constitue le plus important ensemble de panneaux que l’on retrouve à Constantinople, si l’on excepte Hagia Sophia. Ils furent exécutés vers 1320 à la demande de Théodore Métochitès. L’ésonarthex* présente deux  coupoles cannelées créées spécialement pour fournir l’espace idéal aux panneaux représentant les ancêtres du Christ. La coupole sud est appelée “coupole du Pantocrator”, alors que la coupole nord est celle de la Théotokos. Le plus important panneau de cet ésonarthex* représente Théodore Métochitès portant un large turban et offrant un modèle de l’église au Christ. Les murs des deux narthex sont décorés de mosaïques dédiées aux divers épisodes de la vie du Christ et de la Vierge Marie. Ils traduisent l’influence exercée par le style italien du trecento sur l’art byzantin à travers les décors naturistes, leurs paysages et leurs personnages.
La dernière grande œuvre de mosaïque byzantine fut créée pour Hagia Sophia de Constantinople dans le milieu du XIVe siècle. La grande arche à l’est de la cathédrale s’effondra en 1346 entrainant avec elle le tiers du dôme. Non seulement en l’espace de dix ans l’imposante image du Pantocrator fut-elle restaurée, mais on y ajouta de nouvelles mosaïques représentant la Théotokos, Jean-Baptiste et l’empereur Jean V Paléologue (restaurées en 1989).
Outre ces monuments, on produisit également de nombreuses icônes miniatures en mosaïque destinées à la cour et à l’aristocratie byzantine. De remarquables exemples de celles-ci se trouvent au Musée Victoria et Albert de Londres et représentent une « Annonciation » du XIVe siècle ainsi que dans le Trésor de la cathédrale de Florence avec les « Douze fêtes de l’Église ».
Le déclin de l’empire au XVe siècle se traduisit par l’abandon de l’art de la mosaïque devenu trop onéreux. Dès lors et après la conquête turque, les églises furent plutôt décorées de peintures murales ou de fresques.

## Mosaïque en Italie et en Sicile

### Ravenne

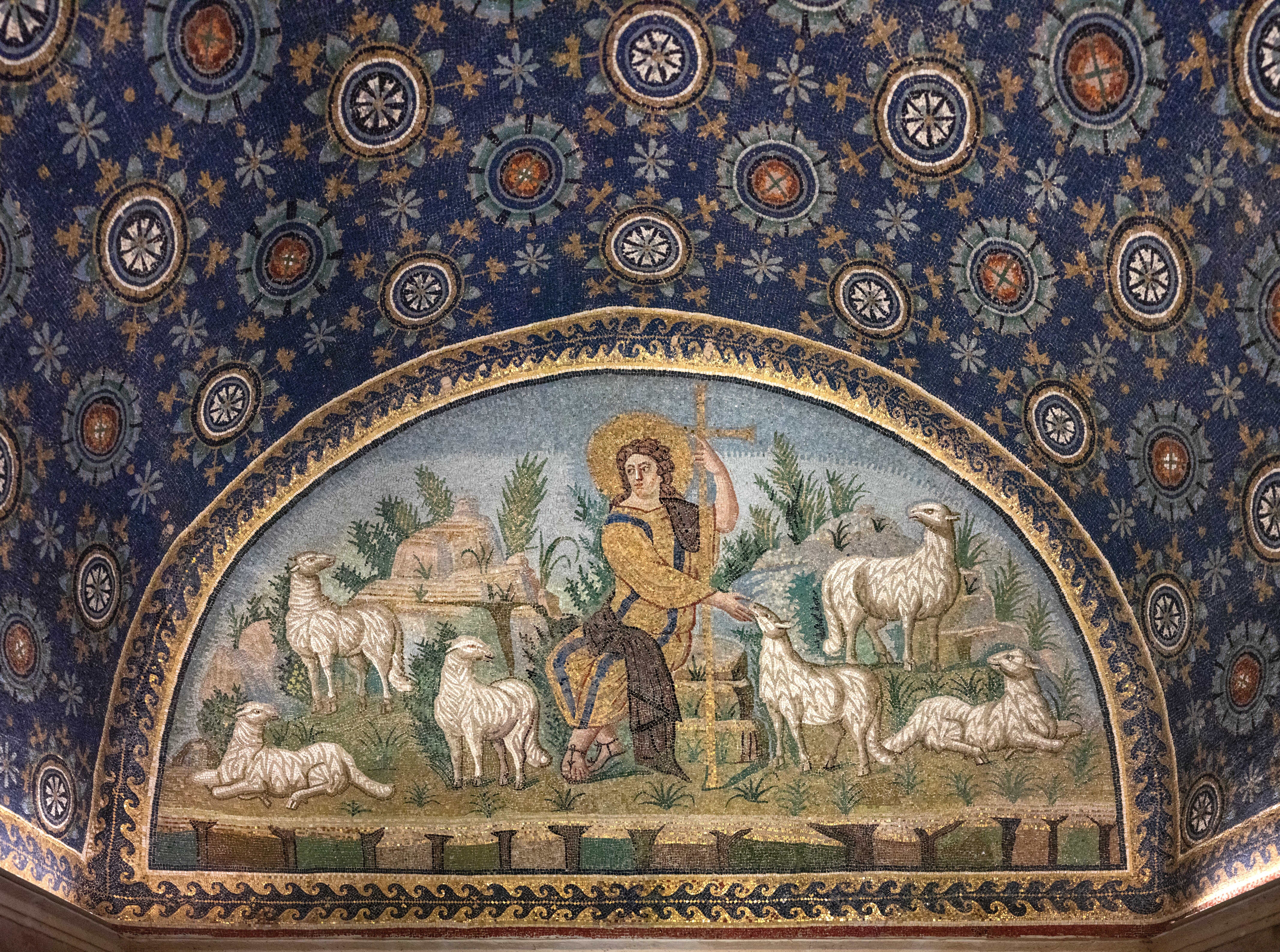
“Le bon pasteur”, mosaïque du mausolée de Galla Placidia à Ravenne.

En 402, pendant le règne d'Honorius, Ravenne fut, du fait de sa position stratégique plus favorable, élevée au rang de capitale de l'Empire romain d'Occident et devint le centre de l’art de la mosaïque. Le mausolée de Galla Placidia, fille de Théodose Ier (r. 379-395), fut décoré de mosaïques de haute qualité entre 425 et 430 . Les voutes de ce petit édifice en croix sont recouvertes de mosaïques disposées sur un fond bleu. Le motif central au croisement des deux ailes est fait d’une croix dorée se détachant sur un ciel étoilé. À la suite d'un vœu fait après avoir échappé à un orage alors qu’elle traversait la mer de Constantinople vers Ravenne en 425, Galla Placidia fit aussi ériger un autre somptueux édifice : l’église Saint-Jean-l’Évangéliste. Les mosaïques de cette église représentent la tempête, des membres des familles impériales d’Orient et d’Occident ainsi que l’évêque de Ravenne, Pierre Chrysologue. Malheureusement, celles-ci furent détruites en 1747, mais il en reste trace grâce à des sources de la Renaissance.
Les Ostrogoths, après la conquête de l’Italie, maintinrent cette tradition pendant le VIe siècle comme en témoignent les mosaïques du baptistère des Ariens, du baptistère de Neon ou Baptistère des Orthodoxes , de la chapelle de l’archevêque et des mosaïques, première période, des basiliques de San Vitale et Sant’Apollinare Nuovo.

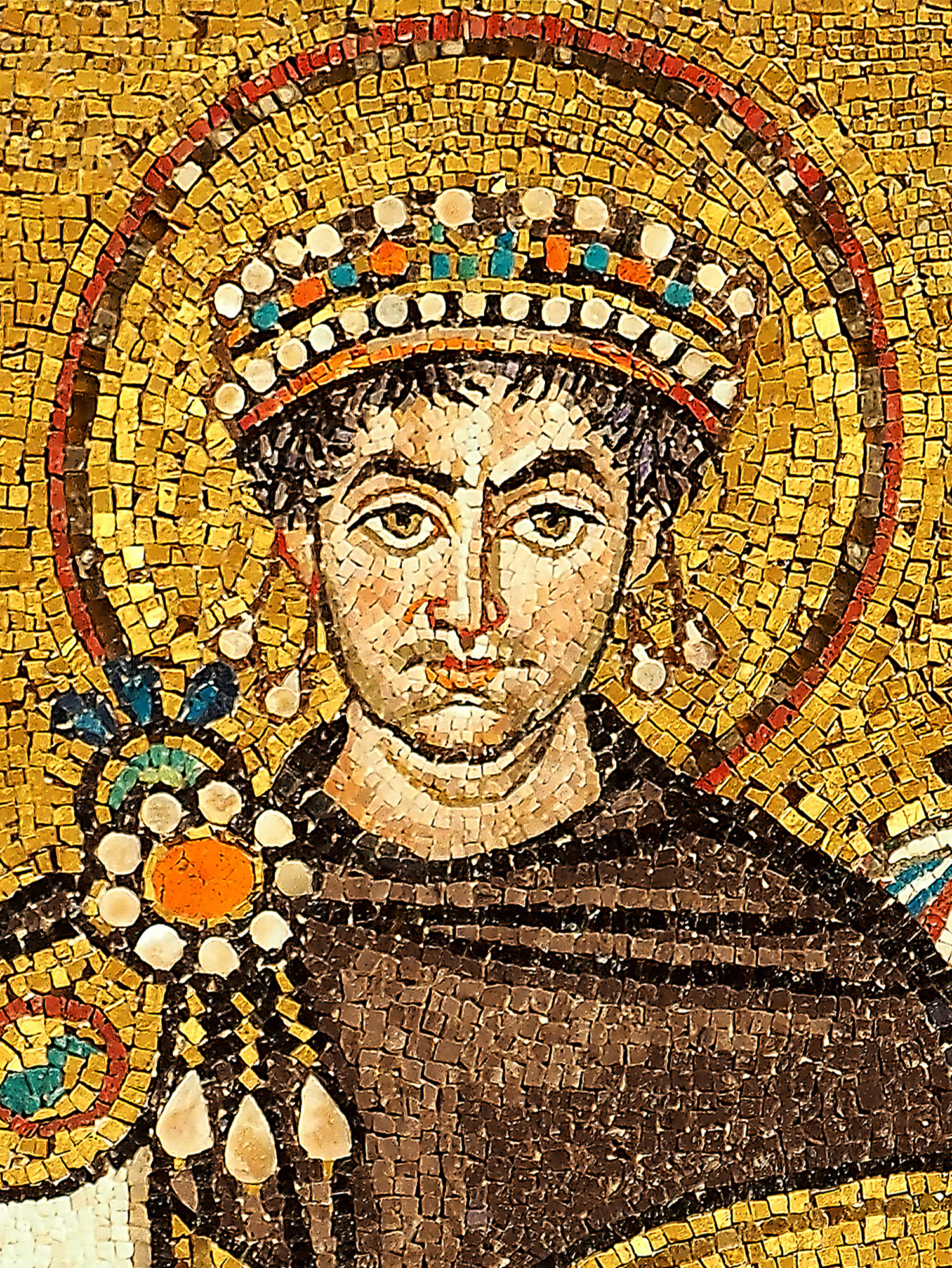
Justinien Ier, mosaïque de la basilique San Vitale, Ravenne.

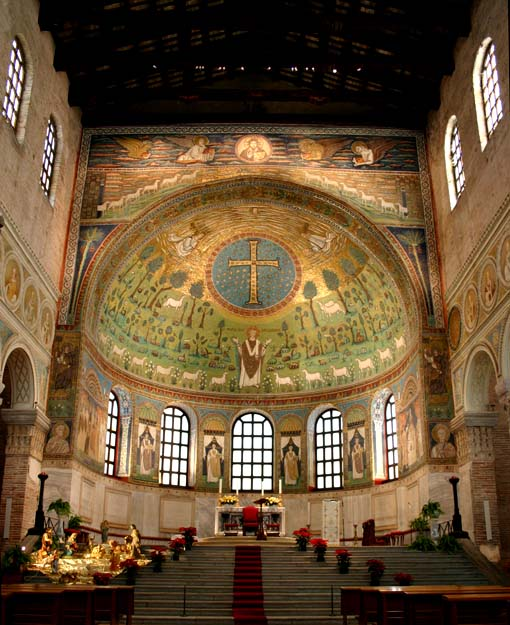
Mosaïque du VI dans l’abside en cul-de-four de la basilique Saint-Apolinaire en Classe (Ravenne).

Ravenne fut reconquise sous Justinien Ier en 539 et devint le siège de l’exarchat de Ravenne. Ce fut au cours de la deuxième moitié de ce siècle que l’art de la mosaïque atteint son apogée. Les exemples les plus éloquents sont les mosaïques de la dernière période des basiliques San Vitale et Sant’Appolinare Nuovo. Les mosaïques représentant l’empereur Justinien et l’impératrice Théodora dans la basilique San Vitale furent exécutées peu après la reconquête. Celles de la basilique de Sant’Apollinare in Classe  datent d’environ 549. On constate un sentiment antiarien dans la mosaïque décorant l’abside de San Michele in Affricisco exécutée en 545-547 (largement détruite; on retrouve les restes à Berlin).
Les derniers exemples de mosaïque à Ravenne furent commandés par l’évêque Reparatus entre 673 et 679 pour la basilique de Sant’Apollinare in Classe. Le panneau dans l’abside représentant l’évêque et l’empereur Constantin IV sont une reproduction  manifeste de celui de Justinien à San Vitale.

### Rome

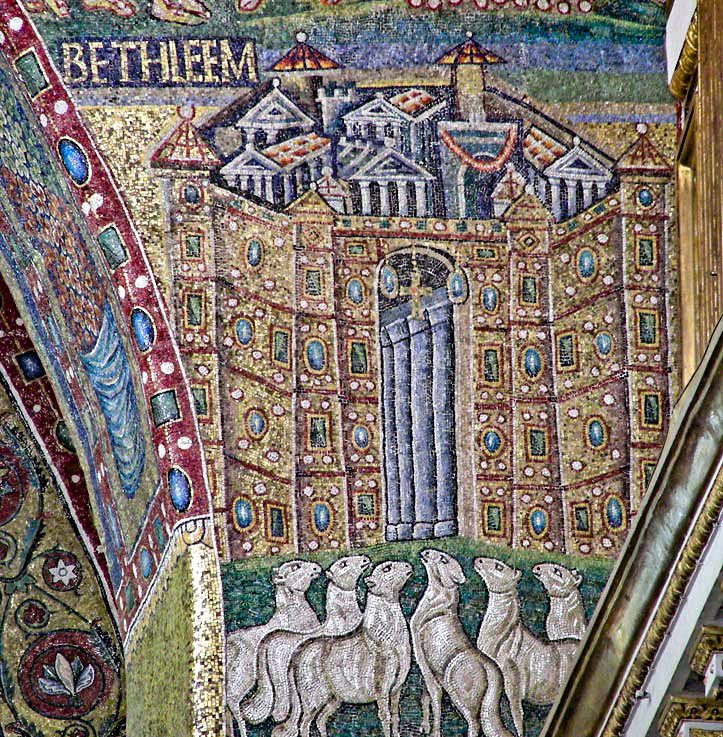
Mosaïque du V dans le grand arc de Santa Maria Maggiore de Rome.

Même si Rome perdit son statut de capitale de l’empire en 286 au profit de Milan, l’art de la mosaïque continua d’y fleurir jusqu’au Moyen Âge. On peut trouver des mosaïques du Ve siècle sur l’arc triomphal et la nef de la basilique de Santa Maria Maggiore. Les vingt-sept panneaux toujours en existence et le cycle qu’ils représentent sont les plus importants de cette période à Rome. Deux autres mosaïques nous sont connues par des dessins du XVIIe siècle. La mosaïque située dans l’abside de Sant’Agata dei Goti (462-472, détruite en 1589) représentait le Christ assis sur un globe entouré sur chaque côté par six des douze apôtres. Pour sa part, la mosaïque de l’abside de Santa Sabina datant du Ve siècle fut remplacée par une fresque presque identique de Taddeo Zuccari en 1559. La composition demeura probablement la même : le Christ entouré par des saints et des saintes, assis sur une colline où des moutons s’abreuvent à un courant d’eau.
Il reste peu de mosaïques du VIe siècle à Rome hormis celle de l’arc principal de la basilique de San Lorenzo fuori le mura. Du VIIe siècle date la chapelle des saints Prime et Felicien dans la rotonde de Santo Stefano, chapelle qui fut construite par le pape Theodore Ier comme lieu de sépulture pour sa famille.
Entre le VIIe siècle et le IXe siècle, Rome sera profondément influencé par l’art byzantin comme en témoignent les mosaïques de Santa Prassede, Santa Maria in Domnica , Sant’Agnese fuori le Mura , Santa Cecilia in Trastevere , Santi Nereo et Achilleo et la chapelle San Venanzio à Saint-Jean du Latran . La grande salle à manger du pape Léon III au palais du Latran était également décorée de mosaïques. Toutes furent détruites sauf une, la « Triclinio Leoniano », dont une copie fut faite au XVIIIe siècle. Au même pape, on doit la mosaïque de l’abside de Santa Susanna représentant le Christ avec le pape et Charlemagne d’un côté, saintes Suzanne et Félicité de l’autre. Elle fut recouverte de plâtre durant une rénovation en 1585. Le pape Pascal Ier (817-824) embellit l’église Santo Stefano del Cacco  par une mosaïque de l’abside le représentant avec un modèle de l’église (détruite en 1607).
Un fragment d’une mosaïque du VIIIe siècle représentant l’Épiphanie est tout ce qui reste de la décoration du Moyen Âge de la vieille basilique Saint-Pierre  démolie à la fin du XVIe siècle; il est conservé de nos jours dans la sacristie de Santa Maria in Cosmedin. On peut grâce à elle se faire une idée de la haute qualité artistique des mosaïques qui ornaient la basilique originelle .
La dernière grande période de la mosaïque à Rome date des XIIe – XIIIe siècles alors qu’un style distinct se développa, se libérant des contraintes très strictes de la tradition orientale et donnant aux personnages une attitude et des traits plus réalistes.

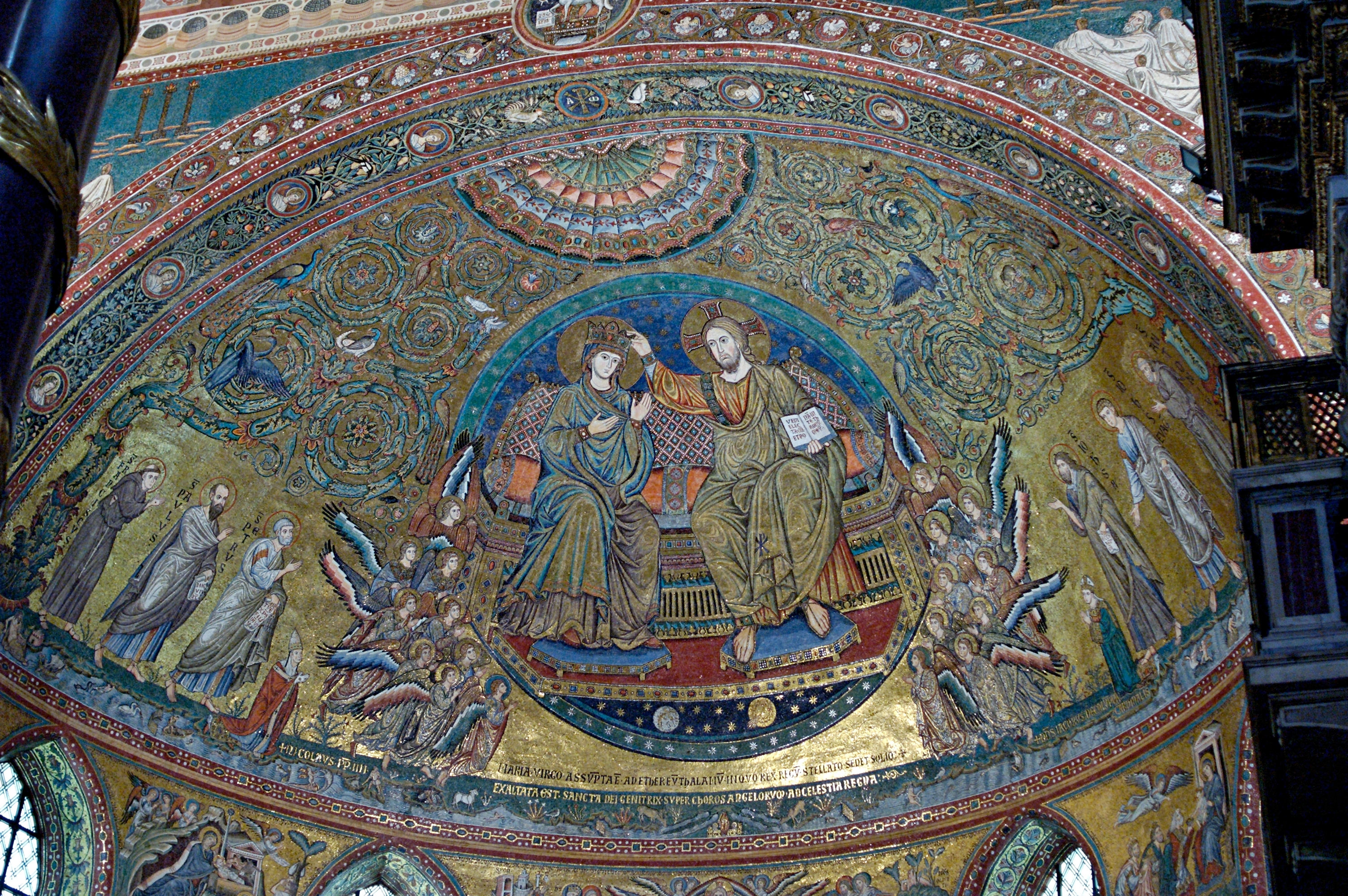
Mosaïque de l’abside de Santa Maria Maggiore.

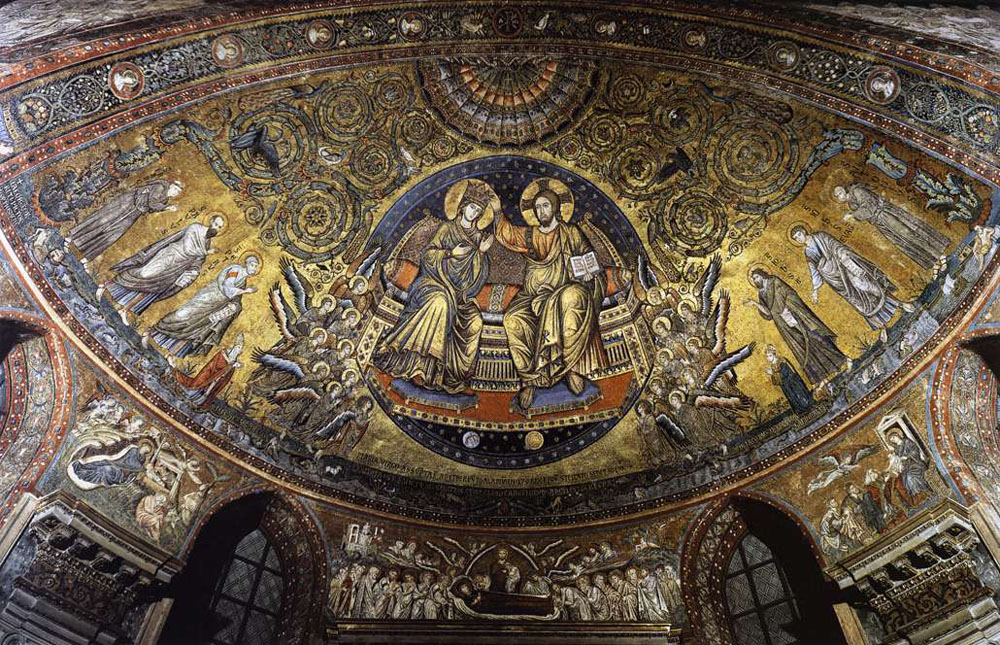
Le couronnement de la Vierge de Jocopo Torriti

Parmi les œuvres de cette période les mieux connues sont les mosaïques florales de la Basilica di San Clemente et la façade de la basilique Sainte-Marie-du-Trastevere et de San Paolo fuori le Mura. La superbe mosaïque dans l’abside de Santa Maria in Trastevere (1140) représente le Christ et Marie assis l’un à côté de l’autre sur des trônes au ciel; c’est le premier exemple de ce thème iconographique. On trouve une mosaïque similaire, « Le couronnement de la Vierge » dans l’abside de Santa Maria Maggiore. Œuvre de Jacopo Torriti, elle date de 1295. Les mosaïques de Torriti et de Jacopo da Camerino dans l’abside de San Giovanni in Laterano qui dataient de 1288-1294 furent complètement restaurées en 1884. La mosaïque située dans l’abside de San Crisogono est attribuée à Pietro Cavallini, le plus grand peintre de Rome du XIIIe siècle. Il est également l’auteur de six scènes de la vie de Marie à Santa Maria in Trastevere datant de 1290. Ces mosaïques se distinguent par le réalisme des portraits et les tentatives de rendre la perspective. Notons également la mosaïque en médaillon datant de 1210 qui décore la porte de l’église de San Tommaso in Formis qui montre le Christ sur son trône entre deux esclaves, l’un blanc, l’autre noir.

### Sicile

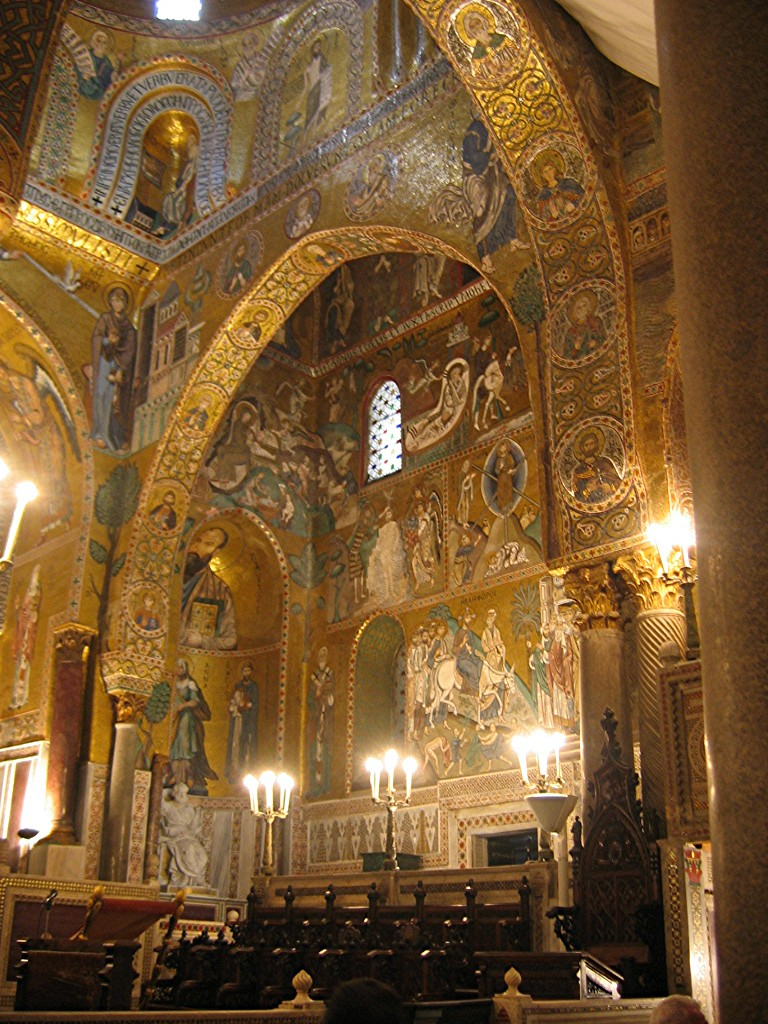
Arches de style arabe et mosaïques byzantines de la chapelle palatine de Roger II de Sicile

Les mosaïques de la Villa romaine du Casale près de Piazza Armerina en Sicile constituent la plus importante collection de mosaïques romaines tardives in situ et font partie du patrimoine mondial de l’UNESCO. L’imposante Villa Rustica, appartenant probablement à l’empereur Maximien fut en grande partie bâtie au IVe siècle. Un glissement de terrain survenu au XIIe siècle les a recouvertes et protégées pendant sept cents ans. Les plus importants panneaux sont la « Scène de Cirque », la « Grande Scène de Chasse » (64 m.), la « Petite Chasse », les « Travaux d’Hercule » et les fameuses « Filles aux Bikinis » représentant des femmes participant à diverses activités sportives revêtues d’un ensemble rappelant les bikinis modernes. Le péristyle*, les appartements impériaux et les thermes étaient également décorés de mosaïques représentant des motifs ornementaux et des scènes mythologiques. D’autres exemples de mosaïques romaines furent trouvés lors de fouilles dans deux anciennes villas à Piazza Vittoria de Palerme. Les panneaux les plus importants représentent « Orphée », la « Chasse d’Alexandre le Grand » et les « Quatre Saisons ».
L’apogée de l’art de la mosaïque en Sicile coïncide avec le royaume normand du XIIe siècle. Les rois normands de l’époque adoptèrent la tradition de ce type de décoration probablement pour manifester leur grandeur ou suggérer leur légitimité. Les grands maitres grecs qui vinrent travailler en Sicile développèrent bientôt un style qui leur est propre où on dénote à la fois l’influence de l’Europe occidentale et de l’art islamique. Les meilleurs exemples du genre sont la chapelle palatine de Roger II, l’église de la Martorana de Palerme, la cathédrale de Cefalù et la cathédrale de Monreale.
La chapelle palatine de Roger II illustre bien ce mélange de styles occidental et oriental. Le dôme (1142) et la partie est de l’église (1143-1154) sont décorés de mosaïques dans le plus pur style byzantin : Pantocrator, anges, scènes de la vie du Christ. Les inscriptions sont même écrites en grec. Au contraire les scènes narratives que l’on trouve dans la nef et qui traitent de sujets de l’Ancien Testament, de la vie des saints Pierre et Paul ressemblent aux mosaïques de l’ancienne basilique Saint-Pierre et Saint-Paul de Rome. Les inscriptions en latin datent de 1154-1166.
L’église de la Martorana, décorée vers 1143, devait à l’origine présenter un style encore plus byzantin. Malheureusement une importante partie de l’église fut démolie par la suite. La mosaïque située dans le dôme est similaire à celle de la chapelle palatine avec son Christ trônant au milieu entouré de quatre anges inclinés aux corps allongés. Il est évident que les inscriptions en grec, les motifs décoratifs et les évangélistes dans les trompes* sont de la main des mêmes maitres grecs qui ont réalisé la chapelle palatine. La mosaïque représentant Roger II de Sicile, revêtu de vêtements impériaux byzantins et recevant sa couronne du Christ se trouvait originellement dans le narthex démoli par la suite de même qu’un autre panneau représentant la Theotokos avec Georgios d’Antioche, le fondateur de l’église.

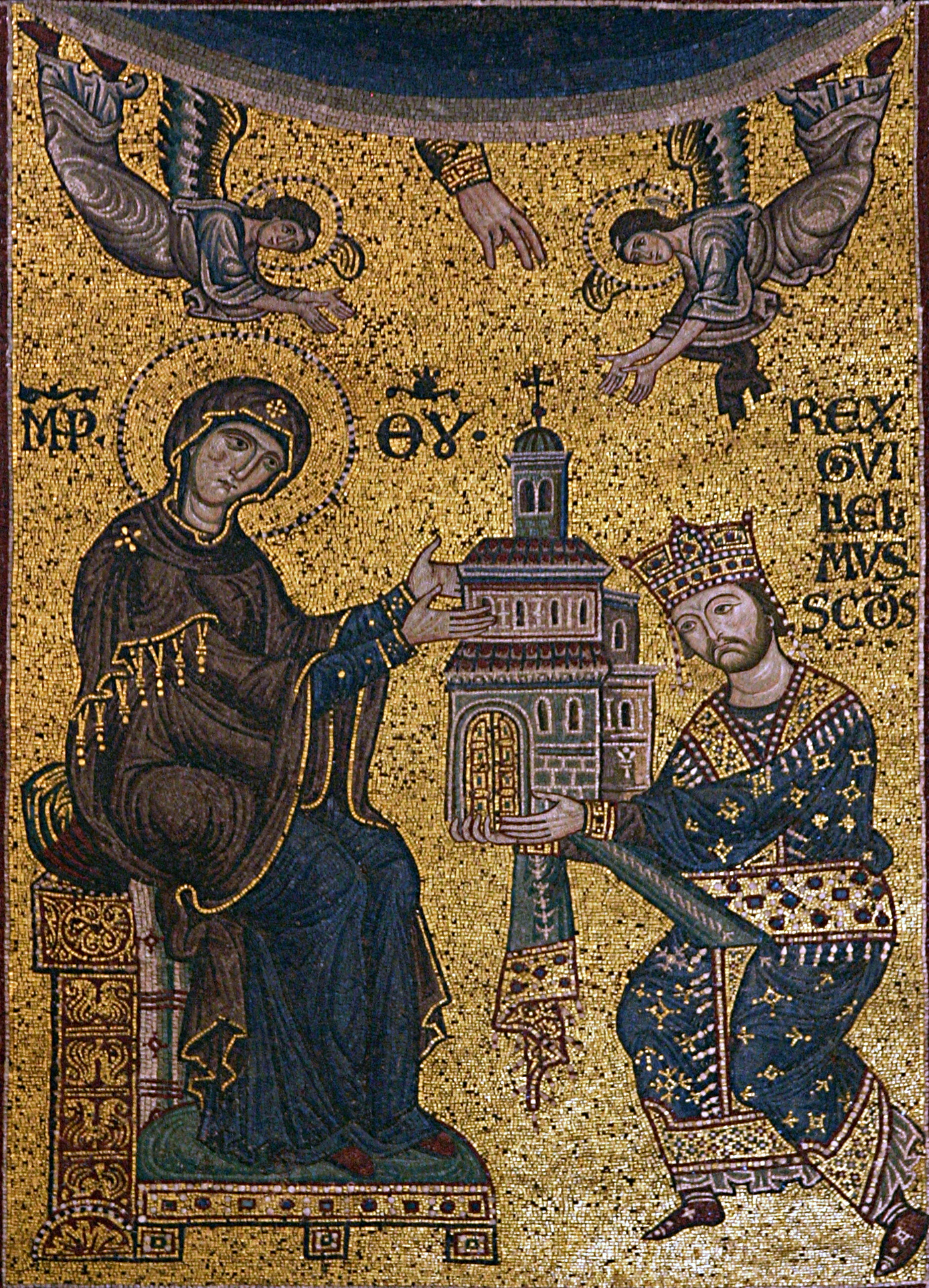
Guillaume II offrant la cathédrale de Monreale à la Vierge Marie.

À Cefalù (1148) seul le presbytère de style gothique français était couvert de mosaïques représentant le Pantocrator dans la demi-coupole de l’abside ainsi que des chérubins sur la voute. Sur les murs on peut voir des saints grecs et latins de même que des inscriptions en grec.
Les mosaïques de Monreale constituent la plus imposante décoration de ce genre en Italie couvrant 0,75 hectare et rassemblant plus de cent millions de tesselles de verre et de pierre. Cet énorme travail fut exécuté entre 1176 et 1186 sous l’ordre du roi Guillaume II de Sicile. L’iconographie des mosaïques du presbytère sont semblables à celles de Cefalù alors que celles de la nef sont presqu’identiques aux scènes narratives de la chapelle palatine. La mosaïque de Martorana représentant Roger II béni par le Christ fut répétée en remplaçant Roger II par son successeur. Un autre panneau montre le roi offrant le modèle de la cathédrale à la Theotokos.
La cathédrale de Palerme, reconstruite à la même époque sur ordre de l’archevêque Walter (1172-1185) était également décorée de mosaïques mais aucune n’a survécu sauf l’image de la « Madonna del Tocco » datant du XIIe siècle et située au-dessus du portique ouest.
La cathédrale de Messine, consacrée en 1197, était également décorée d’un cycle imposant en mosaïque, de qualité égale à ceux de Cefalù et de Monreale, mais les panneaux furent considérablement endommagés et restaurés à plusieurs reprises par la suite. On trouve toutefois des mosaïques datant du XIVe siècle dans l’abside gauche de la même cathédrale représentant la Madone et l’Enfant entre les saintes Agathe et Lucie, les archanges Gabriel et Michel ainsi que les reines Éléonore et Élisabeth.
Le sud de l’Italie faisait également partie du royaume normand mais on n’y trouve guère de mosaïques sauf le pavement de la cathédrale d’Otrante. Sur une longueur de 54 m et une largeur de 28 m, se trouve au sol une mosaïque conçue comme un immense livre. Œuvre du moine Pantaleone en 1166, elle illustre des légendes ainsi que la vie quotidienne menée par les saints, en s'inspirant des textes évangéliques, de la tradition orale et des superstitions. Il a fallu près de 600 000 tesselles pour aboutir à ce chef-d'œuvre. Seuls quelques fragments ont survécu de la décoration originelle en mosaïque de la cathédrale normande d’Amalfi. Les mosaïques des ambons des églises de Ravello démontrent que l’art de la mosaïque était répandu un peu partout dans le sud de l’Italie entre les XIe et XIIIe siècles.
Pour leur part, les palais des rois normands étaient décorés de mosaïques représentant des animaux et des paysages. Ces mosaïques à thèmes laïcs sont d’un caractère plus oriental que les grands cycles religieux où se voit une influence persane évidente. Les meilleurs exemples en sont la Sala di Ruggero dans le Palazzo dei Normanni de Palerme et la Sala della Fontana dans le palais d’été Zisa, tous deux datant du XIIe siècle.

### Venise

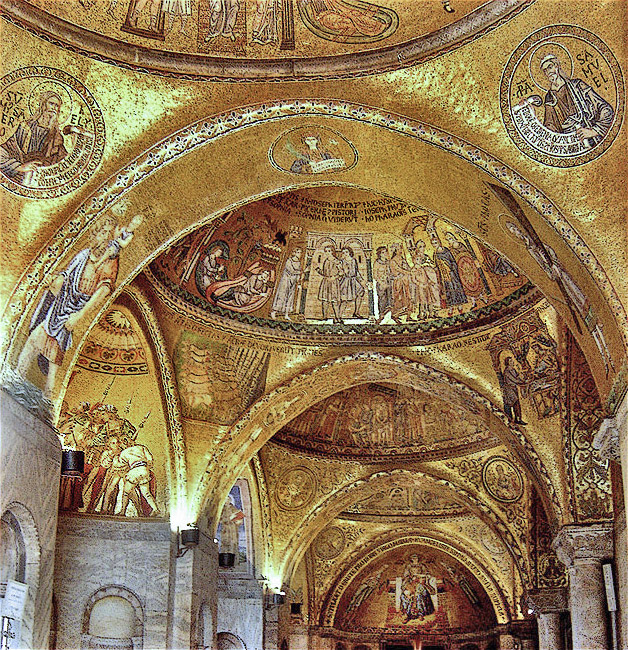
Ensemble de mosaïques de Saint-Marc de Venise, côté est.

Dans les cités italiennes où prédominait l’influence artistique de Byzance, comme la Sicile et Venise, l’art de la mosaïque ne disparut pas au cours du Moyen Âge. L’intérieur de la basilique Saint-Marc de Venise est littéralement couvert de mosaïques complexes sur fond d’or. Les panneaux les plus anciens furent exécutés par des maitres grecs vers la fin du XIe siècle, mais la majorité des panneaux sont le fait d’artistes locaux des XIIe et XIIIe siècles. La décoration de la basilique ne fut terminée qu’au XVIe siècle. Cent-dix panneaux de l’atrium de Saint-Marc, exécutés dans les années 1220, sont inspirés directement de la Genèse de Cotton, manuscrit enluminé du Ve siècle  ou du VIe siècle du Livre de la Genèse en grec apporté à Venise après le sac de Constantinople en 1204.

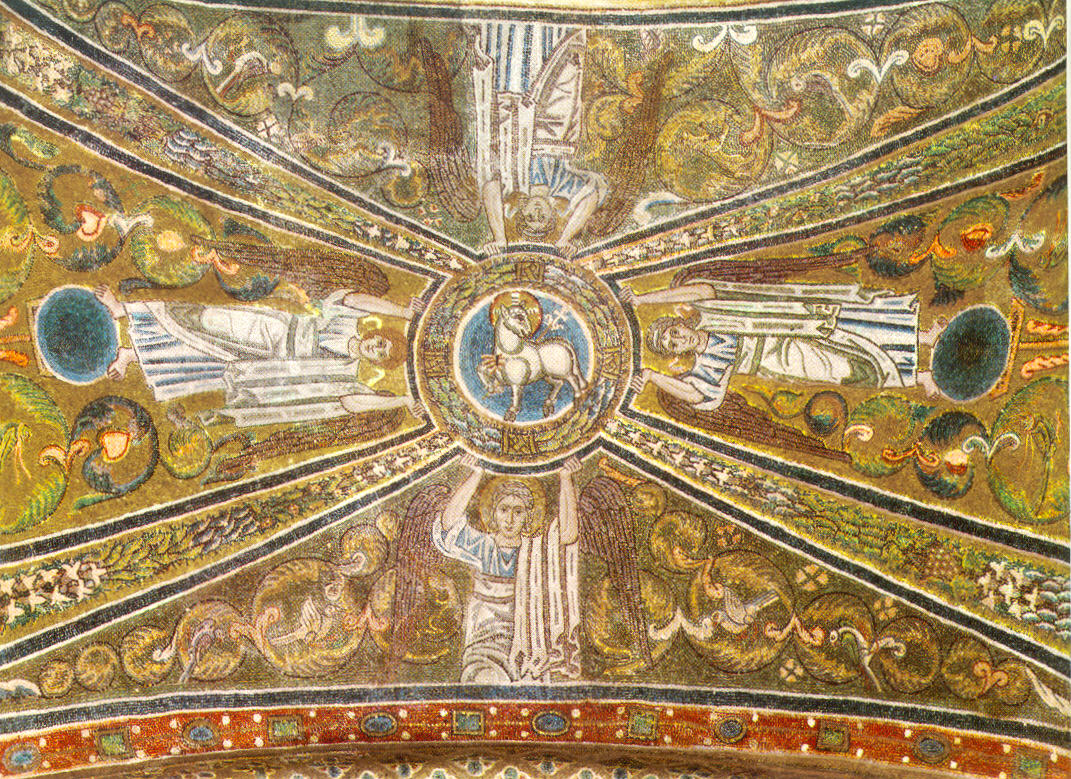
L’Agneau mystique, Cathédrale Santa Maria Assunta à Torcello.

On trouve également d’autres mosaïques vénitiennes dans la cathédrale Santa-Maria Assunta de Torcello datant du XIIe siècle et dans la basilique Sainte-Marie-et-Saint-Donat de Murano comprenant une mosaïque restaurée du XIIe siècle dans l’abside et un magnifique pavement en mosaïque de 1140. L’abside de l’église San Cipriano de Murano était décorée d’une splendide mosaïque dorée exécutée au XIIIe siècle représentant le Christ sur son trône entouré de Marie, de saint Jean et des deux patrons de l’église, saint Cipriano et sainte Cipriana. Lorsque l’église fut démolie au XIXe siècle, cette mosaïque fut achetée par Frédéric-Guillaume IV de Prusse et réassemblée dans la Friedenskirche de Potsdam dans les années 1840.
Trieste fut aussi un centre important de l’art de la mosaïque et celles de l’abside de la cathédrale San Giusto furent exécutées par des artisans venus de Venise au cours des XIIe siècle et XIIIe siècle.

### Italie médiévale
L’influence byzantine se fit également sentir dans différentes parties de l’Italie médiévale. Le monastère de Grottaferrata , fondé  par des moines grecs de l’ordre de Saint-Basile et consacré par le pape en 1024 était décoré de mosaïques italo-byzantines dont certaines ont survécu dans le narthex et l’intérieur. Les mosaïques de l’arc principal (XIIe siècle) représentent les douze apôtres assis à côté d’un trône vide, symbole de l’ascension du Christ. On trouve également une magnifique Deesis au-dessus de l’entrée principale.
Desiderius, abbé de l’abbaye territoriale du Mont-Cassin envoya des agents quelque temps après 1066 à Constantinople engager des mosaïstes byzantins pour la décoration de l’abbaye reconstruite. Selon le chroniqueur Léon d’Ostie ils revinrent avec des artisans qui décorèrent l’abside, l’arche et le vestibule de la basilique. Malheureusement, leurs œuvres, admirés par les gens de l’époque, furent complètement détruites au cours des siècles suivants à l’exception de deux fragments représentants des chiens de chasse, maintenant au musée du Mont-Cassin. Selon le chroniqueur, l’abbé encouragea de jeunes moines à s’initier à cet art pour le faire revivre en Italie.

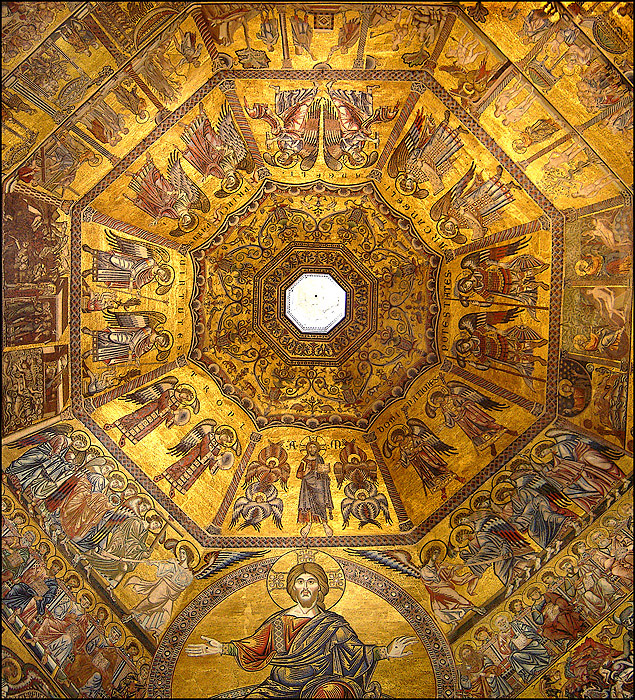
Mosaïques du dôme octogonal du baptistère Saint-Jean de Florence.

À Florence, la magnifique mosaïque du "Jugement dernier" décore le dôme du baptistère Saint-Jean de Florence. Les premières mosaïques, œuvres de nombreux artistes vénitiens inconnus (dont probablement Cimabue ) datent de 1225. La finition du dôme ne fut vraisemblablement pas terminée avant le XIVe siècle.
L’impressionnante mosaïque du « Christ en Majesté », entouré de la Vierge Marie et de saint Jean l’Évangéliste dans l’abside de la cathédrale Notre-Dame-de-l'Assomption de Pise fut conçue par Cimabue en 1302. Son style évoque les mosaïques de Monreale et a survécu à l’incendie de 1595 qui détruisit presque toute la décoration intérieure médiévale.
À l’occasion, non seulement l’intérieur des églises, mais même leur façade extérieure furent décorées de mosaïques comme c’est le cas à Saint-Marc de Venise où la plupart des mosaïques extérieures furent exécutées du XVIIe siècle au XIXe siècle, mais dont la plus ancienne, « L’enterrement de saint Marc dans la première basilique » date des années 1270 à 1275. Mentionnons également la cathédrale d'Orvieto avec ses mosaïques gothiques dorées du XIVe siècle, maintes fois restaurées, ainsi que la 
Basilique Saint-Fridien de Lucques où une énorme mosaïque dorée représentant l’ascension du Christ entouré de ses apôtres fut conçue par Berlinghiero Berlinghieri au XIIIe siècle. La cathédrale de Spolète porte aussi sur sa façade avant une immense mosaïque représentant le « Christ bénissant », œuvre d’un certain Solsternus datée de 1207.

## Mosaïque byzantine ailleurs en Europe

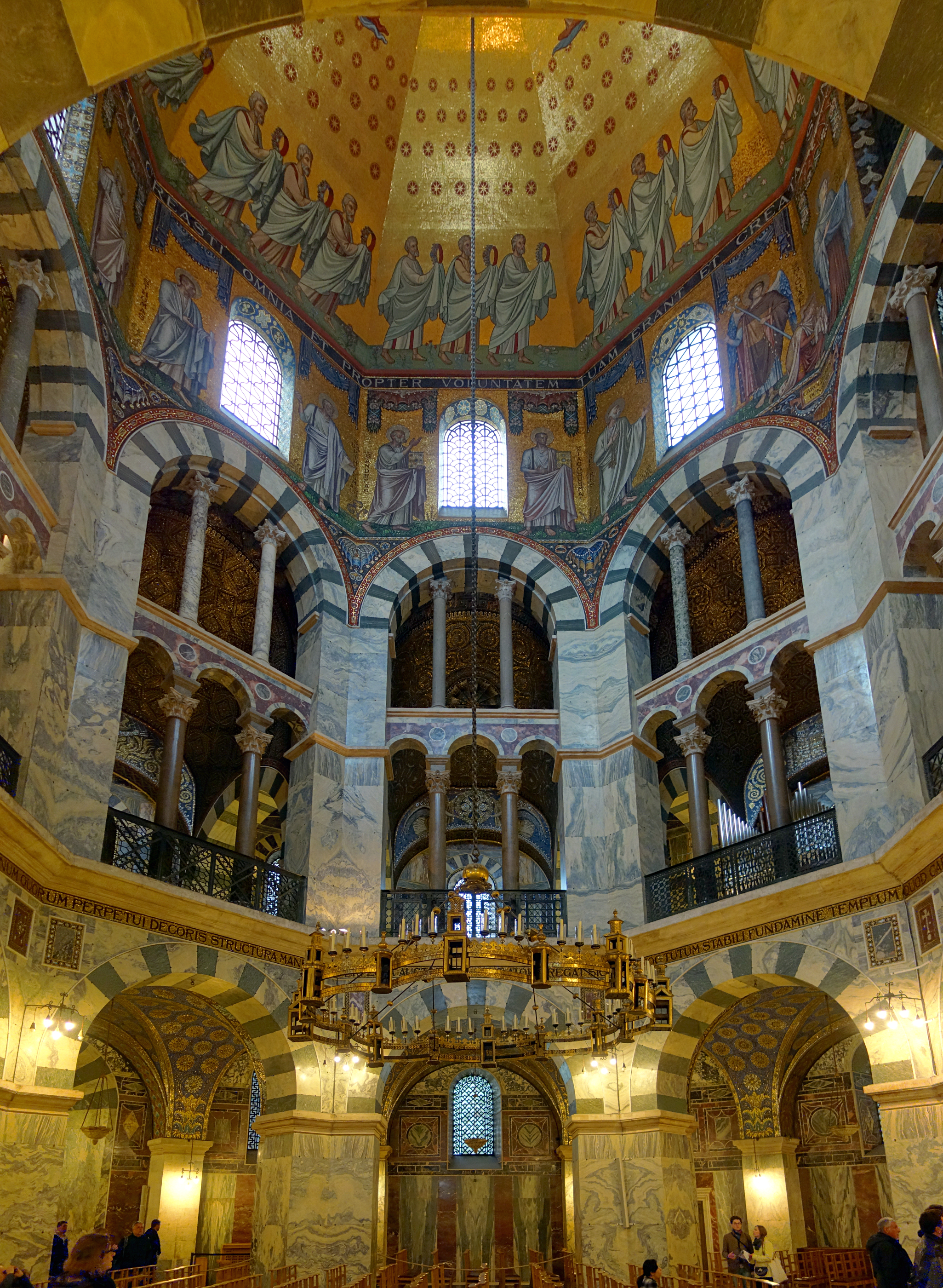
Intérieur de la chapelle palatine d’Aix.

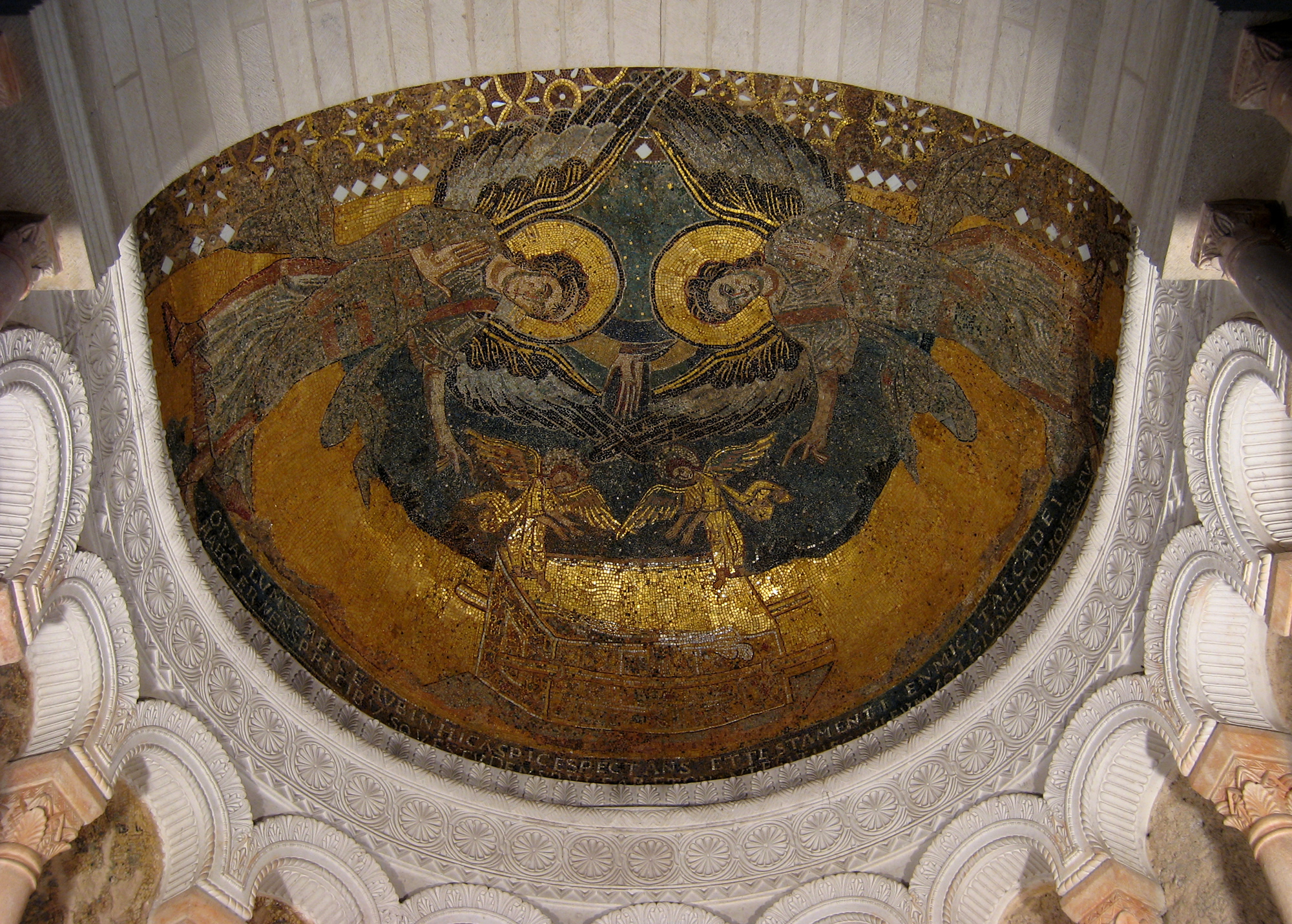
La mosaïque carolingienne de Germigny-des-Prés.

Dès les premiers siècles de l’ère chrétienne, Marseille (Massilia grâce à son port devint l’un des centres de propagation du christianisme au sud de la Gaule où les conditions sociales et économiques de l’époque permirent le développement de l’art de la mosaïque aux Ve siècle et VIe siècle. L’imposant baptistère, alors le plus grand en son genre d’Europe de l’Ouest, avait un pavement fait de motifs géométriques qui nous est seulement connu par une description datant du XIXe siècle. D’autres parties du complexe de l’archevêché étaient également décorées de mosaïques comme l’attestent diverses trouvailles faites en 2000. La basilique funéraire de Saint-Victor, plus tard incorporée dans l’abbaye Saint-Victor de Marseille, construite hors des murs de la ville, était décorée de mosaïques dont ne subsistent que quelques fragments à l’intérieur d’une arche.

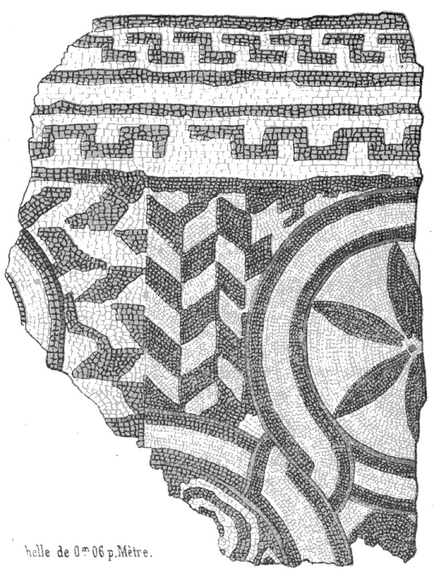
Fragment de pavé en mosaïque recouvrant le sol de l'abbatiale carolingienne de Saint-Quentin, première moitié du IXe siècle.

La chapelle palatine d'Aix-la-Chapelle comportait une impressionnante décoration en mosaïques commandée par Charlemagne, laquelle fut malheureusement détruite par un incendie en 1650. Un des rares exemples de mosaïques carolingiennes est le cul-de-four de l’oratoire de Germigny-des-Prés construit vers 805 par Théodulf, évêque d’Orléans, une des grandes figures de la renaissance carolingienne.
Il reste très peu de traces montrant que l’art de la mosaïque s’est perpétué au cours du Moyen Âge. L’abbaye Saint-Martial à Limoges fut totalement détruite au cours de la Révolution française. Seule sa crypte fut redécouverte dans les années 1960. Un panneau de mosaïque datant du IXe siècle fut déterré où les tesselles sont faits de morceaux de verre filtrant et de marbre vert provenant probablement de pavements plus anciens. Ce pourrait également être le cas d’une mosaïque du IXe siècle découverte sous la basilique de Saint-Quentin en Picardie où des motifs antiques ont été copiés en utilisant des couleurs très simples. Les mosaïques de la primatiale Saint-Jean de Lyon ont été datées du XIe siècle parce qu’elles utilisaient les mêmes couleurs qui ne sont plus les couleurs anciennes.

## Mosaïque byzantine dans les pays orthodoxes

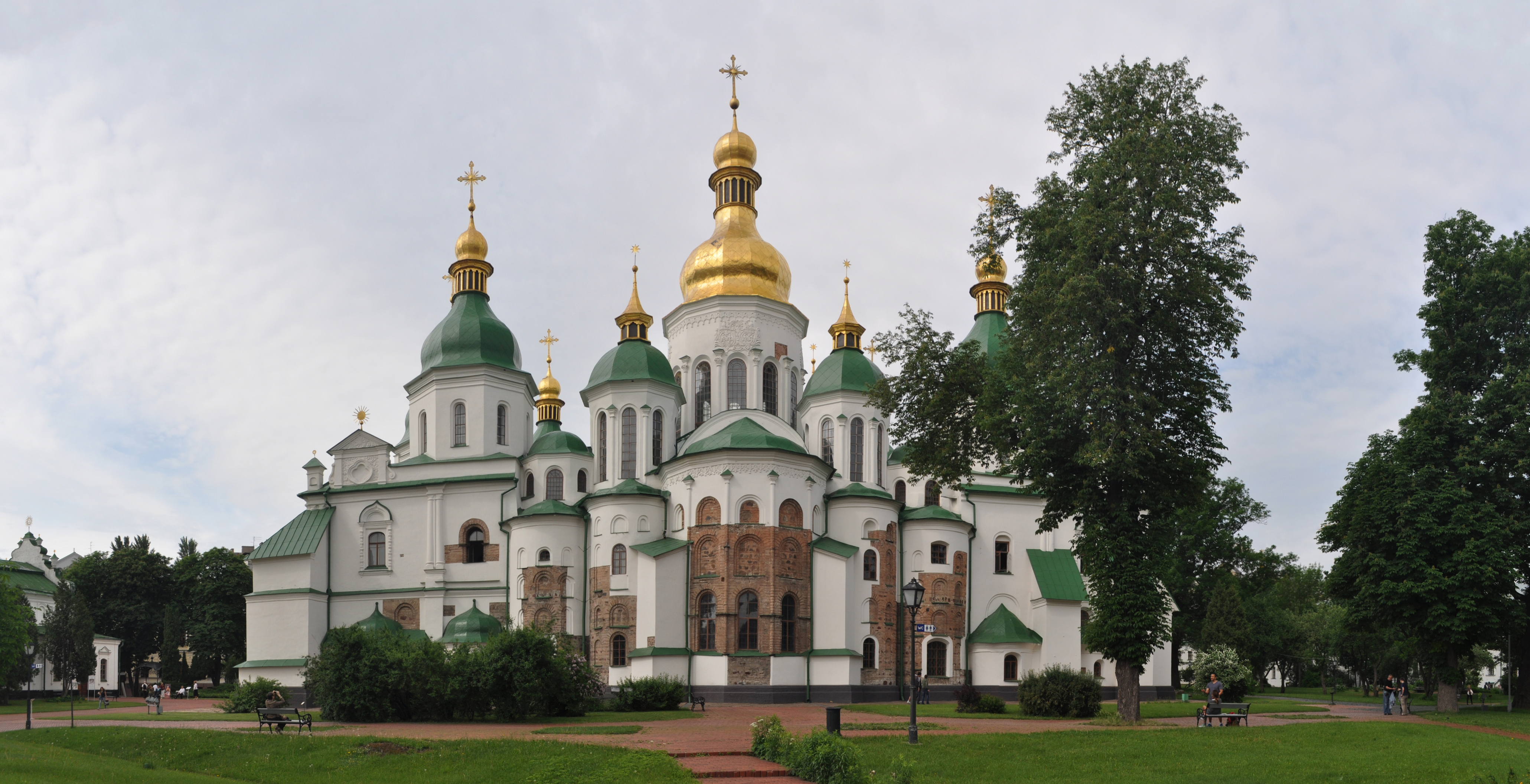
La cathédrale Sainte-Sophie de Kiev

Christianisée par Constantinople, la Russie kiévienne adopta à son tour l’art de la mosaïque. Le grand-prince Yaroslav construisit une imposante cathédrale dans sa capitale qu’il appela Sainte-Sophie à l’instar de celle de Constantinople. Celle-ci fut érigée principalement par des artisans byzantins envoyés par Constantin IX Monomaque entre 1037 et 1046. Tout naturellement, une grande partie des surfaces intérieures furent décorées de mosaïques dorées. Dans le dôme, on peut voir l’habituel Pantocrator hiératique soutenu par des anges. Entre les douze fenêtres du tambour* on peut voir les apôtres et les quatre évangélistes sur les pendentifs*. L’abside est dominée par une Theotokos* en prière ainsi qu’une Deesis* sur les trois médaillons supérieurs. En dessous se trouve une « Communion des apôtres ». En 1108, le prince Sviatopolk II fit ériger le monastère Saint-Michel-au-Dôme-d'Or de Kiev. Les mosaïques de l’église ont certainement été exécutées par des artistes byzantins.

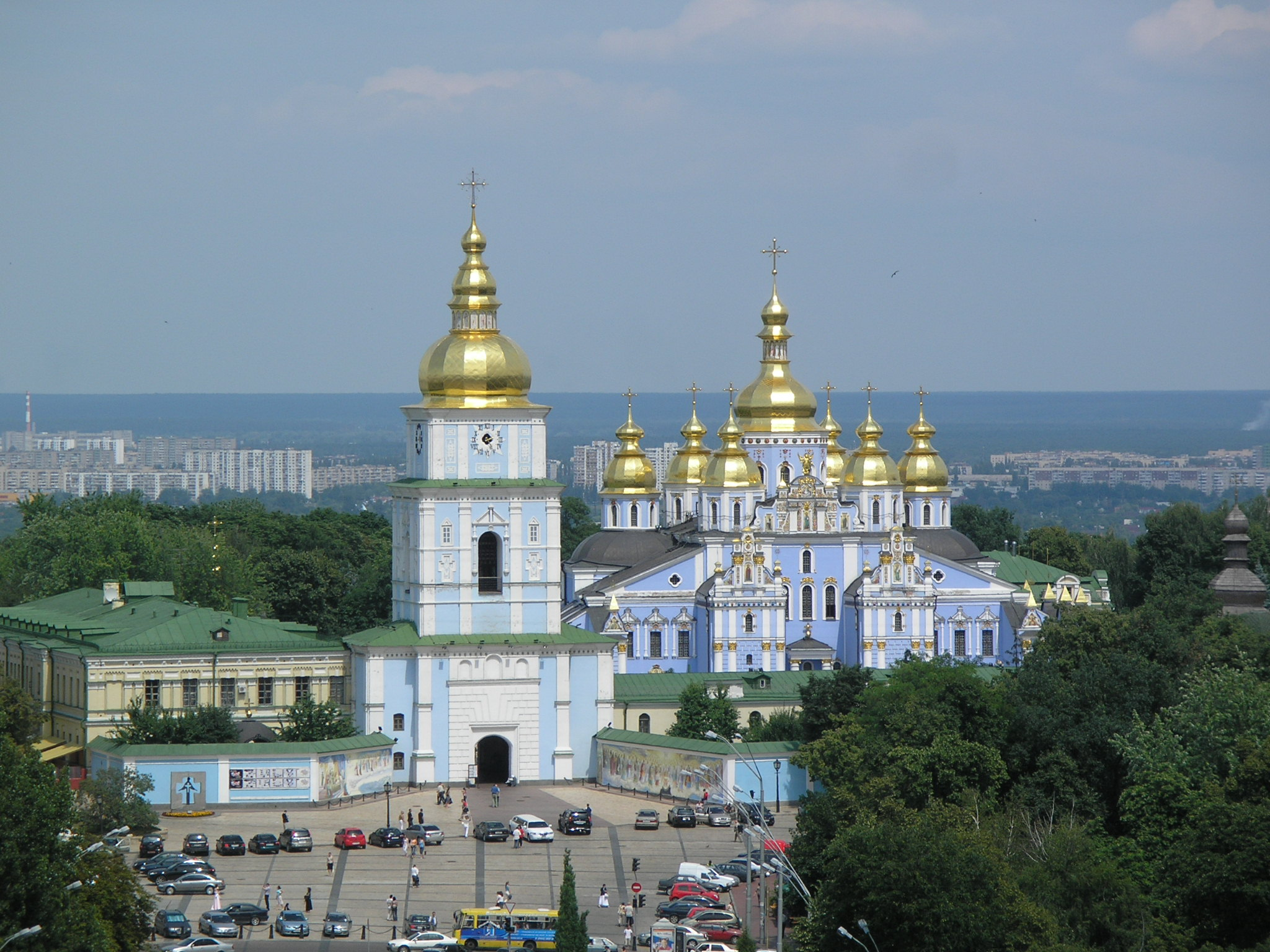
Saint-Michel-au-Dôme-d’Or de Kiev.

Bien que l’église ait été détruite par les autorités soviétiques, la majorité des panneaux ont survécu. Quelques fragments de la mosaïque ornementale de la cathédrale Sainte-Sophie de Novgorod datant du XIIe siècle ont résisté, mais cette église était principalement décorée de fresques plutôt que de mosaïques.
L’utilisation simultanée de mosaïques et de fresques à l’intérieur d’un même édifice ne se trouve pratiquement qu’en Ukraine. L’harmonisation entre les deux techniques se fait en utilisant les mêmes couleurs dominantes à la fois pour les fresques et pour les mosaïques. On retrouve cette technique à la fois dans la cathédrale Sainte-Sophie et dans Saint-Michel-au-Dôme-d’Or. La mosaïque cessa d’être utilisée pour la décoration des églises dès le XIIe siècle dans les pays slaves et fut remplacée par des fresques similaires à celles que l’on retrouve dans les Balkans.

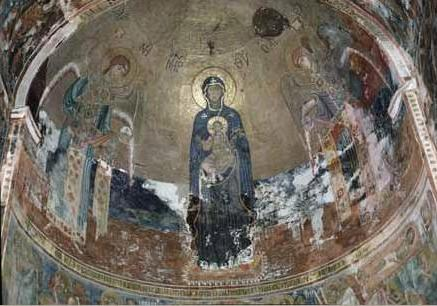
Mosaïque de l’abside, dite “Gloire de la Theotokos” à Ghélati, Géorgie, vers 1125-1130.

La mosaïque que l’on trouve dans l’abside du monastère de Ghélati est l’un des rares exemples que l’on retrouve en Géorgie. Commencée sous le roi David IV et complétée sous le règne de son fils Démétrius Ier, le fragment de panneau qui subsiste montre la Theotokos* entourée de deux archanges. L’utilisation de la mosaïque à Ghélati démontre l’influence byzantine qui s’exerça à cette époque où la dynastie des Bagrationides avait des ambitions impériales. L’ensemble de la mosaïque qui décorait l’église pouvait rivaliser en magnificence avec les églises de Constantinople. Les pavements de mosaïque de la cathédrale Saint-André-Apôtre de Pitsunda datant du VIe siècle mais maintenant détruits furent inspirés par des prototypes romains. À Tsromi, les tesselles sont encore visibles sur les murs de l’église du VIIe siècle mais ne donnent que quelques indices de ce que furent les panneaux originaux représentant probablement le Christ debout et tenant un rouleau sur lequel se lisait une inscription en géorgien.
En 2003 on découvrit les restes d’un pavement en mosaïque sous les ruines du monastère de Bizere, dites « mosaïques de Frumușeni » près de la rivière Mures (Roumanie d’aujourd’hui, alors partie du royaume de Hongrie). Le panneau représente un animal véritable ou mythique, ainsi que des représentations florales, solaires et géométriques. Certains archéologues ont avancé qu’il devait s’agir du pavement d’une église orthodoxe bâtie entre les Xe siècle et XIe siècle. D’autres suggèrent plutôt qu’il devait s’agir d’une composante d’un monastère catholique en raison des influences italiennes manifestes.

## Mosaïque byzantine au Proche-Orient

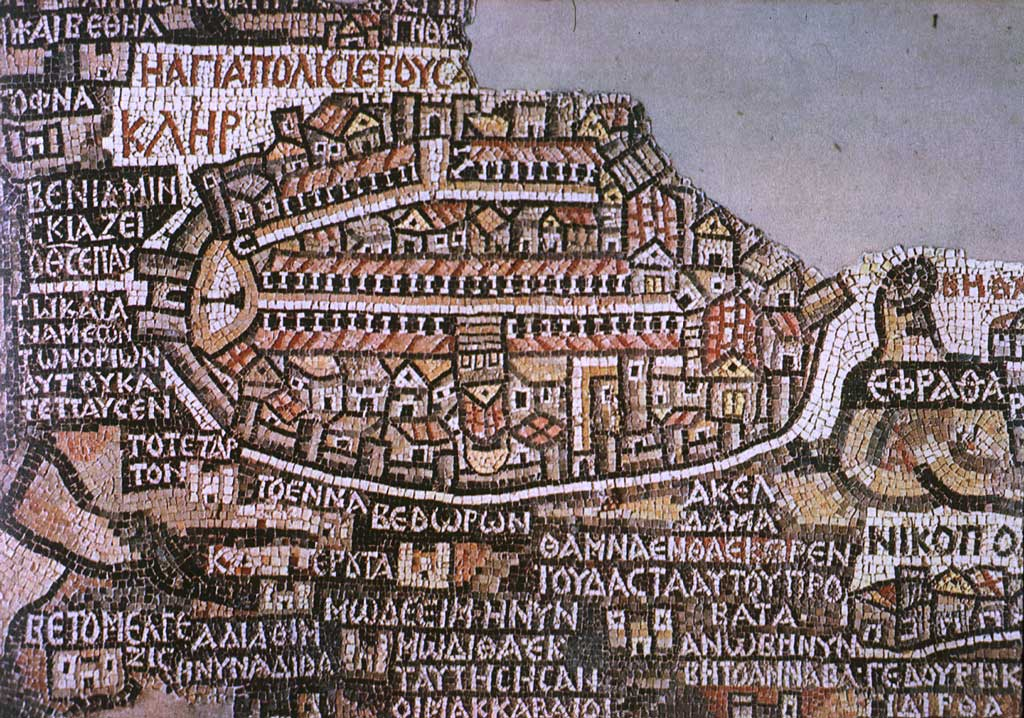
La ville de Jérusalem telle qu’elle apparaît sur la « Carte de Madaba ».

Les provinces à l’est de l’Empire romain et plus tard de l’empire byzantin (empire romain d'Orient) héritèrent de la tradition antique. Tout comme en Italie et à Constantinople, nombre d’églises et d’édifices laïcs en Syrie et en Égypte furent décorés de panneaux de mosaïque fort complexes entre les Ve siècle et VIIIe siècle. La plupart de ces œuvres d’art furent détruites par la suite, mais les fouilles archéologiques ont mis au jour nombre d’exemples impressionnants.
L’exemple le plus intéressant de mosaïque byzantine en Orient est la carte de Madaba ou mosaïque de Madaba, exécutée entre 542 et 570 comme pavement de l’église Saint-Georges de Madaba (aujourd’hui en Jordanie). Découverte en 1894, cette mosaïque est la plus vieille description cartographique de la Terre sainte. Elle représente une région s’étendant du Liban au nord jusqu’au Delta du Nil au sud, de la mer Méditerranée à l’ouest au désert à l’est. La partie la plus élaborée de cette carte est la ville de Jérusalem située en son centre. La mosaïque est enrichie de nombre de représentations venant de la nature : animaux, barques de pêches, ponts et palmiers.

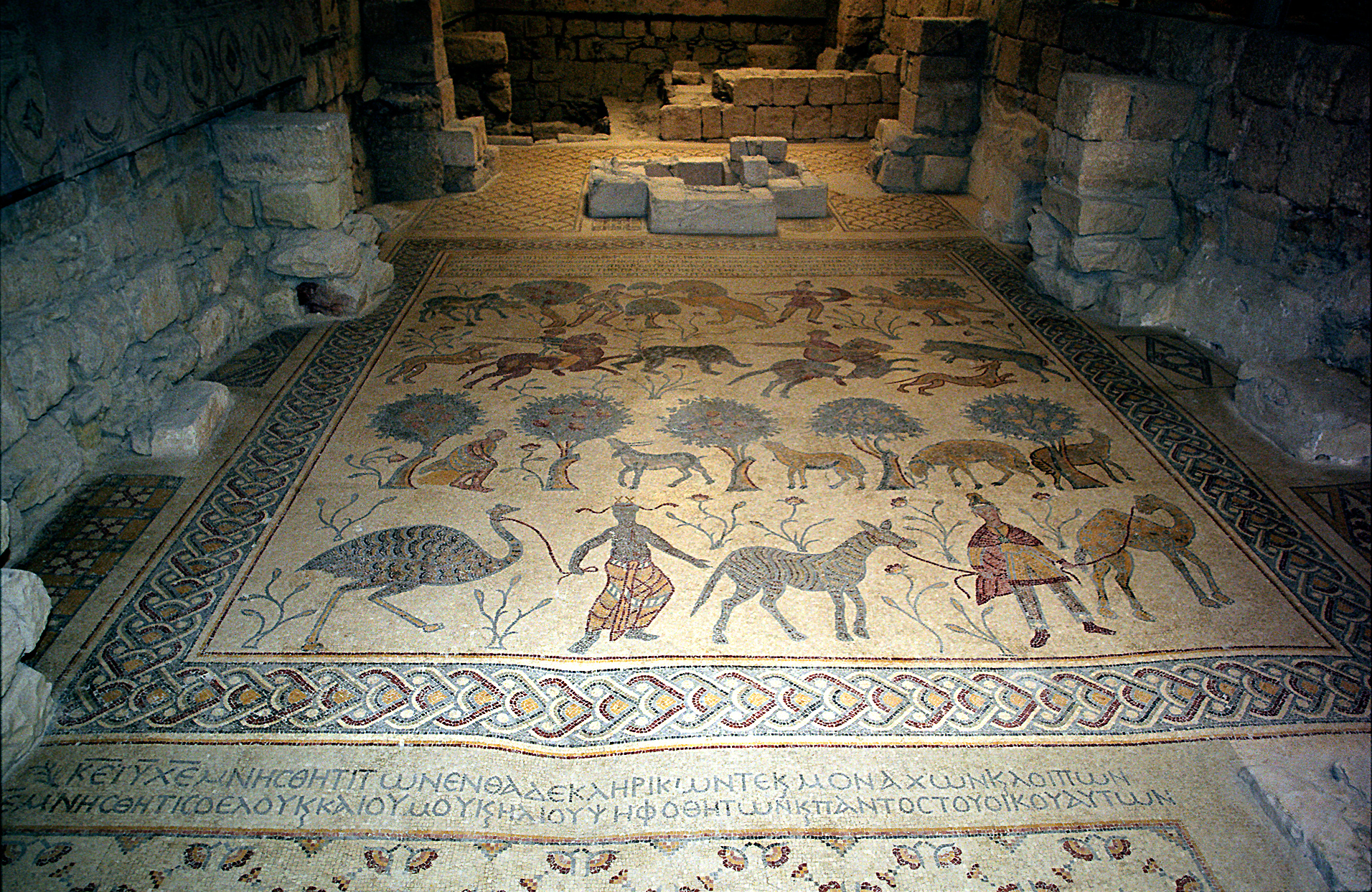
Le pavement de mosaïque de l’église du Mont Nébo (baptistère, 530).

L’un des premiers exemples de mosaïque byzantine dans la région se trouve au mont Nébo, important centre de pèlerinage dans l’empire puisque ce fut l’endroit où, selon la Bible, Moïse mourut. Parmi les nombreuses mosaïques retrouvées dans le complexe religieux découvert après 1933, le plus intéressant se trouve dans le baptistère. Le pavement en mosaïque couvre une surface de 9 m sur 3 m et fut assemblé en 530. Il présente des scènes pastorales et de chasse au milieu d’une faune et d’une flore typique du Moyen-Orient.

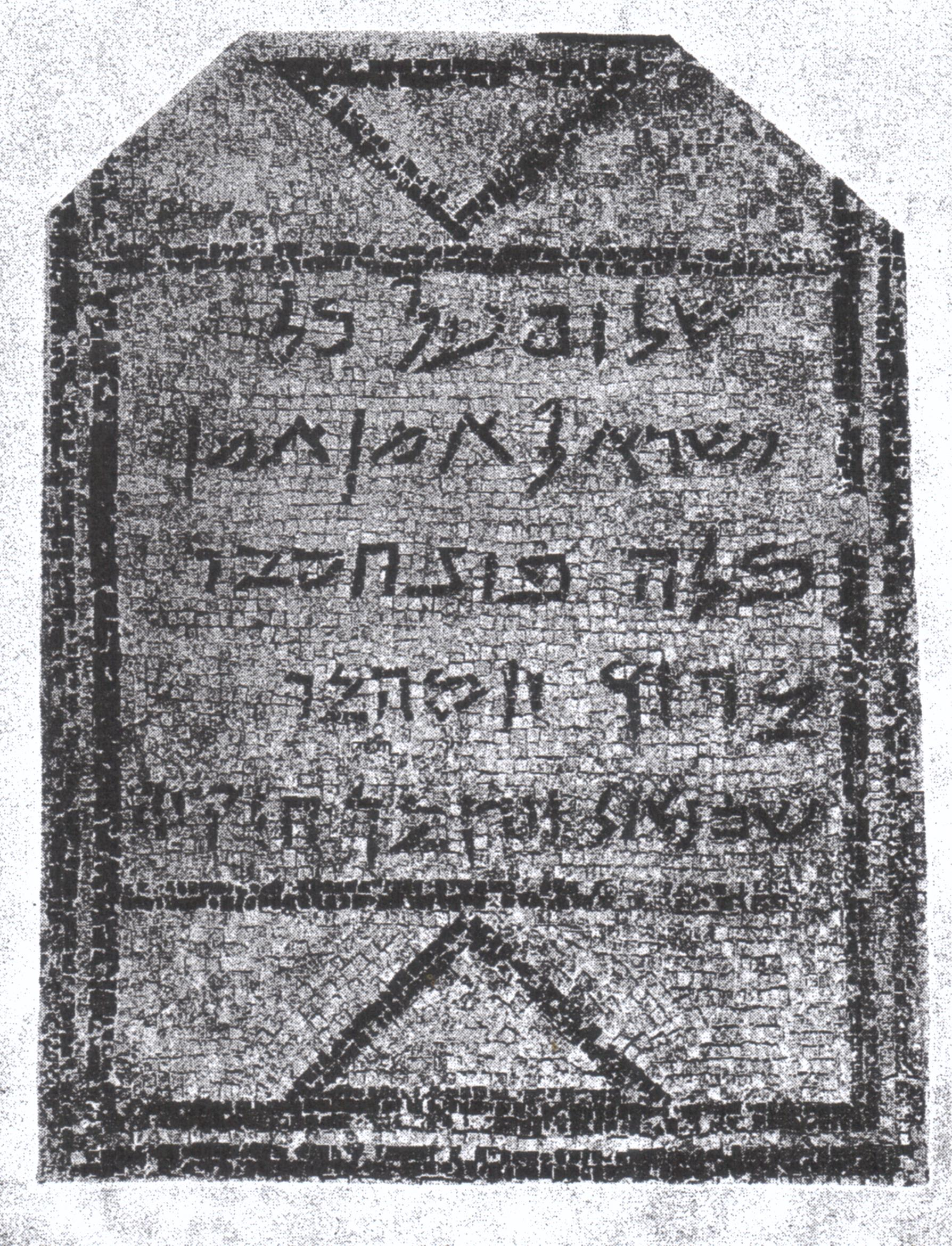
Scan d'une mosaïque juive trouvée dans les fondations d'une église byzantine construite à Jerash en Jordanie (530 ap. J.-C.)

L’église des saints Lot et Procope fut fondée en 567 dans le village de Nébo au pied du mont du même nom (maintenant Khirbet Mukhayyat). Son pavement de mosaïque décrit diverses  activités quotidiennes comme les vendanges. Deux autres mosaïques spectaculaires furent découvertes dans l’église de Jean le Prêcheur, tout près. L’une des mosaïques recouvrait complètement l’autre si bien que cette dernière ne fut retrouvée que lors de restaurations modernes. Les personnages de la mosaïque cachée ont ainsi pu échapper à la fureur iconoclaste.

Madaba demeura un important centre de production de mosaïque du Ve siècle au VIIIe siècle. Dans l’église des Apôtres, on peut voir au milieu du panneau principal la déesse de la mer, Thalassa, entourée de poissons et d’autres créatures marines, auxquels on ajouta divers oiseaux, mammifères, plantes et fruits du Moyen-Orient.

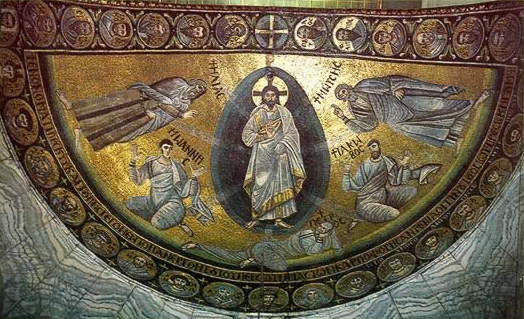
La Transfiguration de Jésus, Monsastère du Mont-Sainte-Catherine.

Les mosaïques qui décorent le monastère Sainte-Catherine sur le mont Sinaï en Égypte datent de l’époque de Justinien. Bien que les pillages et destructions aient fait disparaitre la plupart des mosaïques de cette région, celles de ce monastère ont survécu. Sur le mur du haut, on peut voir Moïse sur deux panneaux sur un fond de paysage. Dans l’abside, se trouve une "Transfiguration de Jésus" sur fond doré. L’abside est entourée de larges bandes sur lesquelles figurent des médaillons où sont reproduits les apôtres et divers prophètes, ainsi que deux figures « contemporaines », l’abbé du monastère, Longinos, et Jean le Diacre. Ces panneaux furent probablement créés en 565/566 .
Jérusalem, ville des Lieux Saints, et ses nombreuses églises devaient avoir un grand nombre d’églises couvertes de mosaïques ; toutefois, peu survécurent aux vagues de destructions successives et celles qui subsistent ne rendent pas justice à ce qui dut être la richesse de la cité. La plus importante est celle dite « Mosaïque arménienne » découverte en 1894 sur la rue des Prophètes, près de la porte de Damas. Elle reproduit une vigne dont le pied est dans un vase avec ces nombreux sarments et grappes. Sur les branches, on peut voir des paons, des canards, des cigognes, des pigeons, un aigle, des perdrix et un perroquet dans une cage. L’inscription se lit : « En mémoire et pour le salut de tous les Arméniens dont le Seigneur connaît le nom ». Sous l’un des coins de la mosaïque, se trouve une petite grotte naturelle contenant des ossements humains datant probablement des Ve siècle ou VIe siècle. Le symbolisme de la mosaïque ainsi que la présence d’une grotte funéraire indiquent que le lieu avait vocation de chapelle mortuaire.
Un pavement de mosaïque remarquablement bien conservé et semblable à un tapis fut découvert en 1949 à Béthanie en Judée (actuelle Cisjordanie) dans ce qui fut l’église byzantine du Lazarium construite entre 333 et 390. En raison de ses motifs purement géométriques, cette mosaïque se rapproche d’autres mosaïques retrouvées en Palestine et dans la région avoisinante comme les mosaïques de l’époque de l'empereur Constantin trouvées à Bethléem (actuellement dans les Territoires occupés). Une deuxième église fut construite par-dessus la première au cours du VIe siècle qui comprenait également un plancher de mosaïque à motifs géométriques.

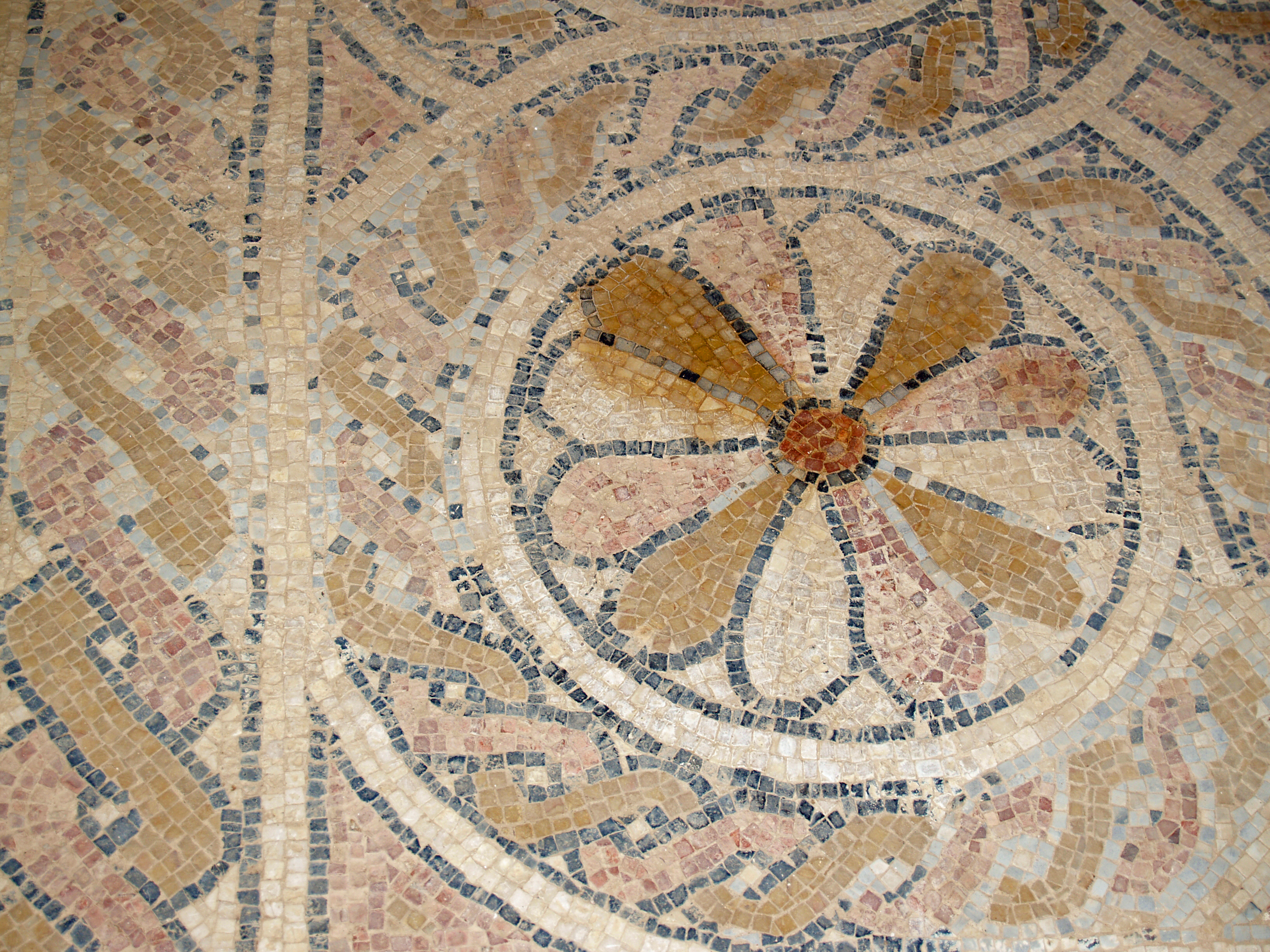
Plancher en mosaïque de l’église byzantine de Massada où vécut une communauté monastique du V au VII.

Les communautés monastiques du désert de Judée décoraient également leurs planchers de mosaïques. Le monastère de Martyrios fut fondé à la fin du Ve siècle et fut redécouvert en 1982-1985. L’œuvre d’art la plus importante y est le pavement à motifs géométriques du réfectoire quoique celui de l’église, sévèrement endommagé, devait aussi être d’une grande richesse. Les mosaïques de l’église du monastère d’Euthyme, près de là, redécouvertes en 1930 sont d’une époque plus tardive. Elles furent érigées pendant la période omeyyade après le tremblement de terre dévastateur de 659. Il en reste deux étoiles à six pointes ainsi qu'un calice rouge.

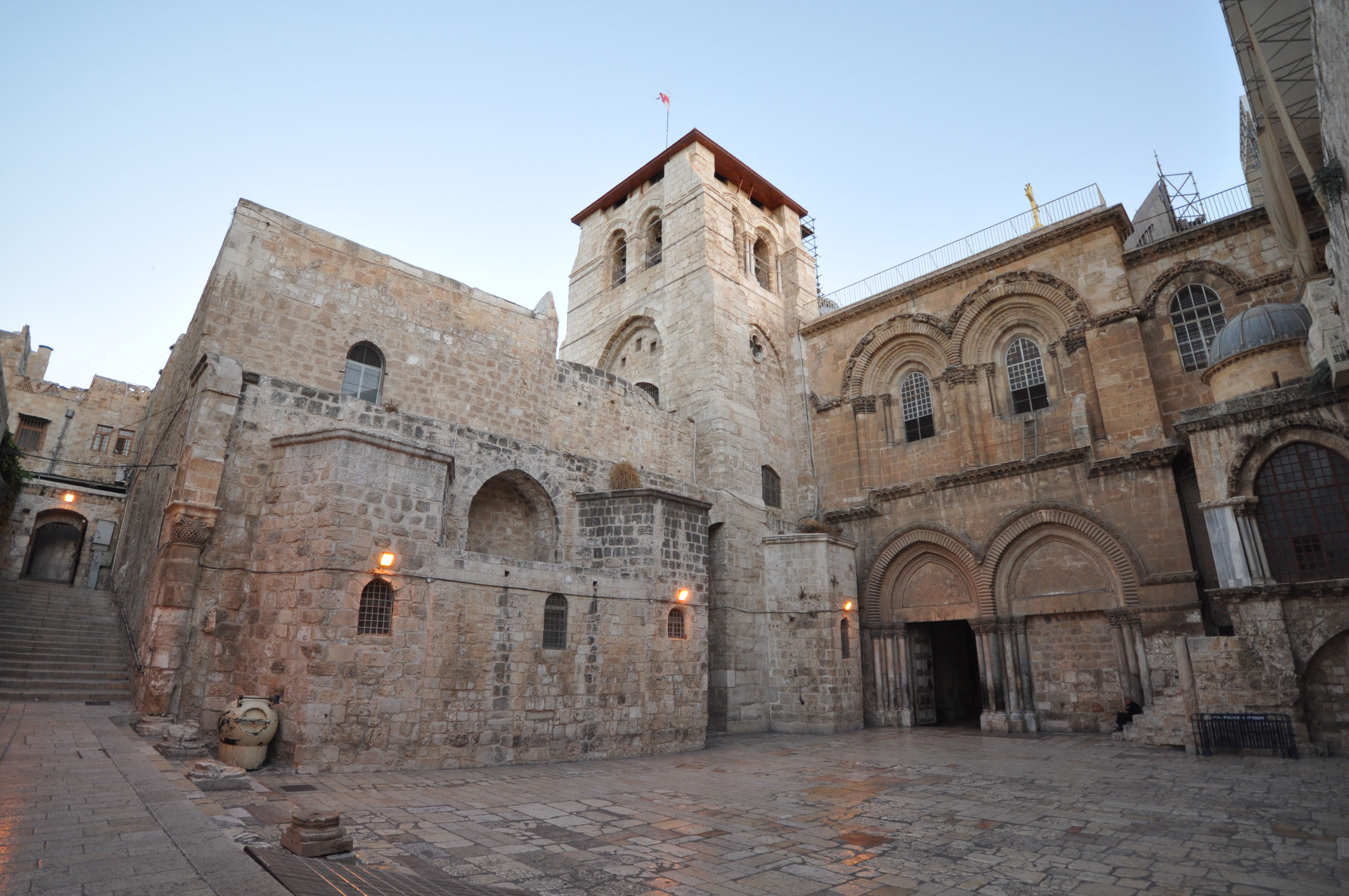
L’église du Saint-Sépulcre de Jérusalem, aussi appelée église de la Résurrection par les chrétiens orientaux.

Sous l’influence de Constantinople, les croisés adopteront la mosaïque pour la décoration des églises qu’ils feront construire en Terre Sainte. Au cours du XIIe siècle, ils compléteront les mosaïques byzantines existantes par de nouvelles lors de la reconstruction de l’église du Saint-Sépulcre à Jérusalem. Peu d’entre elles nous sont parvenues sauf une « Ascension du Christ » dans la chapelle latine. Des fragments plus complets subsistent dans la basilique de la Nativité de Bethléem. Les mosaïques de la nef sont alignées sur cinq rangées horizontales illustrant les ancêtres du Christ, divers conciles de l’Église et des anges. Dans les absides, on peut voir l’Annonciation, la Nativité, l’Adoration des Mages et la Dormition de la Vierge. Le programme de réfection de la décoration de l’église fut complété en 1169 grâce à la coopération unique en son genre de l’empereur byzantin[Qui ?], du roi de Jérusalem[Qui ?] et de l’Église latine.

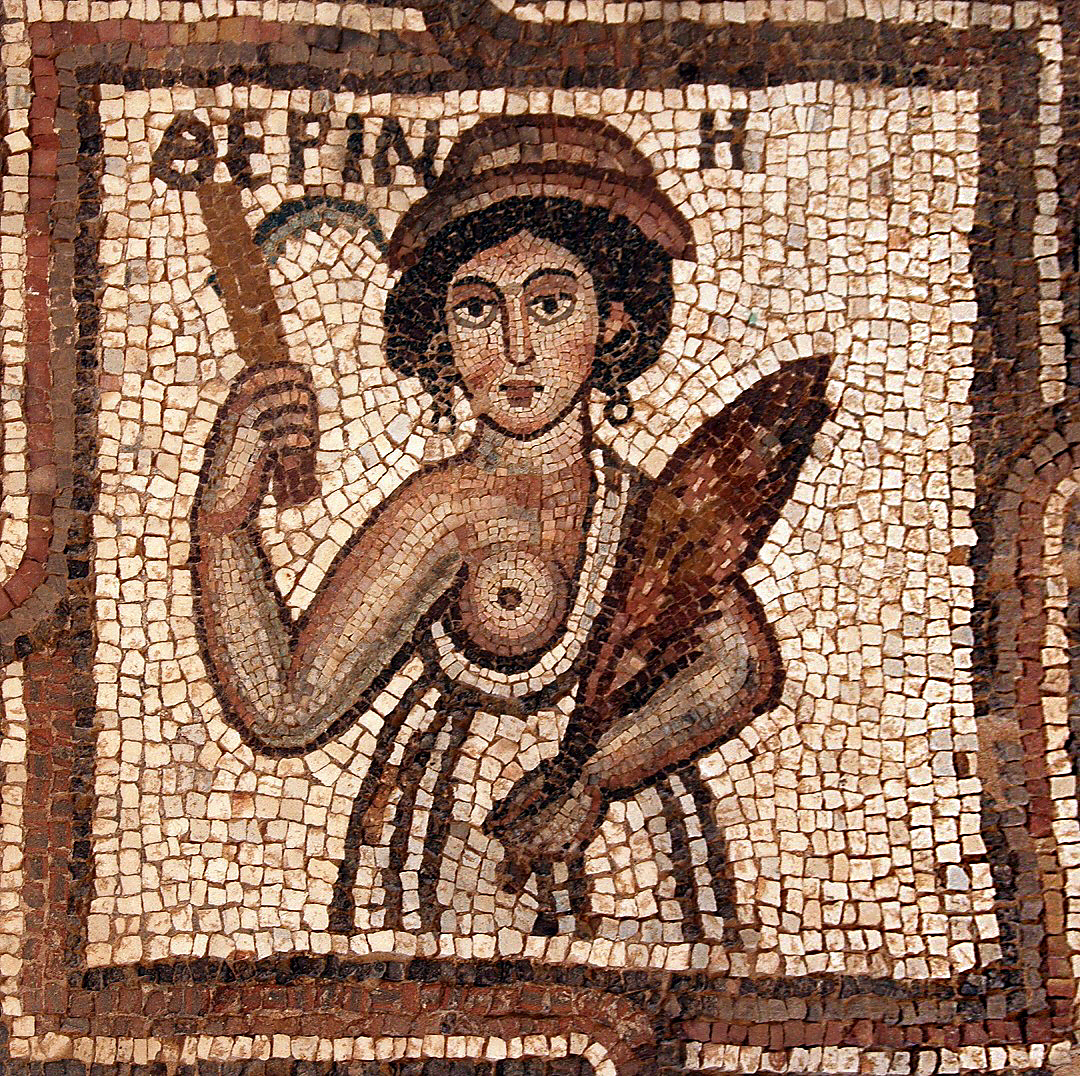
Détail du pavement en mosaïque de l’église de Petra.

L’art de la mosaïque fleurit également à Pétra (aujourd’hui en Jordanie) pendant l’ère chrétienne et trois églises byzantines y ont été découvertes, la plus importante d’entre elles en 1990. On sait que les murs étaient recouverts de mosaïques de verre doré, mais seuls les pavements ont survécu. La mosaïque représentant les saisons dans l’aile sud appartient au premier bâtiment érigé au milieu du Ve siècle. Celles de l’aile nord et celles situées à l’extrémité est de l’aile sud furent ajoutées au VIe siècle. Elles représentent des animaux véritables ou mythologiques et diverses personnifications des saisons, de la mer, de la terre et de la sagesse.
La conquête du Moyen-Orient par les Arabes au VIIe siècle n’interrompit pas la production de mosaïques. Ceux-ci en apprirent la technique et l’adaptèrent à leurs propres traditions tout en conservant la tradition classique. Sous la dynastie omeyyade, le christianisme conserva son importance, des églises furent construites ou rénovées et certaines des plus impressionnantes mosaïques du Moyen-Orient furent élaborées au XIIIe siècle pendant la période islamique.
Les mosaïques de l’église de Saint-Étienne située dans l’ancien Kastron Mefaa (aujourd’hui Umm ar-Rasas)[Où ?] furent construites en 785 et redécouvertes en 1986. Le pavement de mosaïque, parfaitement conservé, est le plus important de Jordanie. Sur le panneau central, se trouvent des scènes de chasse et de pêche alors qu’un autre panneau représente les villes les plus importantes de la région. Le cadre de la mosaïque se démarque par sa décoration. Six maîtres de la mosaïque ont signé l’œuvre : Staurachios d’Esbus, Euremios, Elias, Constantinus, Germanus et Abdela. Celle-ci recouvre une autre mosaïque d’une période précédente (587) endommagée, l’ « Église de l’évêque Sergius ». Quatre autres églises sont excavées dans les alentours qui portent des traces de décoration en mosaïque.
Les dernières grandes mosaïques de Madaba furent construites en 750 dans l’église de la Vierge Marie (redécouverte en 1887). C’est un chef-d’œuvre du style géométrique qui comporte une inscription en grec dans le médaillon central.
Avec la fin de la dynastie des Omeyyades en 750, le Moyen-Orient traversa une période de profonds changements culturels. Aucune mosaïque importante ne fut construite après la fin du VIIe siècle et la plupart des églises tombèrent à l’abandon ou furent détruites. La tradition de la fabrication de mosaïques se perdit parmi les chrétiens de même que parmi les musulmans.

## Influence byzantine sur la mosaïque musulmane
En Arabie du Sud, les Ghassanides formaient une tribu arabe chrétienne qui fonda un royaume arabe pré-islamique dans la Jordanie actuelle. Ils adoptèrent le christianisme monophysite probablement sous l'influence de leur environnement araméen et furent longtemps des vassaux de l'empire byzantin, contribuant à contenir les Perses sassanides hors des frontières de l'empire. Deux mosaïques ont été excavées à Qatabanian qui datent du IIIe siècle. Les deux panneaux sont formés de motifs géométriques reflétant les traditions de cette culture. Cinq églises datant de cette période ont été trouvées contenant des mosaïques, deux construites par des souverains ghassanides et trois par des communautés chrétiennes arabes comme l’indiquent les noms et les dédicaces qui y sont inscrites.

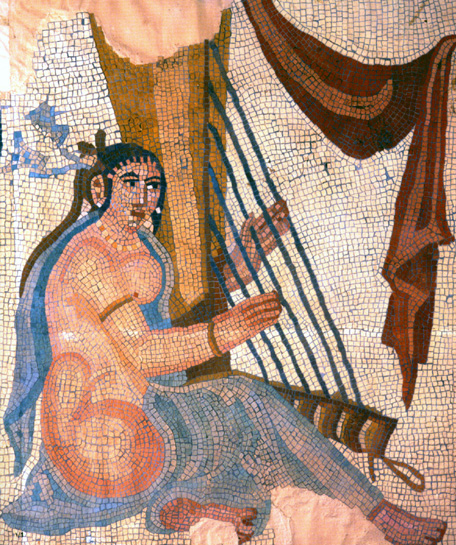
Détail du pavement représentant des danseuses dans le palais de Shapour, Bishapour.

Dans l’empire perse préislamique, des artistes de l’empire sassanide se mirent à produire des mosaïques sous l’influence de l’Empire romain. Chapour Ier décora son palais de panneaux représentant des danseuses, des musiciens, des courtisanes, etc. Toutefois cette mosaïque persane figurative fut interdite après la conquête de la région par les Arabes et l’introduction de l’islam.
Néanmoins, l’architecture islamique utilisa abondamment la mosaïque non figurative pour décorer de nombreuses mosquées et palais des provinces orientales de l’empire byzantin.

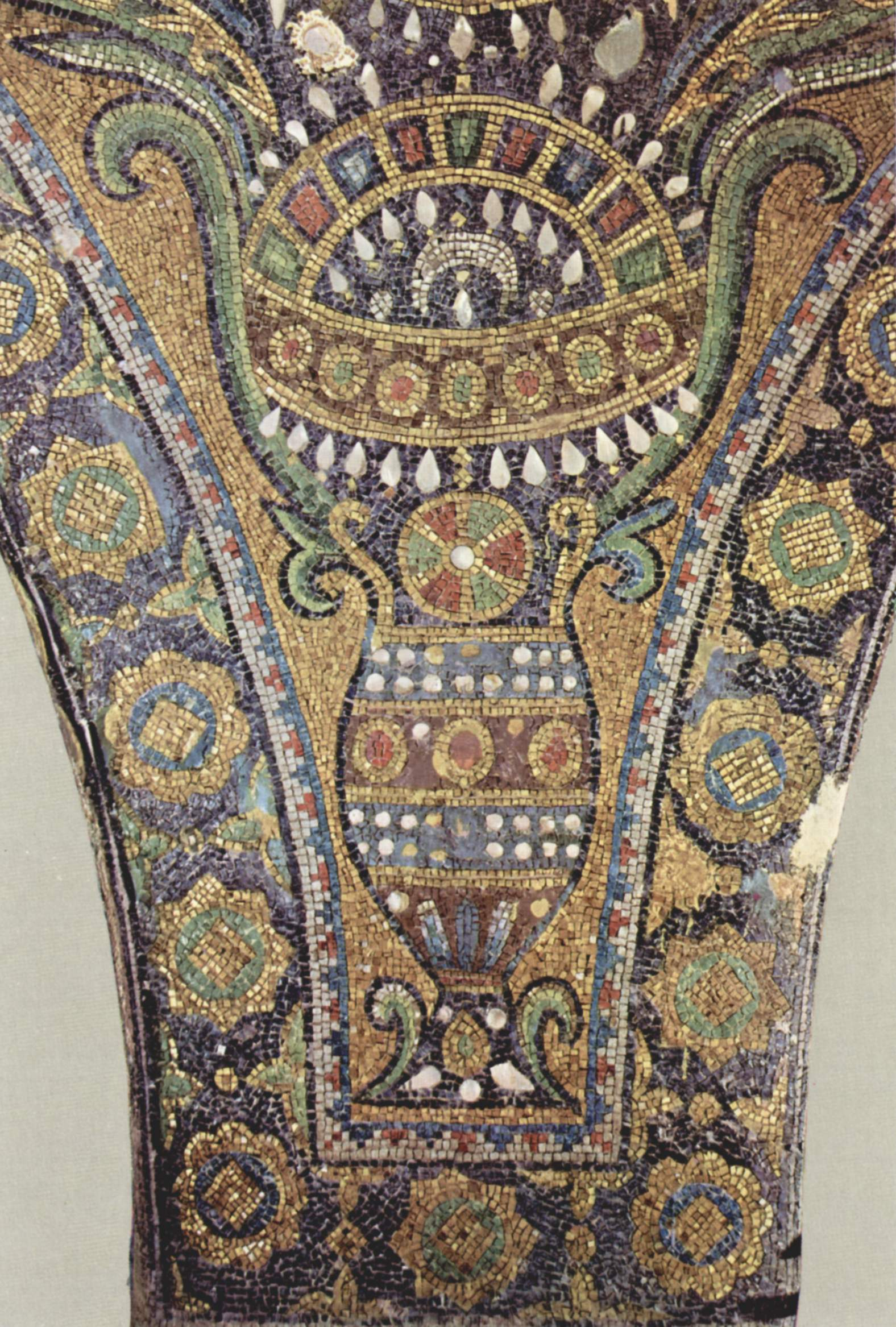
Mosaïques islamiques à l’intérieur du Dôme-du-Rocher à Jérusalem (vers 690).

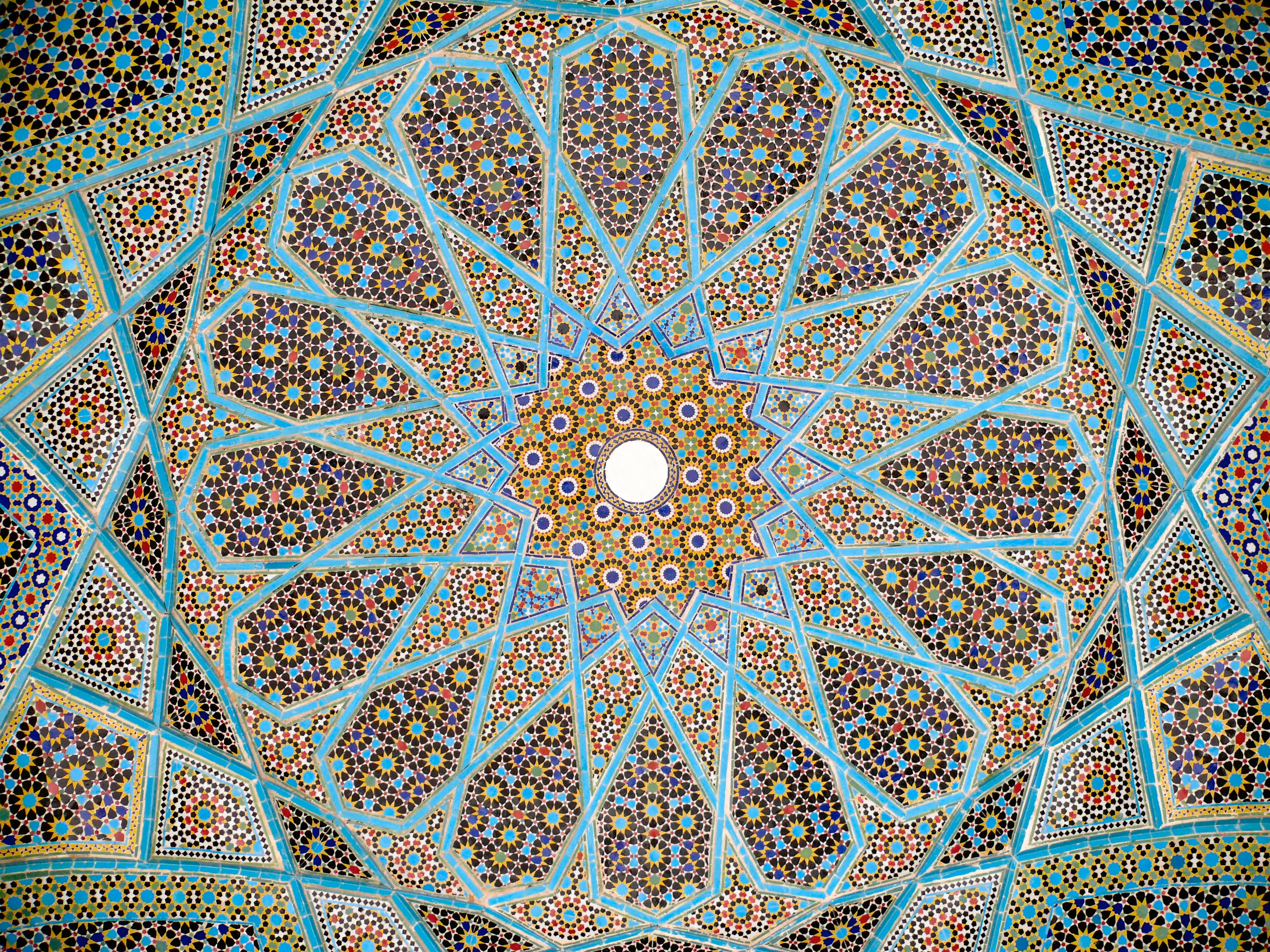
Des mosaïques aux figures géométriques complexes, aussi appelées Girih, font partie de l’architecture traditionnelle de nombre d’édifices musulmans. Ici la « tombe de Hafez » à Shiraz (Iran).

En Syrie tout comme en Égypte, les Arabes furent influencés par la grande tradition romaine et l’art de la mosaïque chrétienne. Tel que mentionné, sous la dynastie des Omeyyades, la mosaïque continua à fleurir dans le monde arabe sous la forme du zellige* et de l’azulejo*, bien que la tuile ait été appelée à devenir la principale forme de décoration islamique pour les murs.
Le premier grand édifice religieux de l’islam, le Dôme du Rocher à Jérusalem, fut érigé de 688 à 692 et décoré de mosaïques de verre tant à l’intérieur qu’à l’extérieur par des artisans formés à la tradition byzantine. Seulement une partie de la décoration originelle de l’intérieur subsiste. Les riches motifs floraux suivent la tradition byzantine et sont « islamiques seulement au sens où leur vocabulaire est syncrétique et ne fait pas appel à des représentations humaines ou animales ».

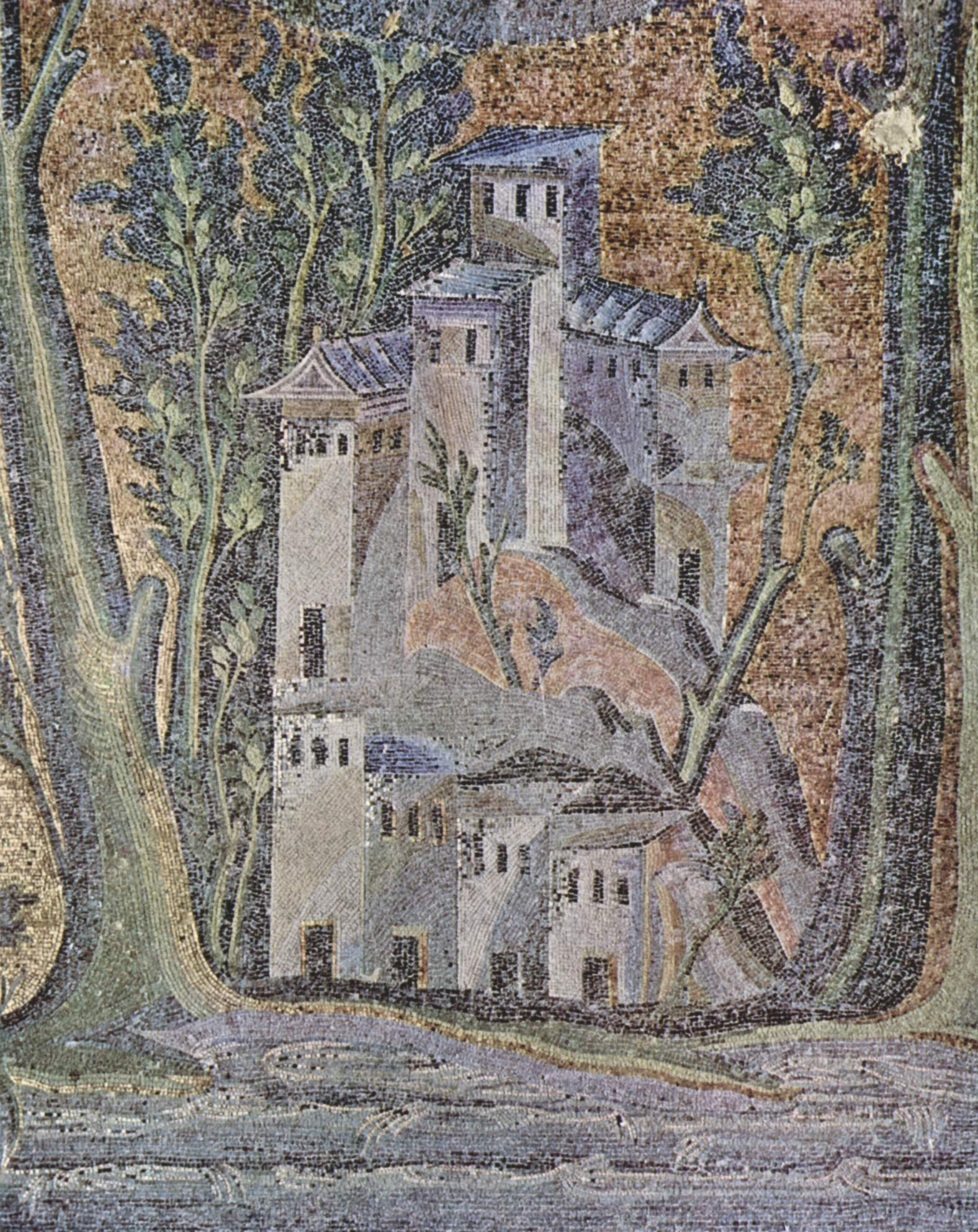
Mosaïque du mur ouest de la grande mosquée de Damas. Architecture dans un paysage.

La plus importante œuvre de mosaïque du début de l’islam est la décoration de la grande mosquée des Omeyyades de Damas (actuelle Syrie), alors capitale du califat arabe. Elle fut bâtie entre 706 et 745. Le calife obtint de l’empereur de Constantinople 200 artisans qualifiés pour décorer l’édifice. Le style de la décoration trahit l’inspiration en partie byzantine. Les mosaïques de la cour intérieure représentent le paradis avec ses arbres magnifiques, ses fleurs et de petites villes et villages à flanc de montagne en toile de fond. L’absence de reproduction de formes humaines seule les distingue des autres mosaïques byzantines de l’époque. La plus imposante section entière se trouve sous l’arcade ouest de la cour et est intitulée « Panneau de Barada » du nom de la rivière Barada (Syrie). On croit que la mosquée aurait eu la plus grande mosaïque dorée au monde d’une superficie de 4 mètres carrés. En 1893, un incendie endommagea considérablement la mosquée et nombre de mosaïques furent détruites quoique certaines d’entre elles aient pu être reconstituées depuis.
Les mosaïques de la grande mosquée des Omeyyades inspirèrent d’autres mosaïques de Damas par la suite. Le Dôme-du-Trésor qui se trouve dans la cour intérieure de la mosquée est couvert de remarquables mosaïques datant probablement de reconstructions au XIIIe siècle ou du XIVe siècle. Leur style ressemble beaucoup à celui du Panneau de Barada. Le mausolée des sultans mamelouks Baibars, la médersa Zahiriyah, construits après 1277, sont également décorés d’une bande de mosaïques dorées à motifs floraux et architecturaux courant le long de la salle de prière intérieure .

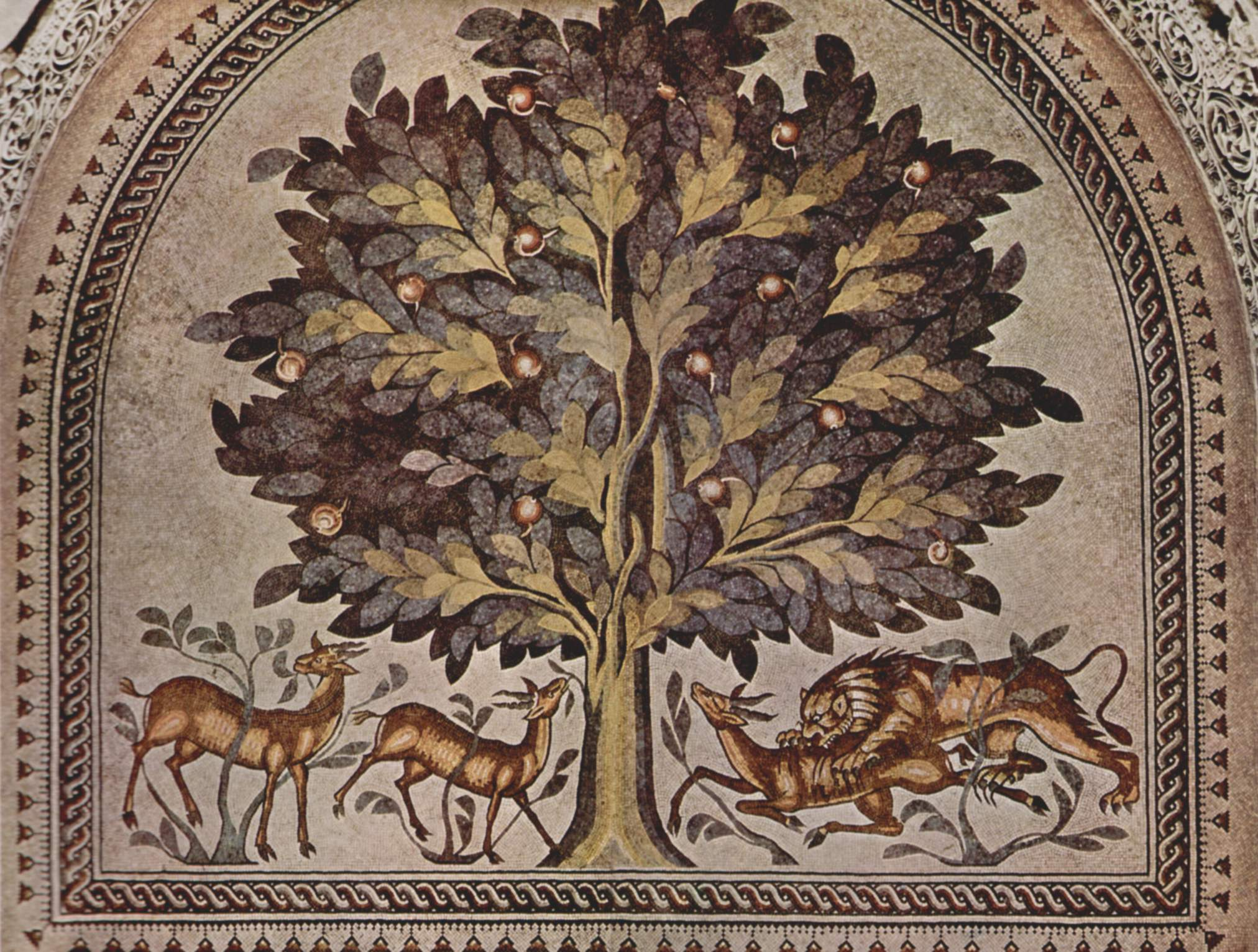
Mosaïque du palais Hischam.

Les mosaïques de l’époque omeyyade ne servant pas à des fins de culte se retrouvent surtout dans les palais califaux ou d’autres hauts-fonctionnaires où elles servaient de pavements. Elles suivent de très près les modèles déjà fournis par les villas campagnardes romaines qui avaient été à la mode en Méditerranée. Le plus bel exemple se trouve dans la maison des bains du palais Hischam, aussi appelé  Khirbat al-Mafjar, construit vers 744 à Jéricho (actuelle Cisjordanie). Le panneau principal représente un arbre imposant sous les branches duquel on peut voir un lion attaquant un cerf (côté droit) et deux autres cerfs paissant tranquillement (côté gauche), allégorie probable à la bonne et la  mauvaise gouvernance. Des mosaïques avec motifs géométriques se retrouvent dans les bains du complexe omeyyade d’Anjar (Liban) construit au VIIIe siècle. La somptueuse résidence d’Al-Walid II à QWasr al-Hallabat (aujourd’hui en Jordanie) avait des pavements de mosaïques d’une haute qualité technique. Le panneau le mieux préservé de Hallabat représente un « Arbre de vie » séparant les « bons » animaux des « mauvais » animaux. La salle dite du « diwan » contient une mosaïque représentant l'arbre de la vie, un grenadier portant quinze grenades, sous lequel broutent trois gazelles, dont une est mordue par un lion. À Qastal, près d’Amman, des fouilles ont permis de découvrir en 2000 la plus ancienne mosaïque connue en Jordanie, remontant probablement au calife Abd al-Malik ibn Marwan (685-705). Elles recouvrent la plus grande partie du plancher de ce qui devait être le palais finement ouvragé du gouverneur de l’endroit. Elles présentent des motifs géométriques, des arbres, des animaux, des fruits et des rosettes. Sauf pour la cour ouverte, l’entrée et les escaliers, l’ensemble du palais devait être couvert de mosaïques.

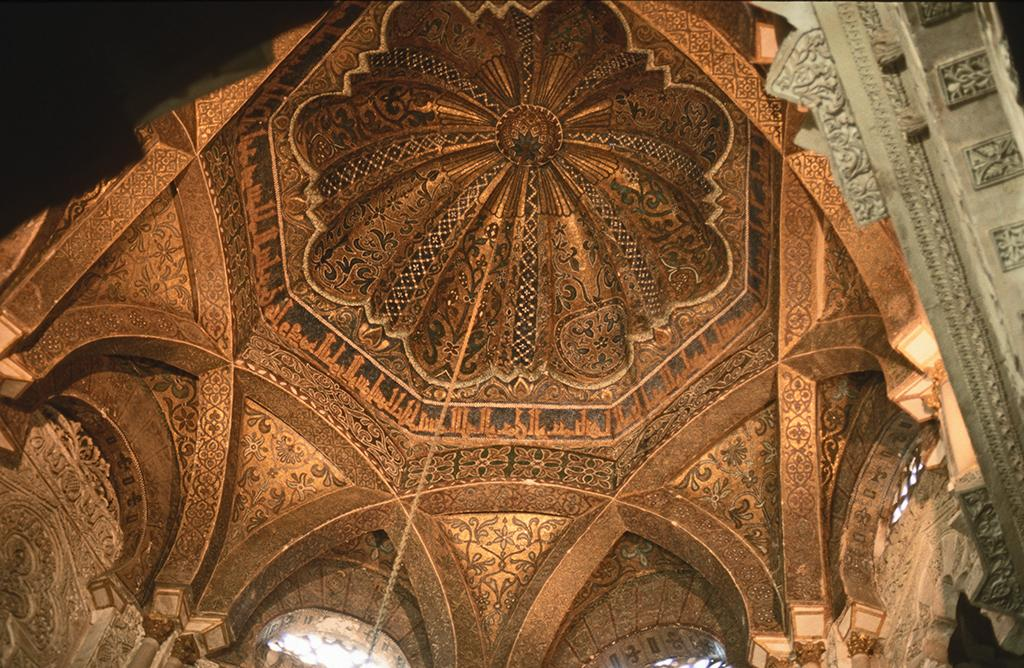
Mosaïques dorées du dôme de la Grande Mosquée de Cordoue (965-970).

Certaines des plus belles mosaïques de la période islamique se trouvent dans l’Espagne mauresque d'Al-Andalus. Les mosaïques dorées du mihrab et du dôme central de la mosquée-cathédrale de Cordoue sont de conception nettement byzantine. Elles furent exécutées entre 965 et 970 par des artisans locaux supervisés par un maitre venu de Constantinople envoyé par l’empereur à la demande du calife d’Espagne. La décoration se compose d’arabesques florales colorées et de larges bandes portant une calligraphie arabe. Elles devaient rappeler la grandeur de la grande mosquée de Damas, perdue pour la famille des Omeyyades.

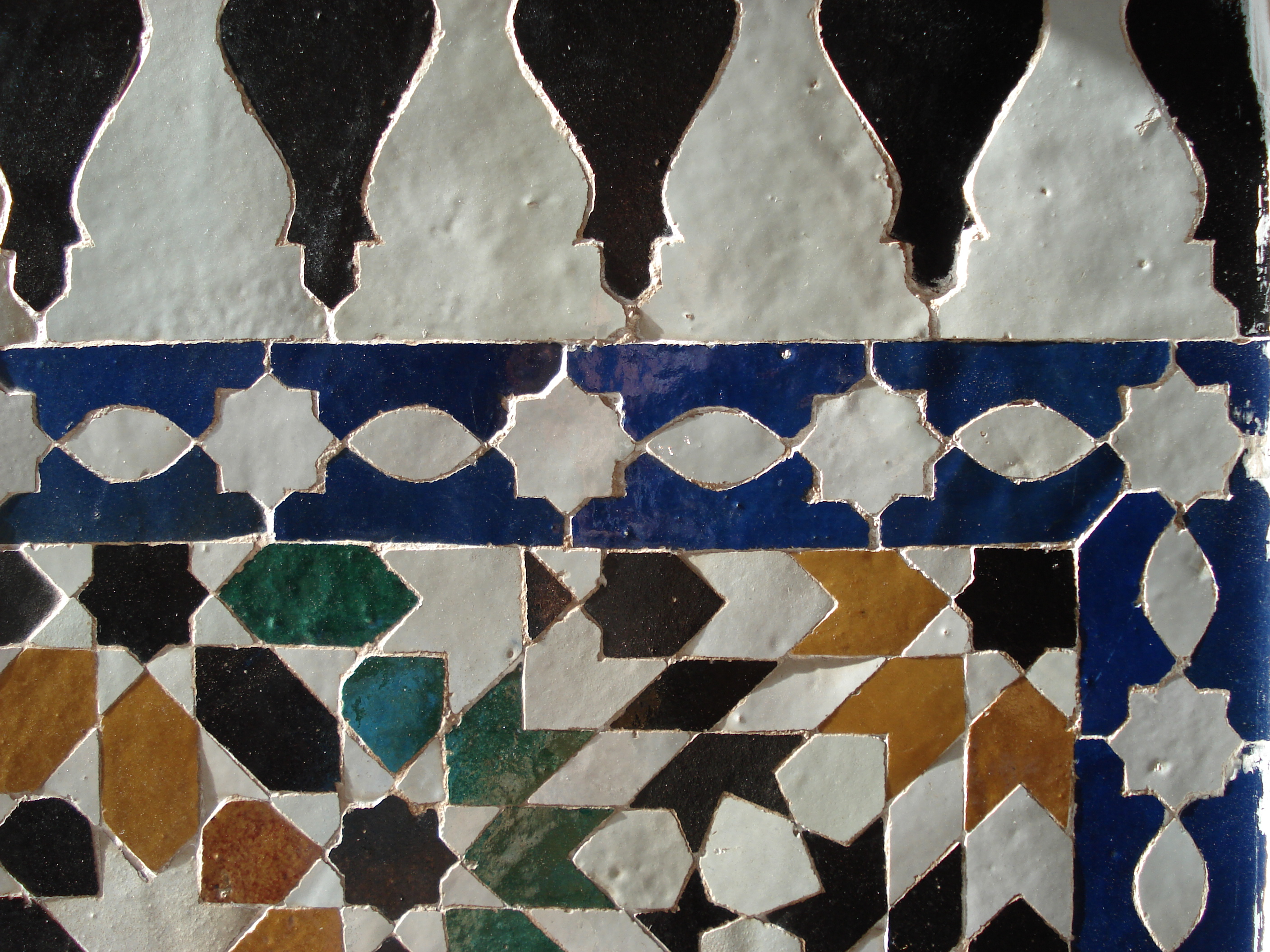
Détail d'un mur recouvert de zelliges, Marrakech, Maroc.

Les mosaïques perdirent de leur popularité dans le monde islamique après le VIIIe siècle. Les mêmes effets furent alors produits au moyen de tuiles peintes. Les motifs géométriques furent reproduits grâce à de petites tuiles  comme les zelliges* d’Afrique du Nord, ou pour les grands panneaux décoratifs, grâce à de plus grandes tuiles offrant un motif décoratif comme à Qashani (Perse), en Turquie ou encore plus à l’Est.

## Influence byzantine sur la mosaïque juive

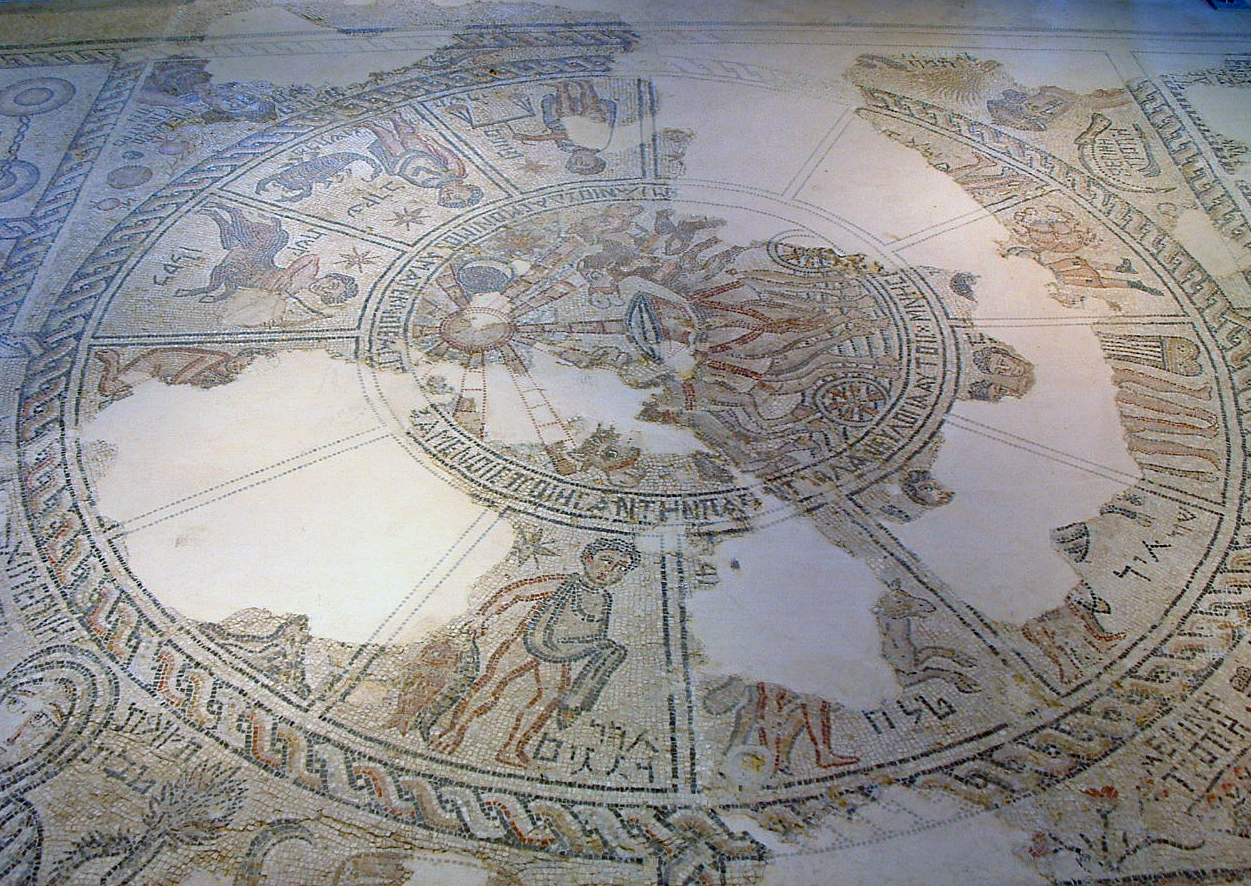
Pavement de la synagogue de Sepphoris représentant les signes du zodiaque.

Sous l’influence romaine d’abord, byzantine ensuite, les Juifs décorèrent leurs synagogues de pavements en mosaïque. Plusieurs exemples intéressants ont été découverts en Galilée (actuel Israël) et dans le désert de Judée (actuelle Cisjordanie).
Les ruines d’une synagogue du VIe siècle ont été découvertes à Sepphoris, ville antique de Galilée, située au nord de Nazareth et important site de culture juive du IIIe siècle au VIIe siècle, habitée tant par des Juifs que par des chrétiens et des adeptes de diverses religions. La mosaïque offre un intéressant syncrétisme entre culture juive et culture païenne. Au centre de la mosaïque, on peut voir la roue du zodiaque. Hélios trône au milieu sur son chariot de feu et chaque signe du zodiaque est jumelé à un mois du calendrier hébraïque. Sur les côtés de la mosaïque, se déroule une bande représentant des scènes bibliques comme le sacrifice d'Isaac et autres rituels traditionnels y compris un sacrifice d’immolation et l’offrande de fruits et de grains.
Une autre mosaïque représentant le zodiaque décorait le plancher de la synagogue Beit Alfa érigée sous le règne de Justin Ier (518-527). Elle est considérée comme l’une des plus importantes mosaïques retrouvées en Israël. Chacun de ses trois panneaux représente une scène : l'Arche de l'alliance, le zodiaque et le récit du sacrifice d’Isaac. Ici également, au centre du zodiaque, on retrouve Hélios, le dieu soleil, sur son char. Dans chacun des quatre coins, une femme représente une des saisons.
Une troisième mosaïque représentant le zodiaque a été découverte dans la synagogue Severus dans l’antique ville de Hammat Tiberias près de Tibériade en Galilée. Au centre de cette mosaïque datant du IVe siècle, on retrouve à nouveau le dieu Hélios assis sur son char et tenant la sphère céleste et un fouet. Neuf des douze signes du zodiaque sont demeurés intacts. Un autre panneau représente l’Arche d’alliance et divers objets servant au culte juif dans le Temple de Jérusalem.
En 1936, on a excavé une synagogue à Jéricho (en Judée, Cisjordanie actuelle) nommée Shalom Al Israel (Paix sur Israël) d’après une inscription sur son pavement en mosaïque. Elle semble avoir été utilisée du Ve siècle au VIIIe siècle ; son plancher est fait d’une grande mosaïque où sont représentés l’Arche d’Alliance, une menorah, un chophar et un loulav. Près de là à Naaran, une autre synagogue a été retrouvée en 1918 contenant également un plancher en mosaïque.

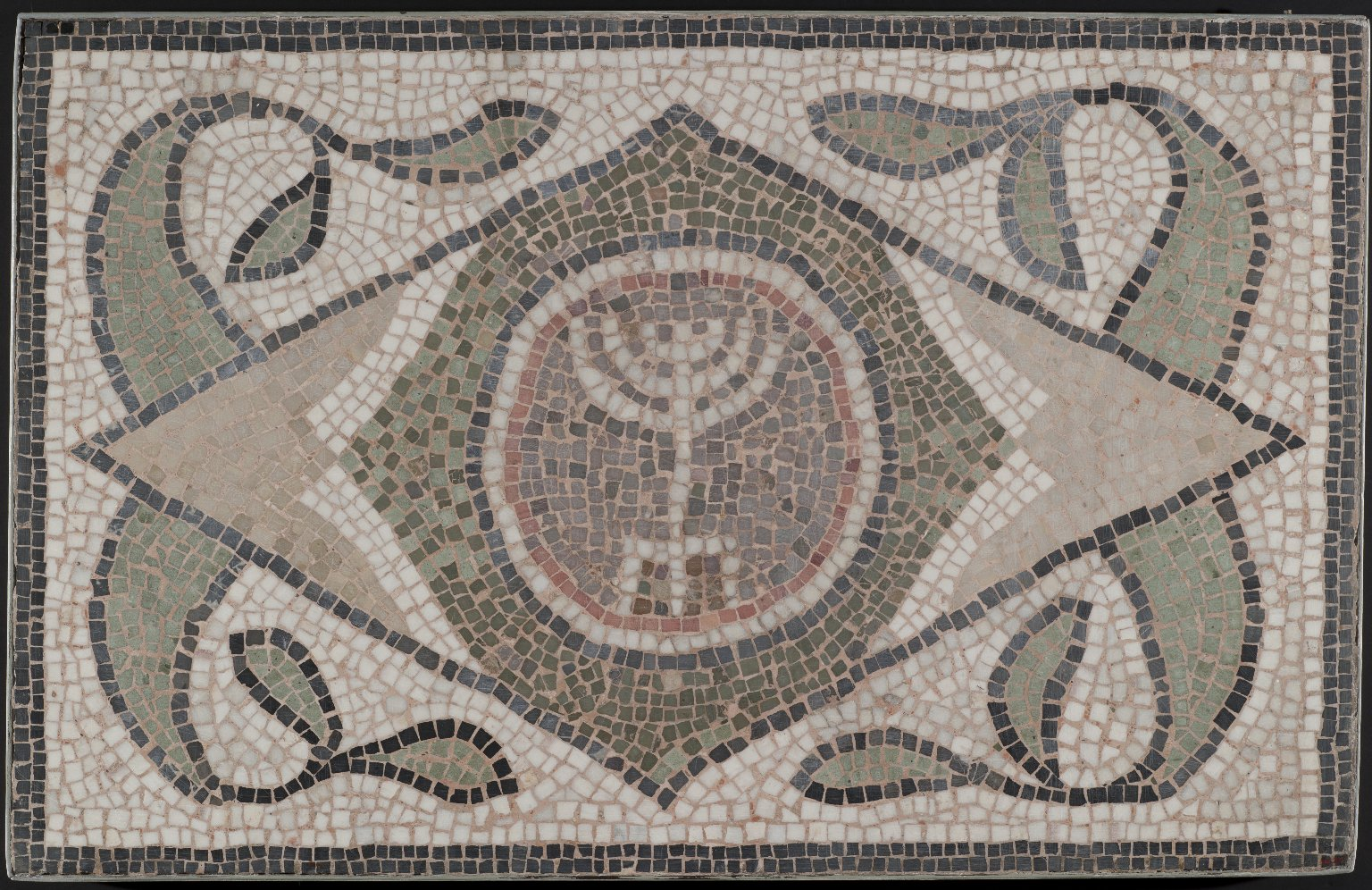
Mosaïque de la synagogue Hammam Lif (Tunisie) du VI représentant une menorah (Musée de Brooklyn).

La synagogue d'Eshtemoa (As-Samu, actuelle Cisjordanie) fut construite vers le IVe siècle. Le plancher en mosaïque est décoré de motifs géométriques et floraux. La synagogue du village arabe de Khirbet Susiya, excavée en 1971-1972 et érigée au IVe siècle, contient trois panneaux de mosaïque. Le panneau de droite présente un reposoir pour la Torah, deux menorahs, un loulav et un etrog (cédrat) ainsi que des colonnes, des cerfs et des béliers. Le panneau central contient des motifs géométriques alors que le panneau de gauche est sérieusement endommagé bien que l’on ait cru y reconnaitre Daniel dans la fosse aux lions.
Dans le désert de Judée, la synagogue d’Ein Gedi du IIIe siècle, fut rebâtie durant la période byzantine et on y apposa par-dessus le pavement originel de panneaux blancs, un second pavement plus élaboré en mosaïque. Ici, aux motifs géométriques traditionnels, on a ajouté des oiseaux au centre. Elle comporte aussi le nom des signes du zodiaque et des personnalités importantes de l’histoire juive mais non pas leur représentation, signe qu’elle devait appartenir à une communauté plutôt conservatrice.

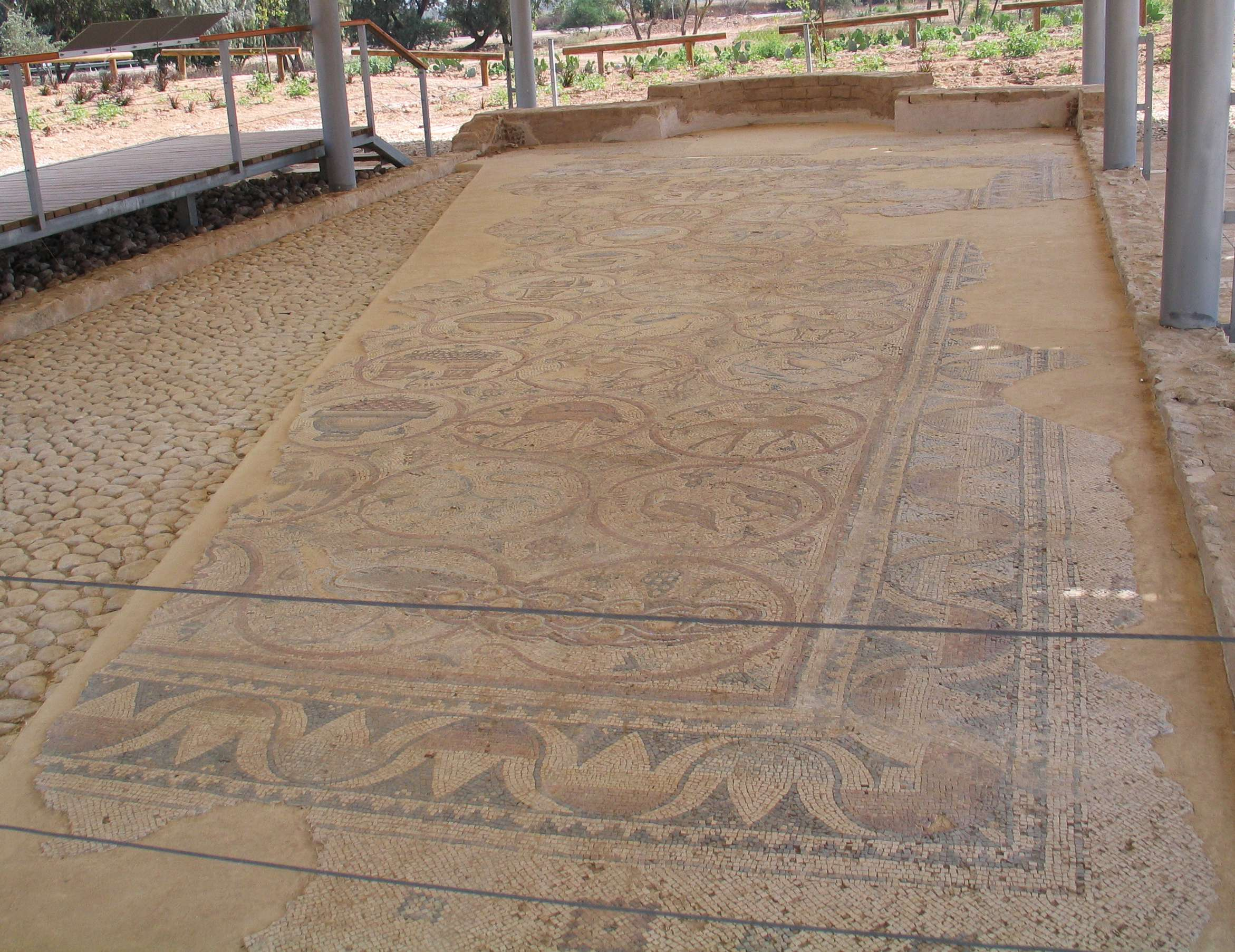
Mosaïque sur le sol de la synagogue de Mon dans le Néguev (VIè s.)

L’interdiction de reproduire des figures humaines (aniconisme) et animales n’était guère appliquée rigoureusement dans la Gaza byzantine. En 1966, on a découvert les restes d’une synagogue dans l’ancien port de Gaza. Sur son plancher en mosaïque, le roi David identifié par son nom en lettres hébraïques est représenté sous les traits d’Orphée. Près de lui des lionceaux, une girafe et un serpent écoutent celui-ci jouer de la lyre. Une autre portion du pavement est divisée par des feuilles de vigne en médaillions chacun contenant un animal : une lionne allaitant son petit, une girafe, des paons, des panthères, des ours, un zèbre, etc. Le plancher fut construit en 508/509. Il ressemble de près à celui de la synagogue de Maon (Menois) dans le désert du Néguev et de l’église chrétienne de Shellal, ce qui laisse supposer que le même artiste a travaillé aux trois endroits.

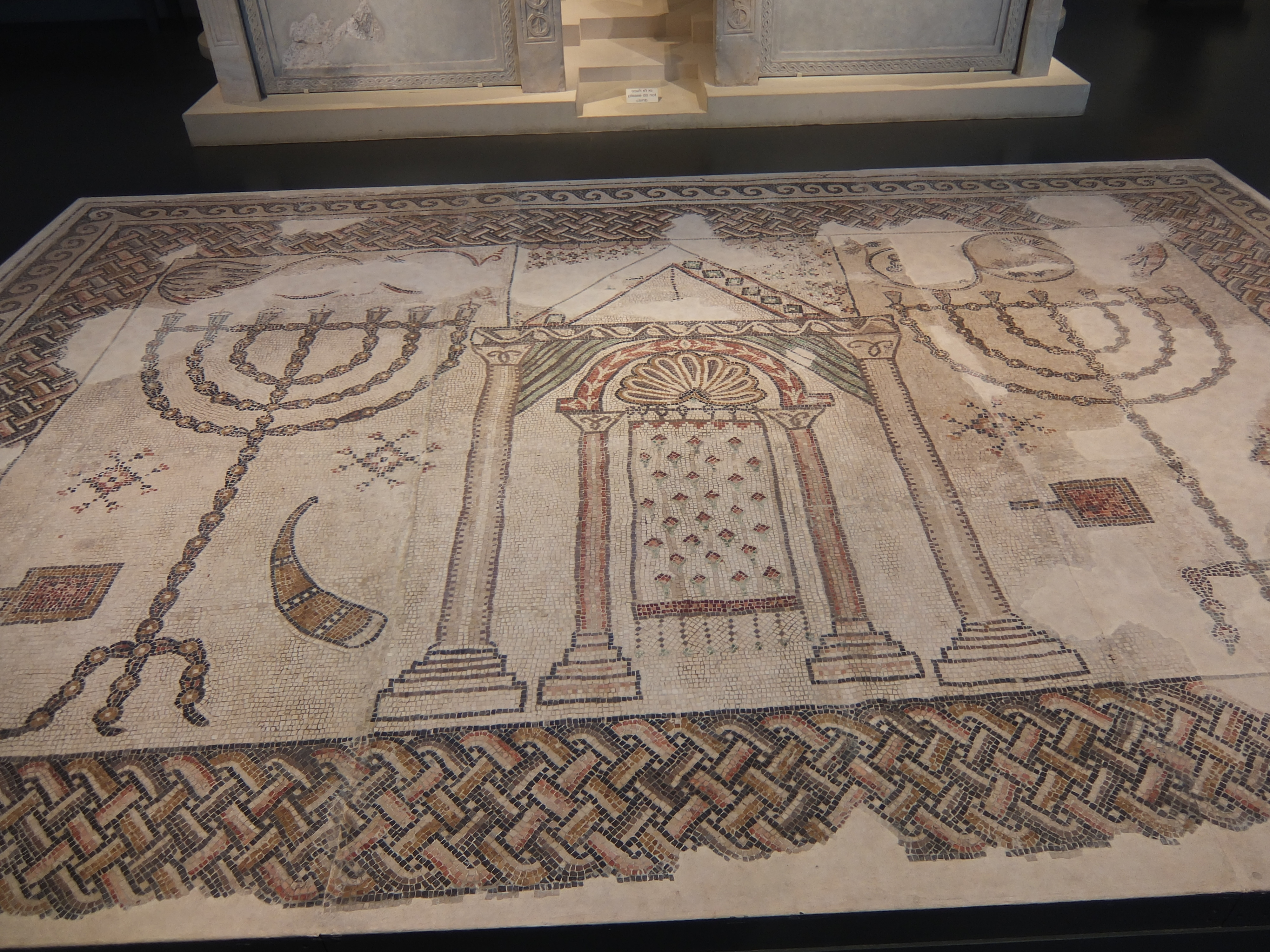
Mosaïque de synagogue découverte dans une auberge de Bet She’an (Musée d’Israël).

La « Maison de Leontius » à Bet She’an (excavée de 1964 à 1972) est un des rares exemples d’une synagogue située dans une auberge. Le plancher en mosaïque colorée de la salle servant de synagogue comporte une bande extérieure décorée de fleurs et d’oiseaux entourant des médaillons où figurent divers animaux, médaillons faits de treilles de vigne sortant d’une amphore. Le médaillon central représente une menorah sous le mot « shalom » (paix).
Une synagogue, samaritaine celle-là, est découverte à Huldah[Où ?]. Son plancher de mosaïque comprend des symboles juifs (menorah, loulav, etrog), mais les inscriptions sont en grec. Une autre synagogue samaritaine avec plancher de mosaïques fut trouvée à Bett She’an en 1960 . Le pavement comporte des motifs décoratifs et un petit sanctuaire avec des symboles reliés au culte. L’interdiction de reproduire des figures humaines et animales était plus strictement observée chez les Samaritains que chez leurs voisins juifs qui habitaient la même ville. La mosaïque est le fait des mêmes artisans qui ont mis en place le plancher de la synagogue juive et l’une des inscriptions est écrite en samaritain.
En 2003, une synagogue datant du Ve siècle ou VIe siècle fut découverte dans la ville de Saranda en Albanie. Ses mosaïques sont exceptionnelles et se rapportent à des fêtes juives, y compris une menorah, des cornes de boucs et un citronnier. D’autres mosaïques dans la synagogue montrent ce qui semble être une Torah, des animaux, des arbres et autres symboles bibliques. L’ensemble mesure 20 mètres sur 24 et fut probablement utilisé pour la dernière fois au VIe siècle comme église.

## Principaux ensembles de mosaïques byzantines

### Constantinople
- Les mosaïques de Sainte-Sophie, dont la plupart furent réalisées entre le IXe siècle et le XIIIe siècle.
- Les mosaïques de l’église Saint-Sauveur-in-Chora, réalisées entre 1315 et 1321.
- Les mosaïques de l’église de la Théotokos Pammakaristos

### Grèce
- Les mosaïques de l'église Saint-Démétrios, à Thessalonique, probablement du VIIe siècle.
- Les mosaïques du monastère de Daphní, près d'Athènes, d'époque Comnène.
- Les mosaïques du monastère d'Osios Loukas, près de Dístomo en Grèce, du XIe siècle.
- Les mosaïques du Nea Moni, sur l'île de Chios, du XIe siècle.

### Italie
- À Ravenne:
  - Basilique San Vitale (notamment les panneaux représentant Justinien Ier et sa femme)
  - Mausolée de Galla Placidia
  - Basilique Saint-Apollinaire-le-Neuf
  - Basilique Saint-Apollinaire in Classe
  - Baptistère des Orthodoxes
  - Baptistère des Ariens
  - Chapelle archiépiscopale.
- À Venise, la basilique Saint-Marc et la cathédrale Santa Maria Assunta sur l'île de Torcello.
- En Sicile
  - Cathédrale de Cefalù
  - Chapelle Platine de Palerme
  - Église de la Martorana à Palerme
  - Cathédrale de Monreale

### Égypte
- Mosaïque de la Transfiguration du Monastère Sainte-Catherine du Sinaï

### Liban
- Musée du palais de Beiteddine

## Glossaire

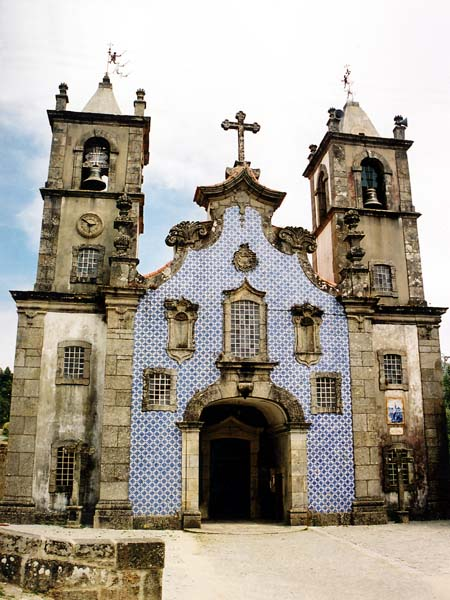
Damier d'azulejos sur la façade de l'église Matriz de Cambra, Vouzela, Portugal.

- Abside : L'abside, du latin absis lui-même dérivé du grec ἁψίς (voûte, arcade), est la partie saillante en demi-cercle qui, dans les églises chrétiennes, termine le chœur.
- Anastasis : représentation symbolique et artistique de la Résurrection de Jésus et de sa descente aux Limbes.
- Azulejo : En Espagne et au Portugal, l'azulejo est un carreau ou ensemble de carreaux de faïence décorés ornés de motifs géométriques ou de représentations figuratives. On les trouve aussi bien à l'intérieur de bâtiments qu'en revêtement extérieur de façade.
- Canthare : (du grec ancien : κάνθαρος / kàntharos, en latin cantharus) Le canthare est un vase profond pour boire le vin utilisé dans la Grèce antique. Il est caractérisé par deux anses hautes et verticales.
- Cul-de-four : Le cul-de-four est une voûte en forme de quart de sphère, rappelant la forme du four à pain, utilisée dès l'Antiquité et jusqu'à la fin de la période romane pour couvrir les absides.
- Déambulatoire : Le déambulatoire (du radical latin deambulatio, « promenade » avec le suffixe -orium1) est une galerie autour du rond-point qui double le chœur et l'abside d'une église.
- Déisis : La déisis (ou aussi : déisis, déïsis, du grec δέησις, prière) est un thème chrétien fréquemment représenté dans l'art byzantin : on y voit la Vierge et saint Jean-Baptiste représentés de part et d'autre du Christ priant pour le salut des chrétiens.
- Domus aurea : La Domus aurea ou Maison dorée est un immense palais impérial de la Rome antique, que Néron fit construire et  qui couvrait une partie importante de Rome intramuros.
- Esonarthex : Partie intérieure du narthex, parallèle à l’exonarthex, qui ouvre sur le naos.
- Exonarthex : Partie extérieure du narthex ou première partie de l’église lorsque l’on entre.
- Hagia Sophia : La basilique Sainte-Sophie (du grec Ἁγία Σοφία / Hagía Sophía, qui signifie  « sagesse divine ») est une grande basilique chrétienne de Constantinople construite dans un premier temps au IVe siècle, puis reconstruite bien plus grande au VIe siècle, sous l'empereur byzantin Justinien, où elle a acquis sa forme actuelle. Elle est devenue mosquée au XVe siècle sous Mehmet II avant d’être transformée en musée.
- Iconodoule : L'iconodoule est un artisan de la vénération des images lors de la période iconoclaste de l’empire byzantin.
- Naos : Partie principale d’une église ou nef.
- Narthex : Le narthex figure le portique interne aménagé à l'entrée de certaines églises paléochrétiennes ou médiévales qui fait transition entre l'extérieur et l'intérieur, le profane et le sacré, c'est un espace intermédiaire avant d'accéder à la nef proprement dite. Il se divise en un esonarthex* et un exonarthex*.
- Pantocrator: Le Christ pantocrator est un Christ en gloire, c'est-à-dire la représentation artistique de Jésus Christ dans son corps glorieux par opposition aux représentations plus humaines du Christ souffrant la Passion sur la Croix, ou celle de l'Enfant-Jésus.
- Parecclesion (ou parekklesion) : Chapelle latérale d’une église généralement utilisée comme chapelle mortuaire.
- Pendentif : section triangulaire d’une voûte hémisphérique laissée entre les pénétrations, dans cette voûte, de deux berceaux semi-cylindriques et de la base d'une coupole.
- Péristyle : Du grec περίστυλον, un péristyle est une galerie de colonnes faisant le tour extérieur ou intérieur d'un édifice, en dehors de son mur d'enceinte.
- Tambour : Le tambour est une construction cylindrique ou polygonale supportant, à sa base, un dôme ou une coupole.
- Tesselle : Les tesselles sont des fragments de pierre (marbre, granito), de pierres colorées, d'émail, de verre, ou encore de céramique, assemblés à l'aide de mastic ou d'enduit, pour former des motifs ou des figures
- Theotokos : Theotokos est le titre donné à la Vierge Marie (du grec Θεοτόκος, « qui a enfanté Dieu »), soulignant son caractère de Mère de Dieu.
- Trompe : La trompe figure la portion de voûte tronquée formant support d'un ouvrage (voûte, coupole, tourelle, etc.) en surplomb, permettant de changer de plan d'un niveau à l'autre.
- Zellige : Le zellige est une mosaïque dont les éléments  sont des morceaux de carreaux de faïence colorés découpés un à un et assemblés sur un lit de mortier pour former un assemblage géométrique utilisé principalement pour orner des murs ou des fontaines.